# 2005 a jogalkotásban
2005-ben a következő jogszabályokat alkották meg:

## Magyarország (forrás:Magyar Közlöny)

### Törvények
- 2005. évi I. törvény a fegyveres és rendvédelmi szervekkel összefüggő egyes törvények módosításáról
- 2005. évi II. törvény a Szülőföld Alapról
- 2005. évi III. törvény az Egészségügyi Világszervezet Dohányzás-ellenőrzési Keretegyezményének kihirdetéséről
- 2005. évi IV. törvény a Magyar Köztársaság és Szerbia és Montenegró között a Magyar Köztársaságban élő szerb kisebbség és a Szerbia és Montenegróban élő magyar kisebbség jogainak védelméről szóló, Budapesten, 2003. október 21-én aláírt Egyezmény kihirdetéséről
- 2005. évi V. törvény az Európai Szociális Karta kihirdetéséről szóló 1999. évi C. törvény módosításáról
- 2005. évi VI. törvény a Magyar Tudományos Akadémiáról szóló 1994. évi XL. törvény módosításáról
- 2005. évi VII. törvény a Montréalban, 1999. május 28-án kelt, a nemzetközi légi fuvarozásra vonatkozó egyes jogszabályok egységesítéséről szóló Egyezmény kihirdetéséről
- 2005. évi VIII. törvény a Munka Törvénykönyvéről szóló 1992. évi XXII. törvény jogharmonizációs célú módosításáról
- 2005. évi IX. törvény a közbeszerzésekről szóló 2003. évi CXXIX. törvény módosításáról
- 2005. évi X. törvény a mezőgazdasági és vidékfejlesztési támogatásokhoz és egyéb intézkedésekhez kapcsolódó eljárás egyes kérdéseiről és az ezzel összefüggő törvénymódosításokról szóló 2003. évi LXXIII. törvény módosításáról
- 2005. évi XI. törvény a közúti közlekedésről szóló 1988. évi I. törvény módosításáról
- 2005. évi XII. törvény a Magyar Köztársaság gyorsforgalmi közúthálózatának közérdekűségéről és fejlesztéséről szóló 2003. évi CXXVIII. törvény és az azzal összefüggő egyes törvények módosításáról
- 2005. évi XIII. törvény a Nemzeti Sporthivatal felügyeletének változásával összefüggésben szükséges törvénymódosításokról
- 2005. évi XIV. törvény az illetékekről szóló 1990. évi XCIII. törvény módosításáról
- 2005. évi XV. törvény az üvegházhatású gázok kibocsátási egységeinek kereskedelméről
- 2005. évi XVI. törvény a Szülőföld Alapról szóló 2005. évi II. törvény módosításáról
- 2005. évi XVII. törvény a Polgári perrendtartásról szóló 1952. évi III. törvény módosításáról és az egyes közigazgatási nemperes eljárásokban alkalmazandó szabályokról
- 2005. évi XVIII. törvény a távhőszolgáltatásról
- 2005. évi XIX. törvény a személyes adatok védelméről és a közérdekű adatok nyilvánosságáról szóló 1992. évi LXIII. törvény módosításáról
- 2005. évi XX. törvény a Magyar Köztársaság Kormánya és a Görög Köztársaság Kormánya között az államuk területén jogellenesen tartózkodó személyek visszafogadásáról szóló, Athénban, 2003. január 30. napján aláírt Egyezmény kihirdetéséről
- 2005. évi XXI. törvény a temetőkről és a temetkezésről szóló 1999. évi XLIII. törvény módosításáról
- 2005. évi XXII. törvény az egészségügyi intézmény által működtetett inkubátorban elhelyezett újszülöttek érdekében egyes törvények módosításáról
- 2005. évi XXIII. törvény a személyi jövedelemadóról szóló 1995. évi CXVII. törvény módosításáról
- 2005. évi XXIV. törvény a személyi jövedelemadóról szóló 1995. évi CXVII. törvény módosításáról
- 2005. évi XXV. törvény a távértékesítés keretében kötött pénzügyi ágazati szolgáltatási szerződésekről
- 2005. évi XXVI. törvény az adókról, járulékokról szóló törvények módosításáról
- 2005. évi XXVII. törvény az Európai Közösségek és a Magyar Köztársaság között az Európai Közösségeknek nyújtott kiváltságokra és mentességekre vonatkozó Jegyzőkönyv Magyar Köztársaság által adózási ügyekben történő alkalmazásáról szóló Megállapodás megerősítéséről és kihirdetéséről
- 2005. évi XXVIII. törvény az agrárgazdaság fejlesztéséről szóló 1997. évi CXIV. törvény módosításáról
- 2005. évi XXIX. törvény a közbeszerzésekről szóló 2003. évi CXXIX. törvény és az államháztartásról szóló 1992. évi XXXVIII. törvény módosításáról
- 2005. évi XXX. törvény az egyes nemzetközi szerződések kihirdetéséről rendelkező jogszabályok, valamint a Büntető Törvénykönyvről szóló 1978. évi IV. törvény módosításáról
- 2005. évi XXXI. törvény a Párizsi Békeszerződésről szóló 1947. évi XVIII. törvény 27. Cikke 2. pontjában foglaltak végrehajtásáról szóló 1997. évi X. törvény módosításáról
- 2005. évi XXXII. törvény a 2003. évi XXXIV. törvénnyel egységes szerkezetben kihirdetett, az áruknak TIR-igazolvánnyal történő nemzetközi fuvarozására vonatkozó, Genfben, 1975. november 14-én kelt vámegyezmény módosításának kihirdetéséről
- 2005. évi XXXIII. törvény a Magyar Köztársaság és a Portugál Köztársaság között, a jogellenesen tartózkodó személyeknek az államhatáron történő visszafogadásáról szóló, Lisszabonban, 2000. január 27. napján aláírt Egyezmény kihirdetéséről
- 2005. évi XXXIV. törvény a Hágában, 1955. szeptember 28-án kelt Jegyzőkönyvvel módosított, a nemzetközi légi fuvarozásra vonatkozó egyes jogszabályok egységesítése tárgyában, Varsóban, 1929. október 12-én aláírt Egyezmény módosításáról szóló, Montreálban, 1975. szeptember 25-én aláírt 4. számú Montreali Jegyzőkönyv kihirdetéséről
- 2005. évi XXXV. törvény a szerződő fuvarozón kívüli személy által végzett nemzetközi légi fuvarozásra vonatkozó bizonyos szabályok egységesítéséről szóló, 1961. szeptember 18-án, Guadalajarában aláírt, a Varsói Egyezményhez kapcsolódó Kiegészítő Egyezmény kihirdetéséről
- 2005. évi XXXVI. törvény a polgári és kereskedelmi ügyekben keletkezett bírósági és bíróságon kívüli iratok külföldön történő kézbesítéséről szóló, Hágában, 1965. november 15. napján kelt Egyezmény kihirdetéséről és a nemzetközi kézbesítést szabályozó egyes törvények módosításáról
- 2005. évi XXXVII. törvény május 9-e Európa Napjává nyilvánításáról
- 2005. évi XXXVIII. törvény a növényvédelemről szóló 2000. évi XXXV. törvény és az azzal összefüggő egyes ágazati törvények módosításáról
- 2005. évi XXXIX. törvény „Civitas Fortissima” – Balassagyarmat, a legbátrabb városról
- 2005. évi XL. törvény a közalkalmazottak jogállásáról szóló 1992. évi XXXIII. törvény és a köztisztviselők jogállásáról szóló 1992. évi XXIII. törvény módosításáról
- 2005. évi XLI. törvény a bírósági végrehajtásról szóló 1994. évi LIII. törvény módosításáról
- 2005. évi XLII. törvény az állam tulajdonában lévő vállalkozói vagyon értékesítéséről szóló 1995. évi XXXIX. törvény módosításáról
- 2005. évi XLIII. törvény a gyermekek védelméről és a gyámügyi igazgatásról szóló 1997. évi XXXI. törvény módosításáról
- 2005. évi XLIV. törvény a társadalombiztosítási nyugellátásról szóló 1997. évi LXXXI. törvény módosításáról
- 2005. évi XLV. törvény a Párizsi Békeszerződésről szóló 1947. évi XVIII. törvény 27. Cikke 2. pontjában foglaltak végrehajtásáról rendelkező 1997. évi X. törvény módosításáról
- 2005. évi XLVI. törvény a magyar állampolgárságról szóló 1993. évi LV. törvény és a külföldiek beutazásáról és tartózkodásáról szóló 2001. évi XXXIX. törvény módosításáról
- 2005. évi XLVII. törvény az igazságügyi szakértői tevékenységről
- 2005. évi XLVIII. törvény az igazságügyi szakértő nemperes eljárásban történő kirendeléséről és ezzel összefüggésben a Polgári Perrendtartásról szóló 1952. évi III. törvény módosításáról
- 2005. évi XLIX. törvény a kötelező egészségbiztosítás ellátásairól szóló 1997. évi LXXXIII. törvény és egyéb, az egészségüggyel összefüggő törvények módosításáról
- 2005. évi L. törvény a nemzetközi szerződésekkel kapcsolatos eljárásról
- 2005. évi LI. törvény az adókról, járulékokról és egyéb költségvetési befizetésekről szóló törvények módosításáról szóló 2003. évi XCI. törvény módosításáról
- 2005. évi LII. törvény a megtakarításokból származó kamatjövedelem adóztatásáról szóló 2003/48/EK tanácsi irányelvben előírt kötelezettségek végrehajtása céljából a Magyar Köztársaság, valamint a Csatorna-szigetek, a Man-sziget és a függő vagy társult karibi területek között aláírt Megállapodások megerősítéséről és kihirdetéséről
- 2005. évi LIII. törvény az egyének védelméről a személyes adatok gépi feldolgozása során, Strasbourgban, 1981. január 28-án kelt Egyezménynek a felügyelő hatóságokról és a személyes adatok országhatárokat átlépő áramlásáról szóló, Strasbourgban, 2001. november 8-án kelt Kiegészítő Jegyzőkönyve kihirdetéséről
- 2005. évi LIV. törvény	a nemzetközi közúti árufuvarozási szerződésről szóló Egyezményt (CMR) kiegészítő, Genfben, 1978. július 5-én kelt Jegyzőkönyv kihirdetéséről
- 2005. évi LV. törvény a köztisztviselők jogállásáról szóló 1992. évi XXIII. törvény módosításáról
- 2005. évi LVI. törvény az APEH-nek a felszámolás alatt álló szervezetekkel szemben fennálló, a központi költségvetést, az elkülönített állami pénzalapokat, illetve a Nyugdíjbiztosítási és az Egészségbiztosítási Alapot megillető követeléseivel kapcsolatos engedményezési joga gyakorlására, valamint a követelések érvényesítésének intézményrendszerére vonatkozó jogszabályok módosításáról
- 2005. évi LVII. törvény	a Munka Törvénykönyvéről szóló 1992. évi XXII. törvény módosításáról
- 2005. évi LVIII. törvény a polgárok személyi adatainak és lakcímének nyilvántartásáról szóló 1992. évi LXVI. törvény módosításáról
- 2005. évi LIX. törvény a megtakarításokból származó kamatjövedelem adóztatásáról szóló 2003/48/EK tanácsi irányelvben előírt kötelezettségek végrehajtása céljából az Európai Közösség és a tagállamok, valamint a Svájci Államszövetség, az Andorrai Hercegség, a Liechtensteini Hercegség és a San Marino Köztársaság által aláírt szándéknyilatkozatok megerősítéséről és kihirdetéséről
- 2005. évi LX. törvény a helyi önkormányzatok 2005. évi új címzett támogatásáról és az egyes címzett támogatással folyamatban lévő beruházások eredeti döntéseinek módosításáról, valamint a helyi önkormányzatok címzett és céltámogatási rendszeréről szóló 1992. évi LXXXIX. törvény módosításáról
- 2005. évi LXI. törvény a légi közlekedésről szóló 1995. évi XCVII. törvény módosításáról
- 2005. évi LXII. törvény	a tőkepiacról szóló 2001. évi CXX. törvény módosításáról
- 2005. évi LXIII. törvény a földgázellátásról szóló 2003. évi XLII. törvény módosításáról
- 2005. évi LXIV. törvény	a Budapesti Agglomeráció Területrendezési Tervéről
- 2005. évi LXV. törvény a Magyar Köztársaság gyorsforgalmi közúthálózatának közérdekűségéről és fejlesztéséről szóló 2003. évi CXXVIII. törvény, valamint a Magyar Köztársaság 2005. évi költségvetéséről szóló 2004. évi CXXXV. törvény módosításáról
- 2005. évi LXVI. törvény a Magyar Fejlesztési Bank Részvénytársaságról szóló 2001. évi XX. törvény módosításáról
- 2005. évi LXVII. törvény a budapesti 4-es – Budapest Kelenföldi pályaudvar-Bosnyák tér közötti – metróvonal megépítésének állami támogatásáról
- 2005. évi LXVIII. törvény a tisztességtelen piaci magatartás és a versenykorlátozás tilalmáról szóló 1996. évi LVII. törvény módosításáról
- 2005. évi LXIX. törvény a cégben fennálló vagyoni hányadát rosszhiszeműen átruházó személy felelősségének megállapítása érdekében a cégnyilvántartásról, a cégnyilvánosságról és a bírósági cégeljárásról szóló 1997. évi CXLV. törvény, valamint a csődeljárásról, a felszámolási eljárásról és a végelszámolásról szóló 1991. évi XLIX. törvény módosításáról
- 2005. évi LXX. törvény a foglalkoztatás elősegítéséről és a munkanélküliek ellátásáról szóló 1991. évi IV. törvény módosításáról
- 2005. évi LXXI. törvény	az alkalmi munkavállalói könyvvel történő foglalkoztatásról és az ahhoz kapcsolódó közterhek egyszerűsített befizetéséről szóló 1997. évi LXXIV. törvény módosításáról
- 2005. évi LXXII. törvény a prémiumévek programról és a különleges foglalkoztatási állományról szóló 2004. évi CXXII. törvény, valamint a társadalombiztosítás pénzügyi alapjainak és a társadalombiztosítás szerveinek állami felügyeletéről szóló 1998. évi XXXIX. törvény módosításáról
- 2005. évi LXXIII. törvény a pályakezdő fiatalok, az ötven év feletti munkanélküliek, valamint a gyermek gondozását, illetve a családtag ápolását követően munkát keresők foglalkoztatásának elősegítéséről, továbbá az ösztöndíjas foglalkoztatásról szóló 2004. évi CXXIII. törvény módosításáról
- 2005. évi LXXIV. törvény a felnőttképzésről szóló 2001. évi CI. törvény módosításáról
- 2005. évi LXXV. törvény a vasútról szóló 1993. évi XCV. törvény módosításáról
- 2005. évi LXXVI. törvény az építőipari kivitelezési tevékenységgel kapcsolatos adatszolgáltatásokkal összefüggő egyes törvények módosításáról
- 2005. évi LXXVII. törvény a gazdasági reklámtevékenységről szóló 1997. évi LVIII. törvény módosításáról
- 2005. évi LXXVIII. törvény a Nemzeti Akkreditáló Testület szervezetéről, feladat- és hatásköréről, valamint eljárásáról
- 2005. évi LXXIX. törvény a villamos energiáról szóló 2001. évi CX. törvény módosításáról
- 2005. évi LXXX. törvény	a gyermekeknek a nemzetközi örökbefogadások terén való védelméről és az ilyen ügyekben történő együttműködésről szóló, Hágában, 1993. május 29. napján kelt Egyezmény kihirdetéséről
- 2005. évi LXXXI. törvény a választási eljárásról szóló 1997. évi C. törvény módosításáról
- 2005. évi LXXXII. törvény egyes pénzügyi tárgyú törvények módosításáról
- 2005. évi LXXXIII. törvény a közigazgatási hatósági eljárás és szolgáltatás általános szabályairól szóló 2004. évi CXL. törvény hatálybalépésével összefüggő egyes törvények módosításáról
- 2005. évi LXXXIV. törvény a szerencsejáték szervezéséről szóló 1991. évi XXXIV. törvény módosításáról
- 2005. évi LXXXV. törvény az adózás rendjéről szóló 2003. évi XCII. törvény módosításáról
- 2005. évi LXXXVI. törvény a bírák jogállásáról és javadalmazásáról szóló 1997. évi LXVII. törvénynek, valamint az igazságügyi alkalmazottak szolgálati jogviszonyáról szóló 1997. évi LXVIII. törvénynek az elektronikus bírósági eljárással összefüggő módosításáról
- 2005. évi LXXXVII. törvény a mezőgazdasági termelők nyugdíj előtti támogatásának bevezetéséhez kapcsolódó egyes törvények módosításáról
- 2005. évi LXXXVIII. törvény a közérdekű önkéntes tevékenységről
- 2005. évi LXXXIX. törvény a kulturális örökség védelméről szóló 2001. évi LXIV. törvény módosításáról
- 2005. évi XC. törvény az elektronikus információszabadságról
- 2005. évi XCI. törvény a Büntető Törvénykönyvről szóló 1978. évi IV. törvény és más törvények módosításáról
- 2005. évi XCII. törvény a helyi önkormányzatokról szóló 1990. évi LXV. törvény, az államháztartásról szóló 1992. évi XXXVIII. törvény és az ingatlan-nyilvántartásról szóló 1997. évi CXLI. törvény módosításáról
- 2005. évi XCIII. törvény a katonai és rendvédelmi felsőoktatási intézmények vezetőinek, oktatóinak és hallgatóinak jogállásáról szóló 1996. évi XLV. törvény módosításáról
- 2005. évi XCIV. törvény a közbeszerzésekről szóló 2003. évi CXXIX. törvény módosításáról
- 2005. évi XCV. törvény az emberi alkalmazásra kerülő gyógyszerekről és egyéb, a gyógyszerpiacot szabályozó törvények módosításáról
- 2005. évi XCVI. törvény a katasztrófavédelemmel összefüggő egyes törvények módosításáról
- 2005. évi XCVII. törvény az általános forgalmi adóról szóló 1992. évi LXXIV. törvény módosításáról
- 2005. évi XCVIII. törvény az Európai Szociális Karta 1988. évi Kiegészítő jegyzőkönyvének kihirdetéséről
- 2005. évi XCIX. törvény az Európai Unióról szóló szerződés K.3 cikke alapján létrehozott, az informatika vámügyi alkalmazásáról szóló, Brüsszelben, 1995. július 26-án kelt Egyezmény és annak szerves részét képező Jegyzőkönyvek, valamint az Egyezmény ideiglenes alkalmazásáról szóló 1995. július 26-án aláírt Megállapodás kihirdetéséről
- 2005. évi C. törvény a Magyar Köztársaság Kormánya és a Jugoszláv Szövetségi Köztársaság Szövetségi Kormánya között a beruházások ösztönzéséről és kölcsönös védelméről, Budapesten, 2001. június 20-án aláírt Megállapodás kihirdetéséről
- 2005. évi CI. törvény a Magyar Köztársaság Kormánya és Mongólia Kormánya között a beruházások előmozdításáról és kölcsönös védelméről, Ulánbátorban, 1994. szeptember 13-án aláírt Megállapodás kihirdetéséről
- 2005. évi CII. törvény a Nemzetközi Munkaügyi Szervezet Általános Konferenciája 91. ülésszakán elfogadott, a tengerészek személyazonosító okmányairól szóló 185. számú Egyezmény kihirdetéséről
- 2005. évi CIII. törvény a Nemzetközi Munkaügyi Szervezet Általános Konferenciája 62. ülésszakán elfogadott, a kereskedelmi hajók minimális követelményeiről szóló 147. számú Egyezmény, és az ahhoz kapcsolódó 1996. évi Jegyzőkönyv kihirdetéséről
- 2005. évi CIV. törvény a Magyar Köztársaság és Románia között a közúti és a vasúti határforgalom ellenőrzéséről szóló, Bukarestben, 2004. április 27-én aláírt Egyezmény kihirdetéséről
- 2005. évi CV. törvény a Bérgarancia Alapról szóló 1994. évi LXVI. törvény jogharmonizációs célú módosításáról, valamint a foglalkoztatás elősegítéséről és a munkanélküliek ellátásáról szóló 1991. évi IV. törvény módosításáról
- 2005. évi CVI. törvény a felsőoktatásról szóló 1993. évi LXXX. törvény módosításáról
- 2005. évi CVII. törvény a Belga Királyság, a Cseh Köztársaság, a Dán Királyság, a Németországi Szövetségi Köztársaság, az Észt Köztársaság, a Görög Köztársaság, a Spanyol Királyság, a Francia Köztársaság, Írország, az Olasz Köztársaság, a Ciprusi Köztársaság, a Lett Köztársaság, a Litván Köztársaság, a Luxemburgi Nagyhercegség, a Magyar Köztársaság, a Máltai Köztársaság, a Holland Királyság, az Osztrák Köztársaság, a Lengyel Köztársaság, a Portugál Köztársaság, a Szlovén Köztársaság, a Szlovák Köztársaság, a Finn Köztársaság, a Svéd Királyság, Nagy-Britannia és Észak-Írország Egyesült Királysága (az Európai Unió tagállamai), valamint a Bolgár Köztársaság és Románia között a Bolgár Köztársaságnak és Romániának az Európai Unióhoz történő csatlakozásáról szóló szerződés kihirdetéséről
- 2005. évi CVIII. törvény a szerzői jogról szóló 1999. évi LXXVI. törvény módosításáról
- 2005. évi CIX. törvény a haditechnikai termékek gyártásának és a haditechnikai szolgáltatások nyújtásának engedélyezéséről
- 2005. évi CX. törvény az Európai Unió tagállamaival folytatott bűnügyi együttműködésről szóló 2003. évi CXXX. törvény módosításáról
- 2005. évi CXI. törvény a foglalkoztatói nyugellátást szolgáltató intézményekről
- 2005. évi CXII. törvény a számvitelről és a könyvvizsgálói tevékenységről szóló törvények módosításáról
- 2005. évi CXIII. törvény a Pénzügyi Szervezetek Állami Felügyeletéről szóló 1999. évi CXXIV. törvény módosításáról
- 2005. évi CXIV. törvény a kisebbségi önkormányzati képviselők választásáról, valamint a nemzeti és etnikai kisebbségekre vonatkozó egyes törvények módosításáról
- 2005. évi CXV. törvény az Európai Közösségek tisztviselőit és az Európai Unió tagállamainak tisztviselőit érintő korrupció elleni küzdelemről szóló, 1997. május 26-án kelt egyezmény kihirdetéséről
- 2005. évi CXVI. törvény az Európai Unió tagállamai közötti kölcsönös bűnügyi jogsegélyről szóló, 2000. május 29-én kelt egyezmény és az egyezmény 2001. október 16-án kelt kiegészítő jegyzőkönyve kihirdetéséről
- 2005. évi CXVII. törvény az Országos Rádió és Televízió Testület 2004. évi költségvetésének végrehajtásáról
- 2005. évi CXVIII. törvény a Magyar Köztársaság 2004. évi költségvetéséről és az államháztartás hároméves kereteiről szóló törvény végrehajtásáról
- 2005. évi CXIX. törvény az adókról, járulékokról és egyéb költségvetési befizetésekről szóló törvények módosításáról
- 2005. évi CXX. törvény az egyszerűsített közteherviselési hozzájárulásról
- 2005. évi CXXI. törvény a luxusadóról
- 2005. évi CXXII. törvény az ingatlan-nyilvántartásról szóló 1997. évi CXLI. törvény módosításáról
- 2005. évi CXXIII. törvény a Magyar Honvédség hivatásos és szerződéses állományú katonáinak jogállásáról szóló 2001. évi XCV. törvény, valamint a honvédelemről és a Magyar Honvédségről szóló 2004. évi CV. törvény kapcsolódó módosításáról
- 2005. évi CXXIV. törvény az emberi jogok és az alapvető szabadságok védelméről szóló, Rómában, 1950. november 4-én kelt Egyezménynek az Egyezmény ellenőrző rendszerének módosítására vonatkozó 14. jegyzőkönyve kihirdetéséről
- 2005. évi CXXV. törvény a Magyar Köztársaság és a Horvát Köztársaság között a szociális biztonságról szóló, Budapesten, 2005. február 8-án aláírt Egyezmény kihirdetéséről
- 2005. évi CXXVI. törvény a családtámogatási rendszer átalakításáról
- 2005. évi CXXVII. törvény egyes környezetvédelmi, természetvédelmi és vízügyi feladat- és hatásköröket megállapító törvények európai közösségi jogi aktusnak való megfeleltetéssel összefüggő módosításáról
- 2005. évi CXXVIII. törvény az Európai Nukleáris Kutatási Szervezet kiváltságairól és mentességeiről szóló Jegyzőkönyv kihirdetéséről
- 2005. évi CXXIX. törvény a Magyar Köztársaság Kormánya és Románia Kormánya között a Magyar-Román Gozsdu Közalapítvány létrehozásáról szóló Megállapodás kihirdetéséről
- 2005. évi CXXX. törvény a Polgári perrendtartásról szóló 1952. évi III. törvény módosításáról
- 2005. évi CXXXI. törvény egyes környezetvédelmi, természetvédelmi és vízügyi feladat- és hatásköröket megállapító törvények szervezetváltozással összefüggő módosításáról
- 2005. évi CXXXII. törvény a lakások és helyiségek bérletére, valamint az elidegenítésükre vonatkozó egyes szabályokról szóló 1993. évi LXXVIII. törvény módosításáról
- 2005. évi CXXXIII. törvény a személy- és vagyonvédelmi, valamint a magánnyomozói tevékenység szabályairól
- 2005. évi CXXXIV. törvény az Egyesült Nemzetek Szervezete Meridában, 2003. december 10-én kelt Korrupció elleni Egyezményének kihirdetéséről
- 2005. évi CXXXV. törvény a bűncselekmények áldozatainak segítéséről és az állami kárenyhítésről
- 2005. évi CXXXVI. törvény a bányászatról szóló 1993. évi XLVIII. törvény módosításáról
- 2005. évi CXXXVII. törvény a szabálysértésekről szóló 1999. évi LXIX. törvény módosításáról
- 2005. évi CXXXVIII. törvény a Nemzeti Földalapról szóló 2001. évi CXVI. törvény módosításáról
- 2005. évi CXXXIX. törvény a felsőoktatásról
- 2005. évi CXL. törvény a szülői felelősséggel és a gyermekek védelmét szolgáló intézkedésekkel kapcsolatos együttműködésről, valamint az ilyen ügyekre irányadó joghatóságról, alkalmazandó jogról, elismerésről és végrehajtásról szóló, Hágában, 1996. október 19-én kelt Egyezmény kihirdetéséről
- 2005. évi CXLI. törvény a belvízi árufuvarozási szerződésről szóló Budapesti Egyezmény (CMNI) kihirdetéséről
- 2005. évi CXLII. törvény a Magyar Köztársaság és Bosznia és Hercegovina között a beruházások ösztönzéséről és kölcsönös védelméről, Budapesten, 2002. szeptember 26-án aláírt Megállapodás kihirdetéséről
- 2005. évi CXLIII. törvény az egyes helyi közszolgáltatások kötelező igénybevételéről szóló 1995. évi XLII. törvény módosításáról
- 2005. évi CXLIV. törvény a Magyar Köztársaság és az Indiai Köztársaság között a kettős adóztatás elkerüléséről és az adóztatás kijátszásának megakadályozásáról a jövedelemadók területén, Új-Delhiben, 2003. november 3-án aláírt Egyezmény kihirdetéséről
- 2005. évi CXLV. törvény a Magyar Köztársaság és az Izlandi Köztársaság között a kettős adóztatás elkerüléséről és az adóztatás kijátszásának megakadályozásáról a jövedelemadók területén, Budapesten, 2005. november 23-án aláírt Egyezmény kihirdetéséről
- 2005. évi CXLVI. törvény a Magyar Köztársaság és a Szlovén Köztársaság között a kettős adóztatás elkerüléséről és az adóztatás kijátszásának megakadályozásáról a jövedelem- és a vagyonadók területén, Budapesten, 2004. augusztus 26-án aláírt Egyezmény kihirdetéséről
- 2005. évi CXLVII. törvény a közoktatásról szóló 1993. évi LXXIX. törvény módosításáról
- 2005. évi CXLVIII. törvény az oktatást érintő egyes törvények módosításáról
- 2005. évi CXLIX. törvény a köziratokról, a közlevéltárakról és a magánlevéltári anyag védelméről szóló 1995. évi LXVI. törvény módosításáról
- 2005. évi CL. törvény a Nemzeti Kulturális Alapprogramról szóló 1993. évi XXIII. törvény módosításáról
- 2005. évi CLI. törvény az atomenergiáról szóló 1996. évi CXVI. törvény módosításáról
- 2005. évi CLII. törvény az Országos Rádió és Televízió Testület 2006. évi költségvetéséről
- 2005. évi CLIII. törvény a Magyar Köztársaság 2006. évi költségvetéséről
- 2005. évi CLIV. törvény a Munka Törvénykönyvéről szóló 1992. évi XXII. törvény, valamint egyéb munkaügyi tárgyú törvények módosításáról
- 2005. évi CLV. törvény a munkaügyi ellenőrzésről szóló 1996. évi LXXV. törvény módosításáról
- 2005. évi CLVI. törvény a nyugdíj-előtakarékossági számlákról
- 2005. évi CLVII. törvény egyes agrárágazati törvények módosításáról
- 2005. évi CLVIII. törvény a mezőgazdasági és vidékfejlesztési támogatásokhoz és egyéb intézkedésekhez kapcsolódó eljárás egyes kérdéseiről és az ezzel összefüggő törvénymódosításokról szóló 2003. évi LXXIII. törvény módosításáról
- 2005. évi CLIX. törvény egyes élelmiszer-biztonsággal kapcsolatos törvények módosításáról
- 2005. évi CLX. törvény a Magyar Köztársaság gyorsforgalmi közúthálózatának közérdekűségéről és fejlesztéséről szóló 2003. évi CXXVIII. törvény módosításáról
- 2005. évi CLXI. törvény a Balaton Kiemelt Üdülőkörzet Területrendezési Tervének elfogadásáról és a Balatoni Területrendezési Szabályzat megállapításáról szóló 2000. évi CXII. törvény módosításáról
- 2005. évi CLXII. törvény a bírósági végrehajtásról szóló 1994. évi LIII. törvény módosításáról
- 2005. évi CLXIII. törvény az adózás rendjéről szóló törvény egyes rendelkezéseinek alkalmazásáról és módosításáról, valamint egyes adótörvények módosításáról
- 2005. évi CLXIV. törvény a kereskedelemről
- 2005. évi CLXV. törvény egyes törvényeknek az iparjogvédelmi és a szerzői jogok érvényesítésével összefüggő módosításáról
- 2005. évi CLXVI. törvény a szabadalmi ügyvivőkről szóló 1995. évi XXXII. törvény módosításáról
- 2005. évi CLXVII. törvény a környezetvédelmi termékdíjról, továbbá egyes termékek környezetvédelmi termékdíjáról szóló 1995. évi LVI. törvény módosításáról
- 2005. évi CLXVIII. törvény az áruk ideiglenes behozataláról, Isztambulban, 1990. június 26-án kelt Egyezmény és mellékletei kihirdetéséről
- 2005. évi CLXIX. törvény a Magyar Köztársaság Kormánya és a Lengyel Köztársaság Kormánya között a kétoldalú szerződések számbavételéről, Varsóban, 2005. június 17-én aláírt Jegyzőkönyv kihirdetéséről
- 2005. évi CLXX. törvény a szociális igazgatásról és szociális ellátásokról szóló 1993. évi III. törvény módosításáról
- 2005. évi CLXXI. törvény az elektronikus kereskedelmi szolgáltatások, valamint az információs társadalommal összefüggő szolgáltatások egyes kérdéseiről szóló 2001. évi CVIII. törvény módosításáról
- 2005. évi CLXXII. törvény a közbeszerzésekről szóló 2003. évi CXXIX. törvény módosításáról
- 2005. évi CLXXIII. törvény a nyugdíjak korrekciós célú emeléséről
- 2005. évi CLXXIV. törvény a fiatalok életkezdési támogatásáról
- 2005. évi CLXXV. törvény a Nemzeti Földalapról szóló 2001. évi CXVI. törvény módosításáról
- 2005. évi CLXXVI. törvény az állategészségügyről
- 2005. évi CLXXVII. törvény az államháztartásról szóló 1992. évi XXXVIII. törvény, valamint a társadalmi szervezetek által használt állami tulajdonú ingatlanok jogi helyzetének rendezéséről szóló 1997. évi CXLII. törvény módosításáról
- 2005. évi CLXXVIII. törvény a polgárok személyi adatainak és lakcímének nyilvántartásáról szóló 1992. évi LXVI. törvény módosításáról
- 2005. évi CLXXIX. törvény a fegyveres szervek hivatásos állományú tagjainak szolgálati viszonyáról szóló 1996. évi XLIII. törvény módosításáról
- 2005. évi CLXXX. törvény a foglalkoztatás bővítése és rugalmasabbá tétele érdekében szükséges intézkedésekről
- 2005. évi CLXXXI. törvény egyes egészségügyi tárgyú törvények módosításáról
- 2005. évi CLXXXII. törvény a kötelező egészségbiztosítás ellátásairól szóló 1997. évi LXXXIII. törvény és az egészségügyi szakellátási kötelezettségről, továbbá egyes egészségügyet érintő törvények módosításáról szóló 2001. évi XXXIV. törvény módosításáról
- 2005. évi CLXXXIII. törvény a vasúti közlekedésről
- 2005. évi CLXXXIV. törvény a légi-, a vasúti és a víziközlekedési balesetek és egyéb közlekedési események szakmai vizsgálatáról
- 2005. évi CLXXXV. törvény a villamos energiáról szóló 2001. évi CX. törvény módosításáról
- 2005. évi CLXXXVI. törvény a tőkepiacról szóló 2001. évi CXX. törvény módosításáról
- 2005. évi CLXXXVII. törvény a lakás-takarékpénztárakról szóló 1996. évi CXIII. törvény módosításáról
- 2005. évi CLXXXVIII. törvény a hitelintézetekről és a pénzügyi vállalkozásokról szóló 1996. évi CXII. törvény módosításáról
- 2005. évi CLXXXIX. törvény a Magyar Köztársaság és az Indiai Köztársaság között a beruházások ösztönzéséről és védelméről Újdelhiben, 2003. november 3-án aláírt Megállapodás kihirdetéséről

### Kormányrendeletek

#### Január (1−16)
- 1/2005. (I. 11.) Korm. rendelet a közúti közlekedési szolgáltatásokról és a közúti járművek üzemben tartásáról szóló 89/1988. (XII. 20.) MT rendelet módosításáról
- 2/2005. (I. 11.) Korm. rendelet egyes tervek, illetve programok környezeti vizsgálatáról
- 3/2005. (I. 12.) Korm. rendelet a lakáscélú állami támogatásokról szóló 12/2001. (I. 31.) Korm. rendelet módosításáról
- 4/2005. (I. 12.) Korm. rendelet a fiatalok lakáskölcsönéhez kapcsolódó állami kezesség vállalásának és érvényesítésének részletes szabályairól
- 5/2005. (I. 19.) Korm. rendelet a többcélú kistérségi társulások által ellátott egyes közszolgáltatások 2005. évi normatív működési támogatásáról
- 6/2005. (I. 19.) Korm. rendelet a mezőgazdasági eredetű etil-alkoholok közösségi rendtartásával kapcsolatos nemzeti hatáskörbe utalt feladatokról
- 7/2005. (I. 19.) Korm. rendelet a gazdálkodó szervezetek 2005. évi egyedi termelési támogatásáról
- 8/2005. (I. 19.) Korm. rendelet a felsőoktatási intézmények képzési és fenntartási normatíva alapján történő finanszírozásáról
- 9/2005. (I. 19.) Korm. rendelet a postai szolgáltatók, a postai közreműködők és a titkos információgyűjtésre, illetve titkos adatszerzésre felhatalmazott szervezetek együttműködésének részletes szabályairól
- 10/2005. (I. 19.) Korm. rendelet a központosított közbeszerzési rendszerről, valamint a központi beszerző szervezet feladat- és hatásköréről szóló 168/2004. (V. 25.) Korm. rendelet módosításáról
- 11/2005. (I. 26.) Korm. rendelet egyes lakáscélú kölcsönökből eredő adósságok rendezéséről
- 12/2005. (I. 26.) Korm. rendelet egyes egészségügyi tárgyú és az egészségügyi miniszter feladat- és hatáskörével összefüggő kormányrendeletek módosításáról
- 13/2005. (I. 26.) Korm. rendelet a Professzorok Háza szervezeti átalakításával és a Balassi Bálint Intézet felügyeleti jogának megváltozásával összefüggő jogszabály-módosításokról
- 14/2005. (I. 26.) Korm. rendelet a Miniszterelnöki Hivatalról szóló 148/2002. (VII. 1.) Korm. rendelet módosításáról
- 15/2005. (I. 26.) Korm. rendelet az egészségügyi szolgáltatások Egészségbiztosítási Alapból történő finanszírozásának részletes szabályairól szóló 43/1999. (III. 3.) Korm. rendelet módosításáról
- 16/2005. (I. 26.) Korm. rendelet a közmunkaprogramok támogatási rendjéről szóló 49/1999. (III. 26.) Korm. rendelet módosításáról

#### Február (17−34)
- 17/2005. (II. 8.) Korm. rendelet a diákigazolványról
- 18/2005. (II. 10.) Korm. rendelet a Nemzeti Civil Alapprogramról szóló 2003. évi L. törvény végrehajtásáról rendelkező 160/2003. (X. 7.) Korm. rendelet módosításáról
- 19/2005. (II. 11.) Korm. rendelet a helyi önkormányzatok címzett és céltámogatása felhasználásának részletes szabályairól
- 20/2005. (II. 11.) Korm. rendelet a központi közigazgatási szerveknél, továbbá azok területi és helyi szerveinél alkalmazott ösztöndíjasok foglalkoztatója által igényelhető költségvetési támogatásról
- 21/2005. (II. 11.) Korm. rendelet a gyorsforgalmi utak építésével összefüggő elővásárlási jog gyakorlásának részletes szabályairól
- 22/2005. (II. 11.) Korm. rendelet a kisajátításról szóló 1976. évi 24. törvényerejű rendelet végrehajtásáról szóló 33/1976. (IX. 5.) MT rendelet módosításáról
- 23/2005. (II. 11.) Korm. rendelet az állam által vállalt kezesség előkészítésének és a kezesség beváltásának eljárási rendjéről szóló 151/1996. (X. 1.) Korm. rendelet módosításáról
- 24/2005. (II. 11.) Korm. rendelet az országos jelentőségű területfejlesztési programokra szolgáló fejezeti kezelésű előirányzatok felhasználásának részletes szabályairól szóló 75/2004. (IV. 15.) Korm. rendelet módosításáról
- 25/2005. (II. 11.) Korm. rendelet a terület- és régiófejlesztési célelőirányzat felhasználásának részletes szabályairól szóló 90/2004. (IV. 25.) Korm. rendelet módosításáról
- 26/2005. (II. 11.) Korm. rendelet a többcélú kistérségi társulások által ellátott egyes közszolgáltatások 2005. évi normatív működési támogatásáról szóló 5/2005. (I. 19.) Korm. rendelet módosításáról
- 27/2005. (II. 14.) Korm. rendelet a decentralizált helyi önkormányzati fejlesztési támogatási programok előirányzatai, valamint a vis maior tartalék felhasználásának részletes szabályairól
- 28/2005. (II. 15.) Korm. rendelet az önkéntes haderőre történő áttéréssel összefüggésben egyes kormányrendeletek hatályon kívül helyezéséről, illetőleg módosításáról
- 29/2005. (II. 15.) Korm. rendelet a központi költségvetési szerveknél 2005. évben megvalósuló létszámcsökkentések többletkiadásainak finanszírozásáról
- 30/2005. (II. 15.) Korm. rendelet a társadalombiztosítási nyugellátásról szóló 1997. évi LXXXI. törvény végrehajtásáról rendelkező 168/1997. (X. 6.) Korm. rendelet módosításáról
- 31/2005. (II. 15.) Korm. rendelet az Európai Unió Közös Agrárpolitikája magyarországi végrehajtásában, illetve a nemzeti agrártámogatási rendszerben érintett ügyfelekkel összefüggő ügyfélregiszter létrehozásáról és az ezzel kapcsolatos nyilvántartásba vételről szóló 141/2003. (IX. 9.) Korm. rendelet módosításáról
- 32/2005. (II. 15.) Korm. rendelet a fiatalok lakáskölcsönéhez kapcsolódó állami kezesség vállalásának és érvényesítésének részletes szabályairól szóló 4/2005. (I. 12.) Korm. rendelet módosításáról
- 33/2005. (II. 18.) Korm. rendelet a légi személyszállítás szabályairól szóló 25/1999. (II. 12.) Korm. rendelet módosításáról
- 34/2005. (II. 19.) Korm. rendelet a fegyveres szervek hivatásos állományú tagjainak szolgálati viszonyáról szóló 1996. évi XLIII. törvény végrehajtásáról szóló 140/1996. (VIII. 31.) Korm. rendelet módosításáról

#### Március (35−57)
- 35/2005. (III. 1.) Korm. rendelet a Nemzeti és Etnikai Kisebbségi Hivatalról szóló 125/2001. (VII. 10.) Korm. rendelet módosításáról
- 36/2005. (III. 1.) Korm. rendelet a többcélú kistérségi társulások megalakulásának 2005. évi ösztönzéséről és modellkísérletek támogatásáról
- 37/2005. (III. 10.) Korm. rendelet a járóbeteg-ellátás keretében rendelt gyógyszerek, gyógyászati segédeszközök és gyógyfürdőellátások árához nyújtott támogatások elszámolásáról és folyósításáról szóló 134/1999. (VIII. 31.) Korm. rendelet módosításáról
- 38/2005. (III. 10.) Korm. rendelet az okmányirodák kijelöléséről és illetékességi területéről szóló 256/2000. (XII. 26.) Korm. rendelet, valamint egyes további kormányrendeletek módosításáról
- 39/2005. (III. 10.) Korm. rendelet az Agrár Fejlesztési Hitelprogram szabályozásáról
- 40/2005. (III. 10.) Korm. rendelet a NATO Biztonsági Beruházási Program keretében megvalósuló beszerzésekre vonatkozó részletes szabályokról
- 41/2005. (III. 10.) Korm. rendelet a Magyar Terület- és Regionális Fejlesztési Hivatalról szóló 195/2003. (XI. 28.) Korm. rendelet módosításáról
- 42/2005. (III. 10.) Korm. rendelet a bioüzemanyagok és más megújuló üzemanyagok közlekedési célú felhasználásának egyes szabályairól
- 43/2005. (III. 10.) Korm. rendelet a Miniszterelnöki Hivatalról szóló 148/2002. (VII. 1.) Korm. rendelet módosításáról
- 44/2005. (III. 11.) Korm. rendelet a kormányzati informatika koordinációjáról és a kapcsolódó eljárási rendről
- 45/2005. (III. 11.) Korm. rendelet a Nemzeti Hírközlési Hatóságnak az elektronikus aláírással kapcsolatos feladat- és hatásköréről, valamint eljárásának részletes szabályairól
- 46/2005. (III. 11.) Korm. rendelet a mezőgazdasági, halászati, erdészeti és vidékfejlesztési állami támogatások Európai Bizottság részére történő bejelentési rendjéről
- 47/2005. (III. 11.) Korm. rendelet az ivóvíz minőségi követelményeiről és az ellenőrzés rendjéről szóló 201/2001. (X. 25.) Korm. rendelet módosításáról
- 48/2005. (III. 23.) Korm. rendelet a közalkalmazottak jogállásáról szóló 1992. évi XXXIII. törvény hatálya alá tartozó munkáltatóknál működő szakszervezetek reprezentativitásának megállapításáról
- 49/2005. (III. 23.) Korm. rendelet a közgyógyellátási igazolványról szóló 28/1993. (II. 17.) Korm. rendelet módosításáról
- 50/2005. (III. 23.) Korm. rendelet a katasztrófák elleni védekezés irányításáról, szervezetéről és a veszélyes anyagokkal kapcsolatos súlyos balesetek elleni védekezésről szóló 1999. évi LXXIV. törvény végrehajtásáról szóló 179/1999. (XII. 10.) Korm. rendelet módosításáról
- 51/2005. (III. 24.) Korm. rendelet a területfejlesztés intézményei törvényességi felügyeletének részletes szabályairól
- 52/2005. (III. 26.) Korm. rendelet az államháztartás működési rendjéről szóló 217/1998. (XII. 30.) Korm. rendelet módosításáról
- 53/2005. (III. 26.) Korm. rendelet az Európai Unió strukturális alapjaiból és Kohéziós Alapjából származó támogatások hazai felhasználásáért felelős intézményekről szóló 1/2004. (I. 5.) Korm. rendelet módosításáról
- 54/2005. (III. 26.) Korm. rendelet a Nemzeti Fejlesztési Terv operatív programjai és az EQUAL Közösségi Kezdeményezés Program esetében alkalmazandó biztosítékokkal kapcsolatos szabályokról
- 55/2005. (III. 26.) Korm. rendelet a jogszabálysértő, nem rendeltetésszerű vagy szerződésellenes módon felhasznált európai uniós forrásokból származó és a kapcsolódó állami támogatások behajtásának eljárási rendjéről
- 56/2005. (III. 30.) Korm. rendelet a Magyar Népköztársaság Kormánya és a Csehszlovák Szocialista Köztársaság Kormánya között a határvizek vízgazdálkodási kérdéseinek szabályozásáról Budapesten, 1976. évi május hó 31-én aláírt Egyezmény kihirdetéséről szóló 55/1978. (XII. 10.) MT rendelet hatályon kívül helyezéséről
- 57/2005. (III. 30.) Korm. rendelet a mezőgazdasági és élelmiszer-ipari termékekhez kapcsolódó biztosítékrendszer szabályairól szóló 17/2004. (II. 13.) Korm. rendelet módosításáról

#### Április (58−83)
- 58/2005. (IV. 4.) Korm. rendelet a kincstári vagyonnal való gazdálkodásról
- 59/2005. (IV. 4.) Korm. rendelet a postai szolgáltatások ellátásáról és minőségi követelményeiről szóló 79/2004. (IV. 19.) Korm. rendelet módosításáról
- 60/2005. (IV. 4.) Korm. rendelet a többcélú kistérségi társulások által ellátott egyes közszolgáltatások 2005. évi normatív működési támogatásáról szóló 5/2005. (I. 19.) Korm. rendelet módosításáról
- 61/2005. (IV. 4.) Korm. rendelet a többcélú kistérségi társulások megalakulásának 2005. évi ösztönzéséről és modellkísérletek támogatásáról szóló 36/2005. (III. 1.) Korm. rendelet módosításáról
- '62/2005. (IV. 6.) Korm. rendelet nemzeti gyász kihirdetéséről
- 63/2005. (IV. 8.) Korm. rendelet a részarány földkiadás során keletkezett osztatlan közös tulajdon megszüntetésének részletes szabályairól
- 64/2005. (IV. 13.) Korm. rendelet a kisajátításról szóló 1976. évi 24. törvényerejű rendelet végrehajtásáról szóló 33/1976. (IX. 5.) MT rendelet módosításáról
- 65/2005. (IV. 13.) Korm. rendelet a Nemzeti Kutatás-nyilvántartási Rendszerről szóló 160/2001. (IX. 12.) Korm. rendelet módosításáról
- 66/2005. (IV. 13.) Korm. rendelet az Európai Közösséget létrehozó Szerződés 87. cikkének (1) bekezdése szerinti állami támogatásokkal kapcsolatos eljárásról és a regionális támogatási térképről szóló 85/2004. (IV. 19.) Korm. rendelet módosításáról
- 67/2005. (IV. 13.) Korm. rendelet a gyógyszerek és gyógyászati segédeszközök közbeszerzésének részletes és sajátos szabályairól szóló 130/2004. (IV. 29.) Korm. rendelet módosításáról
- 68/2005. (IV. 13.) Korm. rendelet a Nemzeti Földalap vagyonnyilvántartásának, vagyonkezelésének és hasznosításának részletes szabályairól szóló 254/2002. (XII. 13.) Korm. rendelet módosításáról
- 69/2005. (IV. 19.) Korm. rendelet a felsőoktatási intézmények felvételi eljárásainak általános szabályairól szóló 269/2000. (XII. 26.) Korm. rendelet módosításáról
- 70/2005. (IV. 21.) Korm. rendelet a közúti járművezetők és a közúti közlekedési szakemberek képzésének és vizsgáztatásának általános szabályairól
- 71/2005. (IV. 21.) Korm. rendelet a közalkalmazottak jogállásáról szóló 1992. évi XXXIII. törvénynek a központi költségvetési szervként működő kutató- és kutatást kiegészítő intézeteknél és kutatókat foglalkoztató egyes intézményeknél történő végrehajtásáról szóló 49/1993. (III. 26.) Korm. rendelet módosításáról
- 72/2005. (IV. 21.) Korm. rendelet az egyes tartós fogyasztási cikkekre vonatkozó kötelező jótállásról szóló 151/2003. (IX. 22.) Korm. rendelet módosításáról
- 73/2005. (IV. 21.) Korm. rendelet a gazdálkodó szervezetek 2005. évi egyedi termelési támogatásáról szóló 7/2005. (I. 19.) Korm. rendelet módosításáról
- 74/2005. (IV. 22.) Korm. rendelet a Magyar Köztársaság Kormánya és a Koreai Köztársaság Kormánya között a közúti járművek vezetői engedélyeinek kölcsönös elismerése tárgyában levélváltás útján létrejött Megállapodás kihirdetéséről
- 75/2005. (IV. 22.) Korm. rendelet a Fogyatékos Gyermekek, Tanulók Felzárkóztatásáért Országos Közalapítvány létrehozásáról szóló 164/1997. (IX. 30.) Korm. rendelet módosításáról
- 76/2005. (IV. 28.) Korm. rendelet a Határon Túli Magyarok Hivataláról szóló 90/1992. (V. 29.) Korm. rendelet módosításáról
- 77/2005. (IV. 28.) Korm. rendelet a közfürdők létesítéséről és működéséről szóló 121/1996. (VII. 24.) Korm. rendelet módosításáról
- 78/2005. (IV. 28.) Korm. rendelet az utazásszervező és -közvetítő tevékenységről szóló 213/1996. (XII. 23.) Korm. rendelet módosításáról
- 79/2005. (IV. 28.) Korm. rendelet az utazási és utazást közvetítő szerződésről szóló 214/1996. (XII. 23.) Korm. rendelet módosításáról
- 80/2005. (IV. 28.) Korm. rendelet a közoktatásról szóló 1993. évi LXXIX. törvény végrehajtásáról rendelkező 20/1997. (II. 13.) Korm. rendelet módosításáról
- 81/2005. (IV. 28.) Korm. rendelet a felsőoktatási intézmények karainak felsorolásáról szóló 209/1999. (XII. 26.) Korm. rendelet módosításáról
- 82/2005. (IV. 28.) Korm. rendelet a hallgatói hitelrendszerről és a Diákhitel Központról szóló 119/2001. (VI. 30.) Korm. rendelet módosításáról
- 83/2005. (IV. 28.) Korm. rendelet az önkormányzat által szervezett közcélú foglalkoztatás 2005. évi előirányzatának módosítási rendjéről és a többlettámogatás igényléséről, valamint az egyes lakáscélú kölcsönökből eredő adósságok rendezéséről szóló 11/2005. (I. 26.) Korm. rendelet módosításáról

#### Május (84−101)
- 84/2005. (V. 2.) Korm. rendelet a határon túli támogatások eltérő szabályozásának rendjéről
- 85/2005. (V. 2.) Korm. rendelet a Nemzeti Ellenállásért Emléklap újbóli adományozásáról
- 86/2005. (V. 5.) Korm. rendelet a fegyveres szervek hivatásos állományú tagjainak szolgálati viszonyáról szóló 1996. évi XLIII. törvény végrehajtásáról szóló 140/1996. (VIII. 31.) Korm. rendelet módosításáról
- 87/2005. (V. 5.) Korm. rendelet a védelem terén alapvető biztonsági érdeket érintő, kifejezetten katonai, rendvédelmi, rendészeti célokra szánt áruk beszerzésére, illetőleg szolgáltatások megrendelésére vonatkozó sajátos szabályokról szóló 228/2004. (VII. 30.) Korm. rendelet módosításáról
- 88/2005. (V. 5.) Korm. rendelet a Mátra északi térségében 2005. év április 18-a és 20-a között lehullott nagy mennyiségű csapadék miatt keletkezett károk enyhítéséről
- 89/2005. (V. 5.) Korm. rendelet a nukleáris létesítmények nukleáris biztonsági követelményeiről és az ezzel összefüggő hatósági tevékenységről
- 90/2005. (V. 6.) Korm. rendelet a távollévők között kötött szerződésekről szóló 17/1999. (II. 5.) Korm. rendelet módosításáról
- 91/2005. (V. 6.) Korm. rendelet a Magyar Köztársaság Kormánya és a Szlovák Köztársaság Kormánya között a Magyar Köztársaság és a Szlovák Köztársaság között a közúti, a vasúti és a vízi határforgalom ellenőrzéséről szóló Egyezmény végrehajtásáról rendelkező, Pozsonyban, 2003. október 9. napján aláírt Megállapodás kihirdetéséről
- 92/2005. (V. 19.) Korm. rendelet az egységes közlekedési hatósági szervezet feladat- és hatásköréről szóló 231/1997. (XII. 12.) Korm. rendelet módosításáról
- 93/2005. (V. 21.) Korm. rendelet a Tokaj-hegyalján 2005. év május 4-én lehullott nagy mennyiségű csapadék miatt keletkezett károk enyhítéséről, valamint a Mátra északi térségében 2005. év április 18-a és 20-a között lehullott nagy mennyiségű csapadék miatt keletkezett károk enyhítéséről szóló 88/2005. (V. 5.) Korm. rendelet módosításáról
- 94/2005. (V. 21.) Korm. rendelet a kiemelt építésügyi igazgatási ügyekben eljáró hatóságok illetékességi területéről, a kijelölési eljárásról, valamint a szakmai feltételekről szóló 220/1997. (XII. 5.) Korm. rendelet módosításáról
- 95/2005. (V. 21.) Korm. rendelet az idegennyelv-tudást igazoló államilag elismert nyelvvizsgáztatás rendjéről és a nyelvvizsga-bizonyítványokról szóló 71/1998. (IV. 8.) Korm. rendelet módosításáról
- 96/2005. (V. 21.) Korm. rendelet a Nemzeti Fejlesztési Terv operatív programjai és az EQUAL Közösségi Kezdeményezés program esetében alkalmazandó biztosítékokkal kapcsolatos szabályokról szóló 54/2005. (III. 26.) Korm. rendelet módosításáról
- 97/2005. (V. 23.) Korm. rendelet a foglalkoztatáspolitikai és munkaügyi miniszter feladat- és hatásköréről szóló 143/2002. (VI. 28.) Korm. rendelet módosításáról
- 98/2005. (V. 26.) Korm. rendelet az egységes digitális rádiótávközlő rendszer létrehozásával és működtetésével kapcsolatos feladatokkal megbízott kormánybiztos feladat- és hatásköréről
- 99/2005. (V. 28.) Korm. rendelet a Hajdú-Bihar és a Szabolcs-Szatmár-Bereg megyékben a 2005. év május 18-i viharos időjárás, valamint a Borsod-Abaúj-Zemplén megyében 2005. év május 18-án lehullott nagy mennyiségű csapadék és árvíz miatt keletkezett károk enyhítéséről
- 100/2005. (V. 31.) Korm. rendelet a családi gazdaságok létrehozásáról, nyilvántartásba vételéről, működtetéséről, valamint kiemelt támogatásukról szóló 326/2001. (XII. 30.) Korm. rendelet módosításáról
- 101/2005. (V. 31.) Korm. rendelet egyes kormányrendeletek módosításáról

#### Június (102−127)
- 102/2005. (VI. 4.) Korm. rendelet a közbeszerzési és tervpályázati hirdetmények megküldésének és közzétételének rendjére vonatkozó egyes szabályok módosításáról
- 103/2005. (VI. 7.) Korm. rendelet a Nemzetközi Vasúti Árufuvarozásról szóló Megállapodás (SZMGSZ) 2004. évi módosításainak és kiegészítéseinek kihirdetéséről
- 104/2005. (VI. 11.) Korm. rendelet az egészségügyi szolgáltatások Egészségbiztosítási Alapból történő finanszírozásának részletes szabályairól szóló 43/1999. (III. 3.) Korm. rendelet módosításáról
- 105/2005. (VI. 16.) Korm. rendelet a Szülőföld Alapról szóló 2005. évi II. törvény végrehajtásáról
- 106/2005. (VI. 16.) Korm. rendelet a bányászatról szóló 1993. évi XLVIII. törvény végrehajtásáról szóló 203/1998. (XII. 19.) Korm. rendelet módosításáról
- 107/2005. (VI. 23.) Korm. rendelet a Magyar Köztársaság és Kanada között a szociális biztonságról szóló, Budapesten, 2002. március 4-én aláírt Egyezmény végrehajtásáról szóló Igazgatási Megállapodás kihirdetéséről
- 108/2005. (VI. 23.) Korm. rendelet a 2005. évi ISPA projektek pénzügyi megállapodásainak módosításairól szóló levélváltás kihirdetéséről
- 109/2005. (VI. 23.) Korm. rendelet az elemek és az akkumulátorok hulladékainak visszavételéről
- 110/2005. (VI. 23.) Korm. rendelet a felszín alatti vizek védelméről szóló 219/2004. (VII. 21.) Korm. rendelet módosításáról
- 111/2005. (VI. 23.) Korm. rendelet az életüktől és szabadságuktól politikai okból jogtalanul megfosztottak kárpótlásáról szóló 1992. évi XXXII. törvény végrehajtásáról
- 112/2005. (VI. 25.) Korm. rendelet az Európai Bizottság és a Magyar Köztársaság Kormánya között 2004. június 22-én létrejött, az Átmeneti Támogatás (Transition Facility) végrehajtásáról szóló Együttműködési Megállapodás kihirdetéséről
- 113/2005. (VI. 25.) Korm. rendelet a kötelező egészségbiztosítás ellátásairól szóló 1997. évi LXXXIII. törvény végrehajtásáról szóló 217/1997. (XII. 1.) Korm. rendelet módosításáról
- 114/2005. (VI. 27.) Korm. rendelet a társadalombiztosítás ellátásaira és a magánnyugdíjra jogosultakról, valamint e szolgáltatások fedezetéről szóló 1997. évi LXXX. törvény végrehajtásáról rendelkező 195/1997. (XI. 5.) Korm. rendelet módosításáról
- 115/2005. (VI. 27.) Korm. rendelet a magánnyugdíjpénztárak befektetési és gazdálkodási tevékenységéről szóló 282/2001. (XII. 26.) Korm. rendelet, valamint a pénztárak központi nyilvántartásával összefüggő egyes feladatokról, a pénztáraknak, valamint a foglalkoztatóknak a pénztártagokra vonatkozó adatszolgáltatási kötelezettségéről szóló 172/1997. (X. 6.) Korm. rendelet módosításáról
- 116/2005. (VI. 27.) Korm. rendelet az önkéntes kölcsönös nyugdíjpénztárak befektetési és gazdálkodási szabályairól szóló 281/2001. (XII. 26.) Korm. rendelet módosításáról
- 117/2005. (VI. 27.) Korm. rendelet a polgárok személyi adatainak és lakcímének nyilvántartásáról szóló 1992. évi LXVI. törvény végrehajtásáról szóló 146/1993. (X. 26.) Korm. rendelet, valamint a személyazonosító igazolvány kiadásáról és nyilvántartásáról szóló 168/1999. (XI. 24.) Korm. rendelet módosításáról
- 118/2005. (VI. 27.) Korm. rendelet a fegyverekről és lőszerekről szóló 253/2004. (VIII. 31.) Korm. rendelet módosításáról
- 119/2005. (VI. 28.) Korm. rendelet a magyar állampolgárságról szóló 1993. évi LV. törvény végrehajtásáról szóló 125/1993. (IX. 22.) Korm. rendelet, valamint a külföldiek beutazásáról és tartózkodásáról szóló 2001. évi XXXIX. törvény végrehajtásáról szóló 170/2001. (IX. 26.) Korm. rendelet módosításáról
- 120/2005. (VI. 28.) Korm. rendelet a Magyar Köztársaság Kormánya és a Szlovák Köztársaság Kormánya közötti kulturális, oktatási, tudományos, sport- és ifjúsági együttműködésről szóló, Budapesten, 2003. január 16-án aláírt Egyezmény kihirdetéséről
- 121/2005. (VI. 28.) Korm. rendelet a temetőkről és a temetkezésről szóló 1999. évi XLIII. törvény végrehajtásáról szóló 145/1999. (X. 1.) Korm. rendelet módosításáról
- 122/2005. (VI. 29.) Korm. rendelet az államháztartás működési rendjéről szóló 217/1998. (XII. 30.) Korm. rendelet módosításáról
- 123/2005. (VI. 29.) Korm. rendelet a Miniszterelnöki Hivatalról szóló 148/2002. (VII. 1.) Korm. rendelet módosításáról
- 124/2005. (VI. 29.) Korm. rendelet a fejlesztési adókedvezményről szóló 275/2003. (XII. 24.) Korm. rendelet módosításáról
- 125/2005. (VI. 29.) Korm. rendelet a Nemzeti Fejlesztési Terv operatív programjai és az EQUAL Közösségi Kezdeményezés program esetében alkalmazandó biztosítékokkal kapcsolatos szabályokról szóló 54/2005. (III. 26.) Korm. rendelet módosításáról
- 126/2005. (VI. 29.) Korm. rendelet a Gazdaságbiztonsági Tartalékról szóló 84/1994. (V. 27.) Korm. rendelet módosításáról
- 127/2005. (VI. 30.) Korm. rendelet a Magyar Köztársaság Kormánya és Bosznia-Hercegovina Kormánya között pénzügyi együttműködési keretprogram kialakításáról szóló, 2004. november 19-én, Budapesten aláírt Megállapodás kihirdetéséről

#### Július (128−150)
- 128/2005. (VII. 1.) Korm. rendelet a Magyar Köztársaság Kormánya és az Osztrák Szövetségi Kormány között az Európai Unió Tanácsa 2003. február 18-án kelt, 343/2003/EK rendeletének alkalmazása érdekében történő együttműködésről szóló Közigazgatási Megállapodás kihirdetéséről
- 129/2005. (VII. 1.) Korm. rendelet a Szociálpolitikai Tanács összetételéről, szervezetéről és működéséről
- 130/2005. (VII. 1.) Korm. rendelet a felsőoktatási együttműködés támogatása érdekében a Közép-Európai Felsőoktatási Csereprogramról (CEEPUS II.) szóló Egyezmény kihirdetéséről
- 131/2005. (VII. 8.) Korm. rendelet a katonai felsőoktatás alapképzési szakjainak képesítési követelményeiről szóló 28/1999. (II. 12.) Korm. rendelet módosításáról
- 132/2005. (VII. 8.) Korm. rendelet az Eximbank által folyósítható kötött segélyhitelek feltételeiről és a segélyhitelnyújtás részletes szabályairól szóló 232/2003. (XII. 16.) Korm. rendelet módosításáról
- 133/2005. (VII. 8.) Korm. rendelet az elektronikus hírközlő hálózatok azonosítóinak felosztási tervéről szóló 72/2004. (IV. 15.) Korm. rendelet módosításáról
- 134/2005. (VII. 14.) Korm. rendelet a területrendezési hatósági eljárásokról
- 135/2005. (VII. 14.) Korm. rendelet az építőipari kivitelezési tevékenységgel kapcsolatos adatszolgáltatásról
- 136/2005. (VII. 15.) Korm. rendelet a Magyar Köztársaság Kormánya, valamint Szerbia és Montenegró Minisztertanácsa közötti tudományos és technológiai együttműködési megállapodás kihirdetéséről
- 137/2005. (VII. 15.) Korm. rendelet a vagyonnyilatkozat tételéről, átadásáról, kezeléséről, az abban foglalt adatok védelméről, valamint a Közszolgálati Ellenőrzési Hivatal szervezetéről, működéséről és az ellenőrzési eljárás lefolytatásáról szóló 114/2001. (VI. 29.) Korm. rendelet módosításáról
- 138/2005. (VII. 15.) Korm. rendelet az Országos Környezetvédelmi, Természetvédelmi és Vízügyi Főfelügyelőség, az Országos Környezetvédelmi, Természetvédelmi és Vízügyi Főigazgatóság és a környezetvédelmi és vízügyi miniszter irányítása alá tartozó területi szervek feladat- és hatásköréről szóló 341/2004. (XII. 22.) Korm. rendelet módosításáról
- 139/2005. (VII. 18.) Korm. rendelet a Közép-európai légiforgalmi szolgálatokról (CEATS) szóló Megállapodások kihirdetéséről
- 140/2005. (VII. 27.) Korm. rendelet a Magyar Köztársaság Kormánya és a Vietnami Szocialista Köztársaság Kormánya közötti tudományos és technológiai együttműködési Megállapodás kihirdetéséről
- 141/2005. (VII. 27.) Korm. rendelet egyes szociális tárgyú kormányrendeletek módosításáról
- 142/2005. (VII. 27.) Korm. rendelet a terület- és vidékpolitika kormányzati koordinációjával összefüggő egyes kormányrendeletek módosításáról
- 143/2005. (VII. 27.) Korm. rendelet az üvegházhatású gázok kibocsátási egységeinek kereskedelméről szóló 2005. évi XV. törvény végrehajtásának egyes szabályairól
- 144/2005. (VII. 27.) Korm. rendelet az Igazságügyi Hivatalról
- 145/2005. (VII. 27.) Korm. rendelet a főtisztviselők és a központi tisztek illetményének részbeni fedezetéül szolgáló többlettámogatások igénylési rendjéről
- 146/2005. (VII. 27.) Korm. rendelet az Európai Unió intézményeiben nemzeti szakértőként foglalkoztatott köztisztviselők és a fegyveres szervek hivatásos állományú tagjai utáni támogatások igénylési rendjéről
- 147/2005. (VII. 27.) Korm. rendelet a tengerészek képzéséről, képesítéséről és az őrszolgálat ellátásáról szóló 1978/1995. évi nemzetközi egyezmény melléklete módosításainak kihirdetéséről
- 148/2005. (VII. 27.) Korm. rendelet az érettségi vizsga vizsgaszabályzatának kiadásáról szóló 100/1997. (VI. 13.) Korm. rendelet, valamint a Nemzeti alaptanterv kiadásáról, bevezetéséről és alkalmazásáról szóló 243/2003. (XII. 17.) Korm. rendelet módosításáról
- 149/2005. (VII. 27.) Korm. rendelet egyes jogszabályok és jogszabályi rendelkezések hatályon kívül helyezéséről
- 150/2005. (VII. 29.) Korm. rendelet a transzeurópai közlekedési hálózat projektjeihez juttatott TEN-T támogatás felhasználásáról

#### Augusztus (151−169)
- 151/2005. (VIII. 2.) Korm. rendelet a Borsod-Abaúj-Zemplén megyében 2005. július 9–10-én lehullott nagy mennyiségű csapadék és árvíz miatt keletkezett károk enyhítéséről
- 152/2005. (VIII. 2.) Korm. rendelet az Útravaló Ösztöndíjprogramról
- 153/2005. (VIII. 2.) Korm. rendelet a kábítószerekkel és pszichotróp anyagokkal végezhető tevékenységekről szóló 142/2004. (IV. 29.) Korm. rendelet módosításáról
- 154/2005. (VIII. 5.) Korm. rendelet a Magyar Köztársaság Kormánya és a Szlovák Köztársaság Kormánya között a Magyar Köztársaság és a Szlovák Köztársaság között a közúti, a vasúti és a vízi határforgalom ellenőrzéséről szóló Egyezmény végrehajtásáról rendelkező, Pozsonyban, 2003. október 9. napján aláírt Megállapodás módosításáról szóló, jegyzékváltás útján létrejött Megállapodás kihirdetéséről
- 155/2005. (VIII. 11.) Korm. rendelet a lakáscélú állami támogatásokról szóló 12/2001. (I. 31.) Korm. rendelet módosításáról
- 156/2005. (VIII. 15.) Korm. rendelet a "Sikeres Magyarországért Panel Plusz" Hitelprogram keretében lakásszövetkezet, illetve társasház által felvett kölcsönhöz kapcsolódó támogatás nyújtásáról
- 157/2005. (VIII. 15.) Korm. rendelet a távhőszolgáltatásról szóló 2005. évi XVIII. törvény végrehajtásáról
- 158/2005. (VIII. 16.) Korm. rendelet a Jász-Nagykun-Szolnok megyében 2005. augusztus 3–7-én lehullott nagy mennyiségű csapadék miatt keletkezett károk enyhítéséről
- 159/2005. (VIII. 16.) Korm. rendelet a kábítószer-prekurzorokkal kapcsolatos egyes hatósági eljárási szabályok, valamint a hatósági feladat- és hatáskörök megállapításáról
- 160/2005. (VIII. 16.) Korm. rendelet a növényvédelmi közérdekű védekezés költségei megállapításának és igénylésének részletes szabályairól
- 161/2005. (VIII. 16.) Korm. rendelet a többéves fizetési kötelezettséggel járó kötelezettségvállalások nettó jelenérték számításának módszertanáról, valamint az alkalmazandó diszkonttényezőről
- 162/2005. (VIII. 16.) Korm. rendelet a költségvetési szervek belső ellenőrzéséről szóló 193/2003. (XI. 26.) Korm. rendelet módosításáról
- 163/2005. (VIII. 16.) Korm. rendelet a polgári nemzetbiztonsági szolgálatok költségvetése tervezésének, pénzellátásának, előirányzat-felhasználásának, kincstári gazdálkodásának és nyilvántartásának egyes szabályairól szóló 32/2004. (III. 2.) Korm. rendelet módosításáról
- 164/2005. (VIII. 16.) Korm. rendelet az elektronikus hírközlő hálózatok azonosítóinak nemzeti felosztási tervéről
- 165/2005. (VIII. 22.) Korm. rendelet a fejlesztési adókedvezményről szóló 275/2003. (XII. 24.) Korm. rendelet módosításáról
- 166/2005. (VIII. 22.) Korm. rendelet a független biztosításközvetítői és a biztosítási szaktanácsadói felelősségbiztosítási szerződés minimális tartalmi követelményeiről szóló 319/2004. (XII. 1.) Korm. rendelet módosításáról
- 167/2005. (VIII. 24.) Korm. rendelet a frekvenciasávok nemzeti felosztásának megállapításáról szóló 346/2004. (XII. 22.) Korm. rendelet módosításáról
- 168/2005. (VIII. 24.) Korm. rendelet a katasztrófák elleni védekezés irányításáról, szervezetéről és a veszélyes anyagokkal kapcsolatos súlyos balesetek elleni védekezésről szóló 1999. évi LXXIV. törvény végrehajtásáról szóló 179/1999. (XII. 10.) Korm. rendelet módosításáról
- 169/2005. (VIII. 31.) Korm. rendelet a települési önkormányzatok által a belterületi csapadékvíz-elvezető rendszerek karbantartására szervezett közhasznú munkavégzéshez szükséges saját forrás kiegészítéséről

#### Szeptember (170−205)
- 170/2005. (IX. 1.) Korm. rendelet a Magyar Köztársaság Kormánya és az Olasz Köztársaság Kormánya közötti, a tudományos kutatás és a technológiai fejlesztés terén megvalósítandó együttműködésről szóló, 2003. május 21-én, Rómában aláírt Keretmegállapodás kihirdetéséről
- 171/2005. (IX. 1.) Korm. rendelet a Nemzeti Sporthivatal felügyeletének változásával összefüggésben szükséges, valamint egyes sporttárgyú kormányrendeletek módosításáról
- 172/2005. (IX. 1.) Korm. rendelet a külföldi gyógykezelésekkel kapcsolatos egyes kérdésekről szóló 227/2003. (XII. 13.) Korm. rendelet módosításáról
- 173/2005. (IX. 1.) Korm. rendelet a katonai oktatási intézmények tényleges katonai állományú hallgatói és hozzátartozóik járandóságaival és szociális érdekeinek védelmével kapcsolatos részletes jogosultsági és folyósítási szabályokról
- 174/2005. (IX. 1.) Korm. rendelet az egyes társadalombiztosítási törvények végrehajtásáról rendelkező kormányrendeletek, valamint a központi közigazgatási szerveknél, továbbá azok területi és helyi szerveinél alkalmazott ösztöndíjasok foglalkoztatója által igényelhető költségvetési támogatásról szóló 20/2005. (II. 11.) Korm. rendelet módosításáról
- 175/2005. (IX. 1.) Korm. rendelet a kincstári vagyonnal való gazdálkodásról szóló 58/2005. (IV. 4.) Korm. rendelet módosításáról
- 176/2005. (IX. 2.) Korm. rendelet a megváltozott munkaképességű munkavállalókat foglalkoztató munkáltatók akkreditációjának, továbbá az akkreditált munkáltatók ellenőrzésének szabályairól
- 177/2005. (IX. 2.) Korm. rendelet a megváltozott munkaképességű munkavállalók foglalkoztatásához nyújtható költségvetési támogatásáról
- 178/2005. (IX. 9.) Korm. rendelet a Magyar Köztársaság Kormánya és az Indiai Köztársaság Kormánya között a diplomata- és szolgálati útlevéllel rendelkező állampolgáraik kölcsönös vízummentességéről szóló Megállapodás kihirdetéséről
- 179/2005. (IX. 9.) Korm. rendelet a hatósági közvetítőkről
- 180/2005. (IX. 9.) Korm. rendelet a közigazgatási hatósági eljárásban a személyes költségmentesség megállapításáról
- 181/2005. (IX. 9.) Korm. rendelet a 2005. év augusztus 15–23. között lehullott nagy mennyiségű csapadék okozta károk enyhítéséről
- 182/2005. (IX. 9.) Korm. rendelet az egészségügyi szolgáltatások Egészségbiztosítási Alapból történő finanszírozásának részletes szabályairól szóló 43/1999. (III. 3.) Korm. rendelet módosításáról
- 183/2005. (IX. 13.) Korm. rendelet az üvegházhatású gázok kibocsátásával kapcsolatos hitelesítési tevékenység személyi és szakmai feltételeiről
- 184/2005. (IX. 13.) Korm. rendelet az elektronikus hírközlő hálózatok azonosítóival kapcsolatos gazdálkodás rendjéről
- 185/2005. (IX. 13.) Korm. rendelet a Nemzeti Fejlesztési Terv operatív programjai és az EQUAL Közösségi Kezdeményezés Program esetében alkalmazandó biztosítékokkal kapcsolatos szabályokról szóló 54/2005. (III. 26.) Korm. rendelet módosításáról
- 186/2005. (IX. 13.) Korm. rendelet az "Ipari Park" címről és az ipari parkok fejlesztését szolgáló rendszer működéséről
- 187/2005. (IX. 15.) Korm. rendelet a minősített adat kezelésének rendjéről szóló 79/1995. (VI. 30.) Korm. rendelet módosításáról
- 188/2005. (IX. 15.) Korm. rendelet a biztonsági okmányok védelmének rendjéről szóló 86/1996. (VI. 14.) Korm. rendelet módosításáról
- 189/2005. (IX. 15.) Korm. rendelet a Fogyatékos Gyermekek, Tanulók Felzárkóztatásáért Országos Közalapítvány létrehozásáról szóló 164/1997. (IX. 30.) Korm. rendelet módosításáról
- 190/2005. (IX. 17.) Korm. rendelet a "Szemünk Fénye" iskolavilágítási és fűtéskorszerűsítési Program megvalósításával kapcsolatos közbeszerzési eljárás feltételeiről
- 191/2005. (IX. 19.) Korm. rendelet a Magyar Köztársaság Művészeti Alapjának megszüntetéséről és a Magyar Alkotóművészeti Alapítvány létesítéséről szóló 117/1992. (VII. 29.) Korm. rendelet módosításáról
- 192/2005. (IX. 19.) Korm. rendelet a Magyar Népköztársaság Kormánya és a Németországi Szövetségi Köztársaság Kormánya között kulturális és tájékoztatási központok kölcsönös felállításáról szóló, Bonnban, 1987. október 7-én aláírt Megállapodás módosításáról szóló, Budapesten, 2005. március 10-én aláírt Jegyzőkönyv kihirdetéséről
- 193/2005. (IX. 22.) Korm. rendelet az elektronikus ügyintézés részletes szabályairól
- 194/2005. (IX. 22.) Korm. rendelet a közigazgatási hatósági eljárásokban felhasznált elektronikus aláírásokra és az azokhoz tartozó tanúsítványokra, valamint a tanúsítványokat kibocsátó hitelesítésszolgáltatókra vonatkozó követelményekről
- 195/2005. (IX. 22.) Korm. rendelet az elektronikus ügyintézést lehetővé tevő informatikai rendszerek biztonságáról, együttműködési képességéről és egységes használatáról
- 196/2005. (IX. 22.) Korm. rendelet a postai szolgáltatások ellátásáról és minőségi követelményeiről szóló 79/2004. (IV. 19.) Korm. rendelet módosításáról
- 197/2005. (IX. 22.) Korm. rendelet az egyetemi és főiskolai hallgatók által fizetendő díjakról és térítésekről, valamint a részükre nyújtható egyes támogatásokról szóló 51/2002. (III. 26.) Korm. rendelet módosításáról
- 198/2005. (IX. 22.) Korm. rendelet a közfinanszírozású támogatásban részesülő kutatás-fejlesztési és technológiai innovációs programok értékelése rendszeréről és tartalmi követelményeiről
- 199/2005. (IX. 22.) Korm. rendelet egyes, a tudomány- és innovációpolitika kormányzati irányításával összefüggő kormányrendeletek módosításáról
- 200/2005. (IX. 22.) Korm. rendelet a települési önkormányzatok által a belterületi csapadékvíz-elvezető rendszerek karbantartására szervezett közhasznú munkavégzéshez szükséges saját forrás kiegészítéséről szóló 169/2005. (VIII. 31.) Korm. rendelet módosításáról
- 201/2005. (IX. 27.) Korm. rendelet a Norvég Királyság Kormánya és a Magyar Köztársaság Kormánya között 2005. június 10-én létrejött, a Norvég Finanszírozási Mechanizmus 2004–2009 közötti végrehajtásáról szóló együttműködési megállapodás, valamint egyrészről az Izlandi Köztársaság Kormánya, a Liechtensteini Nagyhercegség Kormánya, a Norvég Királyság Kormánya, másrészről a Magyar Köztársaság Kormánya között 2005. július 7-én létrejött, az EGT Finanszírozási Mechanizmus 2004–2009 közötti végrehajtásáról szóló együttműködési megállapodás kihirdetéséről
- 202/2005. (IX. 28.) Korm. rendelet a Szerzői Jogi Szakértő Testület szervezetéről és működéséről szóló 156/1999. (XI. 3.) Korm. rendelet módosításáról
- 203/2005. (IX. 28.) Korm. rendelet a lakáscélú állami támogatásokról szóló 12/2001. (I. 31.) Korm. rendelet módosításáról
- 204/2005. (IX. 28.) Korm. rendelet az Iparjogvédelmi Szakértői Testület szervezetéről és működéséről szóló 270/2002. (XII. 20.) Korm. rendelet módosításáról
- 205/2005. (IX. 28.) Korm. rendelet a helyi önkormányzatok és a többcélú kistérségi társulások 2005. szeptember 1-jei keresetemeléséhez biztosítandó hozzájárulásról

#### Október (206−245)
- 206/2005. (X. 1.) Korm. rendelet a felnőttképzési normatív támogatás részletes szabályairól
- 207/2005. (X. 5.) Korm. rendelet a Magyar Köztársaság Kormánya és Szerbia és Montenegró Minisztertanácsa közötti Kormányközi Együttműködési Vegyes Bizottság létrehozásáról szóló Jegyzőkönyv kihirdetéséről
- 208/2005. (X. 5.) Korm. rendelet a Magyar Köztársaság Kormánya és a Svéd Királyság Kormánya között a védelmi együttműködésről szóló, Budapesten, 2004. május 28-án aláírt Megállapodás kihirdetéséről
- 209/2005. (X. 5.) Korm. rendelet a betétdíj alkalmazásának szabályairól
- 210/2005. (X. 5.) Korm. rendelet az igazságügyi szakértői névjegyzék vezetéséről
- 211/2005. (X. 5.) Korm. rendelet a környezetvédelmi termékdíjmentesség, a termékdíj visszaigénylésének és átvállalásának, valamint a használt gumiabroncs behozatalának feltételeiről szóló 53/2003. (IV. 11.) Korm. rendelet és az azt módosító 342/2004. (XII. 22.) Korm. rendelet módosításáról
- 212/2005. (X. 5.) Korm. rendelet a nyugdíjasok távhő-szolgáltatási támogatásáról
- 213/2005. (X. 5.) Korm. rendelet a határokat átlépő vízfolyások és nemzetközi tavak védelmére és használatára vonatkozó, Helsinkiben, 1992. március 17-én aláírt egyezményhez kapcsolódó Víz és Egészség Jegyzőkönyv kihirdetéséről
- 214/2005. (X. 7.) Korm. rendelet a Magyar Köztársaság Kormánya és Románia Kormánya között a Magyar Köztársaság és Románia között a közúti és a vasúti határforgalom ellenőrzéséről szóló Egyezmény végrehajtásáról szóló, Bukarestben, 2004. április hónap 27. napján aláírt Megállapodás kihirdetéséről
- 215/2005. (X. 7.) Korm. rendelet a nyugellátások és a baleseti járadék 2005. évi kiegészítő emeléséről
- 216/2005. (X. 7.) Korm. rendelet a nyugdíjszerű rendszeres szociális ellátások 2005. évi kiegészítő emeléséről
- 217/2005. (X. 7.) Korm. rendelet a mezőgazdasági termelők éven belüli lejáratú hiteleinek adósságrendezési programjáról szóló 215/2002. (X. 17.) Korm. rendelet hatályon kívül helyezéséről
- 218/2005. (X. 11.) Korm. rendelet az Egészségügyi Engedélyezési és Közigazgatási Hivatalról szóló 295/2004. (X. 28.) Korm. rendelet és a kötelező egészségbiztosítás ellátásairól szóló 1997. évi LXXXIII. törvény végrehajtásáról szóló 217/1997. (XII. 1.) Korm. rendelet módosításáról
- 219/2005. (X. 13.) Korm. rendelet a társadalombiztosítási nyugellátásról szóló 1997. évi LXXXI. törvény végrehajtásáról rendelkező 168/1997. (X. 6.) Korm. rendelet módosításáról
- 220/2005. (X. 13.) Korm. rendelet a rejtjeltevékenységről szóló 43/1994. (III. 29.) Korm. rendelet módosításáról
- 221/2005. (X. 13.) Korm. rendelet az egyes termékek kiegészítő oltalmára vonatkozó európai közösségi rendeletek végrehajtásához szükséges szabályokról szóló 26/2004. (II. 26.) Korm. rendelet módosításáról
- 222/2005. (X. 13.) Korm. rendelet az Egyetemes Elektronikus Hírközlési Támogatási Kassza működésére, felügyeletére, felhasználására, megszüntetésére és forrásaira vonatkozó részletes szabályokról szóló 134/2004. (IV. 29.) Korm. rendelet módosításáról
- 223/2005. (X. 13.) Korm. rendelet a közigazgatási hatósági eljárás és szolgáltatás általános szabályairól szóló 2004. évi CXL. törvény hatálybalépésével összefüggő, egyes belügyi ágazati feladatokat érintő kormányrendeletek módosításáról
- 224/2005. (X. 13.) Korm. rendelet a közigazgatási hatósági eljárás és szolgáltatás általános szabályairól szóló 2004. évi CXL. törvény hatálybalépésével összefüggő, egyes egészségügyi ágazati feladatokat érintő kormányrendeletek módosításáról
- 225/2005. (X. 13.) Korm. rendelet a közigazgatási hatósági eljárás és szolgáltatás általános szabályairól szóló 2004. évi CXL. törvény hatálybalépésével összefüggő, egyes foglalkoztatási és munkaügyi ágazati feladatokat érintő kormányrendeletek módosításáról
- 226/2005. (X. 13.) Korm. rendelet a közigazgatási hatósági eljárás és szolgáltatás általános szabályairól szóló 2004. évi CXL. törvény hatálybalépésével összefüggő, egyes földművelésügyi ágazati feladatokat érintő kormányrendeletek módosításáról
- 227/2005. (X. 13.) Korm. rendelet a közigazgatási hatósági eljárás és szolgáltatás általános szabályairól szóló 2004. évi CXL. törvény hatálybalépésével összefüggő, egyes gazdasági és közlekedési ágazati feladatokat érintő kormányrendeletek módosításáról
- 228/2005. (X. 13.) Korm. rendelet a közigazgatási hatósági eljárás és szolgáltatás általános szabályairól szóló 2004. évi CXL. törvény hatálybalépésével összefüggő, egyes környezetvédelmi és vízügyi ágazati feladatokat érintő kormányrendeletek módosításáról
- 229/2005. (X. 13.) Korm. rendelet a közigazgatási hatósági eljárás és szolgáltatás általános szabályairól szóló 2004. évi CXL. törvény hatálybalépésével összefüggő, egyes oktatási ágazati feladatokat érintő kormányrendeletek módosításáról
- 230/2005. (X. 19.) Korm. rendelet a tűzvédelmi bírságnak, valamint a biztosítók tűzvédelmi hozzájárulásának a központi költségvetésbe történő befizetése és elszámolása rendjéről, valamint felhasználásának és ellenőrzésének módjáról szóló 180/1998. (XI. 6.) Korm. rendelet módosításáról
- 231/2005. (X. 19.) Korm. rendelet a Kutatási és Technológiai Innovációs Alap kezeléséről és felhasználásáról szóló 133/2004. (IV. 29.) Korm. rendelet módosításáról
- 232/2005. (X. 19.) Korm. rendelet a részarány földkiadás során keletkezett osztatlan közös tulajdon megszüntetésének részletes szabályairól szóló 63/2005. (IV. 8.) Korm. rendelet módosításáról
- 233/2005. (X. 19.) Korm. rendelet a szomszédos államokban élő magyaroknak nyújtott támogatások központi nyilvántartásáról
- 234/2005. (X. 21.) Korm. rendelet a könyvviteli szolgáltatást végzők nyilvántartásba vételéről szóló 93/2002. (V. 5.) Korm. rendelet módosításáról
- 235/2005. (X. 25.) Korm. rendelet a fiatalok lakáskölcsönéhez kapcsolódó állami kezesség vállalásának és érvényesítésének részletes szabályairól szóló 4/2005. (I. 12.) Korm. rendelet módosításáról
- 236/2005. (X. 25.) Korm. rendelet a nyugdíjasok távhő-szolgáltatási támogatásáról szóló 212/2005. (X. 5.) Korm. rendelet módosításáról
- 237/2005. (X. 25.) Korm. rendelet a Mezőgazdasági és Vidékfejlesztési Hivatalról szóló 81/2003. (VI. 7.) Korm. rendelet módosításáról
- 238/2005. (X. 25.) Korm. rendelet az építésfelügyeleti bírságról
- 239/2005. (X. 25.) Korm. rendelet a felsőoktatási intézmények felvételi eljárásainak általános szabályairól szóló 269/2000. (XII. 26.) Korm. rendelet, illetve a pedagógus-továbbképzésről, a pedagógus-szakvizsgáról, valamint a továbbképzésben részt vevők juttatásairól és kedvezményeiről szóló 277/1997. (XII. 22.) Korm. rendelet módosításáról
- 240/2005. (X. 27.) Korm. rendelet a veszélyes hulladékok országhatárokat átlépő szállításának ellenőrzéséről és ártalmatlanításáról szóló, Bázelben, 1989. március 22. napján aláírt Egyezmény módosításainak kihirdetéséről
- 241/2005. (X. 28.) Korm. rendelet a közigazgatási hatósági eljárás és szolgáltatás általános szabályairól szóló 2004. évi CXL. törvény bevezetéséhez biztosítandó hozzájárulásról
- 242/2005. (X. 28.) Korm. rendelet a légi közlekedésről szóló 1995. évi XCVII. törvény végrehajtásáról rendelkező 141/1995. (XI. 30.) Korm. rendelet módosításáról
- 243/2005. (X. 28.) Korm. rendelet a nemesfémtárgyak és termékek vizsgálatáról, hitelesítéséről és nemesfémtartalmuk tanúsításáról szóló 145/2004. (IV. 29.) Korm. rendelet módosításáról
- 244/2005. (X. 31.) Korm. rendelet a lakáscélú állami támogatásokról szóló 12/2001. (I. 31.) Korm. rendelet módosításáról

#### November (245−254)
- 245/2005. (XI. 8.) Korm. rendelet a polgári célú pirotechnikai tevékenységek felügyeletéről szóló 155/2003. (X. 1.) Korm. rendelet módosításáról
- 246/2005. (XI. 10.) Korm. rendelet a villamos energiáról szóló 2001. évi CX. törvény végrehajtásáról szóló 180/2002. (VIII. 23.) Korm. rendelet módosításáról
- 247/2005. (XI. 14.) Korm. rendelet a 2006. évre vonatkozó Országos Statisztikai Adatgyűjtési Program módosított és új adatgyűjtéseiről
- 248/2005. (XI. 15.) Korm. rendelet az okmányirodák által történő tulajdonilap-másolat szolgáltatás szabályairól
- 249/2005. (XI. 18.) Korm. rendelet a nukleáris létesítmények nukleáris biztonsági követelményeiről és az ezzel összefüggő hatósági tevékenységről szóló 89/2005. (V. 5.) Korm. rendelet módosításáról
- 250/2005. (XI. 23.) Korm. rendelet a Magyar Köztársaság és a Horvát Köztársaság között a szociális biztonságról szóló, Budapesten, 2005. február 8-án aláírt egyezmény végrehajtására szolgáló megállapodás kihirdetéséről
- 251/2005. (XI. 23.) Korm. rendelet a felsőoktatási intézmények karainak felsorolásáról szóló 209/1999. (XII. 26.) Korm. rendelet módosításáról
- 252/2005. (XI. 24.) Korm. rendelet a többcélú kistérségi társulások közösségi busz beszerzésének 2005. évi támogatásáról
- 253/2005. (XI. 29.) Korm. rendelet a közigazgatási hatósági eljárás és szolgáltatás általános szabályairól szóló 2004. évi CXL. törvény hatálybalépésével összefüggésben az üzletek működéséről és a belkereskedelmi tevékenység folytatásának feltételeiről szóló 4/1997. (I. 22.) Korm. rendelet módosításáról
- 254/2005. (XI. 30.) Korm. rendelet a decentralizált helyi önkormányzati fejlesztési támogatási programok előirányzatai, valamint a vis maior tartalék felhasználásának részletes szabályairól szóló 27/2005. (II. 14.) Korm. rendelet módosításáról

#### December (255−336)
- 255/2005. (XII. 6.) Korm. rendelet a Magyar Köztársaság Kormánya és a Török Köztársaság Kormánya közötti gazdasági együttműködési megállapodás kihirdetéséről
- 256/2005. (XII. 7.) Korm. rendelet az érettségi vizsga vizsgaszabályzatának kiadásáról szóló 100/1997. (VI. 13.) Korm. rendelet és az Országos Közoktatási Értékelési és Vizsgaközpontról szóló 105/1999. (VII. 6.) Korm. rendelet módosításáról
- 257/2005. (XII. 7.) Korm. rendelet az államháztartás működési rendjéről szóló 217/1998. (XII. 30.) Korm. rendelet módosításáról
- 258/2005. (XII. 7.) Korm. rendelet a központosított közbeszerzési rendszerről, valamint a központi beszerző szervezet feladat- és hatásköréről szóló 168/2004. (V. 25.) Korm. rendelet módosításáról
- 259/2005. (XII. 7.) Korm. rendelet a Magyar Köztársaság Kormánya és Románia Kormánya között a Magyar Köztársaság Bukaresti Kulturális Központja és a Budapesti Román Kulturális Intézet működéséről szóló 2005. október 20-án aláírt Egyezmény kötelező hatályának elismeréséről és kihirdetéséről
- 260/2005. (XII. 9.) Korm. rendelet a Nemzetközi Vasúti Árufuvarozásról szóló Megállapodás (SZMGSZ) 2005. évi módosításainak és kiegészítéseinek kihirdetéséről
- 261/2005. (XII. 14.) Korm. rendelet a Magyar Köztársaság Kormánya és a Montenegrói Köztársaság Kormánya közötti pénzügyi együttműködési keretprogram kialakításáról szóló megállapodás kötelező hatályának elismerésére adott felhatalmazásról és kihirdetéséről
- 262/2005. (XII. 14.) Korm. rendelet a társadalombiztosítás ellátásaira és a magánnyugdíjra jogosultakról, valamint e szolgáltatások fedezetéről szóló 1997. évi LXXX. törvény végrehajtásáról rendelkező 195/1997. (XI. 5.) Korm. rendelet módosításáról
- 263/2005. (XII. 14.) Korm. rendelet az önkéntes kölcsönös egészség- és önsegélyező pénztárak egyes gazdálkodási szabályairól szóló 268/1997. (XII. 22.) Korm. rendelet módosításáról
- 264/2005. (XII. 14.) Korm. rendelet az önkéntes kölcsönös egészség- és önsegélyező pénztárak által finanszírozható szolgáltatásokról szóló 263/2003. (XII. 24.) Korm. rendelet módosításáról
- 265/2005. (XII. 14.) Korm. rendelet a pénztárak központi nyilvántartásával összefüggő egyes feladatokról, a pénztáraknak, valamint a foglalkoztatóknak a pénztártagokra vonatkozó adatszolgáltatási kötelezettségéről szóló 172/1997. (X. 6.) Korm. rendelet módosításáról
- 266/2005. (XII. 14.) Korm. rendelet az Egészségügyi Engedélyezési és Közigazgatási Hivatalról szóló 295/2004. (X. 28.) Korm. rendelet, a kábítószerekkel és pszichotróp anyagokkal végezhető tevékenységekről szóló 142/2004. (IV. 29.) Korm. rendelet, valamint a kötelező egészségbiztosítás ellátásairól szóló 1997. évi LXXXIII. törvény végrehajtásáról szóló 217/1997. (XII. 1.) Korm. rendelet módosításáról
- 267/2005. (XII. 14.) Korm. rendelet a bányászatról szóló 1993. évi XLVIII. törvény végrehajtásáról szóló 203/1998. (XII. 19.) Korm. rendelet módosításáról
- 268/2005. (XII. 14.) Korm. rendelet a termőföld állam által életjáradék fizetése ellenében történő megszerzéséről szóló 210/2004. (VII. 9.) Korm. rendelet módosításáról
- 269/2005. (XII. 15.) Korm. rendelet a közúti közlekedési szolgáltatásokról és a közúti járművek üzemben tartásáról szóló 89/1988. (XII. 20.) MT rendelet, a közúti árutovábbítási szerződésekről szóló 2/1981. (I. 31.) MT rendelet, valamint az egyes szabálysértésekről szóló 218/1999. (XII. 28.) Korm. rendelet módosításáról
- 270/2005. (XII. 15.) Korm. rendelet a mosó- és tisztítószerek hatóanyagai biológiai bonthatóságának ellenőrzéséről és az információszolgáltatás rendjéről
- 271/2005. (XII. 15.) Korm. rendelet a 2005. november 1-jei földgáz-áremelés 2005. évi intézményi ellentételezéséről
- 272/2005. (XII. 15.) Korm. rendelet a kincstári vagyonnal való gazdálkodásról szóló 58/2005. (IV. 4.) Korm. rendelet módosításáról
- 273/2005. (XII. 20.) Korm. rendelet a belügyminiszter feladat- és hatásköréről szóló 150/2002. (VII. 2.) Korm. rendelet, valamint a Miniszterelnöki Hivatalról szóló 148/2002. (VII. 1.) Korm. rendelet módosításáról
- 274/2005. (XII. 20.) Korm. rendelet a földművelésügyi és vidékfejlesztési miniszter feladatairól és hatásköréről szóló 155/1998. (IX. 30.) Korm. rendelet módosításáról
- 275/2005. (XII. 20.) Korm. rendelet a Mezőgazdasági és Vidékfejlesztési Hivatalról szóló 81/2003. (VI. 7.) Korm. rendelet módosításáról
- 276/2005. (XII. 20.) Korm. rendelet a környezetvédelmi és vízügyi miniszter irányítása alá tartozó központi és területi államigazgatási szervek feladat- és hatásköréről
- 277/2005. (XII. 20.) Korm. rendelet az Országos Meteorológiai Szolgálatról
- 278/2005. (XII. 20.) Korm. rendelet a belföldi hivatalos kiküldetést teljesítő munkavállaló élelmezési költségtérítéséről
- 279/2005. (XII. 20.) Korm. rendelet a külföldi kiküldetéshez kapcsolódó elismert költségekről szóló 168/1995. (XII. 27.) Korm. rendelet módosításáról
- 280/2005. (XII. 20.) Korm. rendelet a családok támogatásáról szóló 1998. évi LXXXIV. törvény végrehajtásáról rendelkező 223/1998. (XII. 30.) Korm. rendelet módosításáról
- 281/2005. (XII. 20.) Korm. rendelet az örökségvédelmi bírságról szóló 191/2001. (X. 18.) Korm. rendelet módosításáról
- 282/2005. (XII. 20.) Korm. rendelet az Egyesült Európáért Díj alapításáról
- 283/2005. (XII. 20.) Korm. rendelet a külföldön nyilvántartásba vett adóalany számára adható általános forgalmiadó-visszatérítésről szóló 2/1993. (I. 13.) Korm. rendelet módosításáról
- 284/2005. (XII. 20.) Korm. rendelet a mezőgazdaságban felhasznált gázolaj utáni jövedékiadó-visszatérítés feltételeiről és szabályairól szóló 216/1997. (XII. 1.) Korm. rendelet módosításáról
- 285/2005. (XII. 20.) Korm. rendelet a magánnyugdíjpénztárak, az önkéntes nyugdíjpénztárak, valamint az önkéntes kölcsönös egészség- és önsegélyező pénztárak beszámolókészítési és könyvvezetési kötelezettségének sajátosságairól szóló kormányrendeletek módosításáról
- 286/2005. (XII. 20.) Korm. rendelet az egyes szabálysértésekről szóló 218/1999. (XII. 28.) Korm. rendelet módosításáról
- 287/2005. (XII. 21.) Korm. rendelet az Európai Közösség és annak tagállamai, valamint Ukrajna között a polgári globális navigációs műholdrendszerekről (GNSS) szóló Együttműködési Megállapodás kihirdetéséről
- 288/2005. (XII. 21.) Korm. rendelet a Magyar Köztársaság Kormánya és Mongólia Kormánya közötti gazdasági együttműködésről szóló megállapodás kihirdetéséről
- 290/2005. (XII. 23.) Korm. rendelet a nyugdíjszerű rendszeres szociális ellátások emeléséről
- 291/2005. (XII. 23.) Korm. rendelet a nyugellátások és a baleseti járadék emeléséről
- 292/2005. (XII. 23.) Korm. rendelet a társadalombiztosítási nyugellátásról szóló 1997. évi LXXXI. törvény végrehajtásáról rendelkező 168/1997. (X. 6.) Korm. rendelet módosításáról
- 293/2005. (XII. 23.) Korm. rendelet az önkéntes kölcsönös nyugdíjpénztárak befektetési és gazdálkodási szabályairól szóló 281/2001. (XII. 26.) Korm. rendelet módosításáról
- 294/2005. (XII. 23.) Korm. rendelet a terület- és régiófejlesztési célelőirányzat felhasználásának részletes szabályairól szóló 90/2004. (IV. 25.) Korm. rendelet módosításáról
- 295/2005. (XII. 23.) Korm. rendelet a decentralizált helyi önkormányzati fejlesztési támogatási programok előirányzatai, valamint a vis maior tartalék felhasználásának részletes szabályairól
- 296/2005. (XII. 23.) Korm. rendelet a személyes gondoskodást nyújtó szociális intézmény és a falugondnoki szolgálat működésének engedélyezéséről, továbbá a szociális vállalkozás engedélyezéséről szóló 188/1999. (XII. 16.) Korm. rendelet és a gyermekjóléti és gyermekvédelmi szolgáltató tevékenység engedélyezéséről, valamint a gyermekjóléti és gyermekvédelmi vállalkozói engedélyről szóló 259/2002. (XII. 18.) Korm. rendelet módosításáról
- 297/2005. (XII. 23.) Korm. rendelet a Magyar Kereskedelmi Engedélyezési Hivatalról
- 298/2005. (XII. 23.) Korm. rendelet a Magyar Kereskedelmi Engedélyezési Hivatal hatósági jogköreivel összefüggő egyes rendeletek módosításáról
- 299/2005. (XII. 23.) Korm. rendelet a központosított illetményszámfejtésről szóló 172/2000. (X. 18.) Korm. rendelet módosításáról
- 300/2005. (XII. 23.) Korm. rendelet az űrkutatással és űrtevékenységgel kapcsolatos kormányzati feladatokról
- 301/2005. (XII. 23.) Korm. rendelet a haditechnikai termékek gyártása és a haditechnikai szolgáltatások nyújtása engedélyezésének részletes szabályairól
- 302/2005. (XII. 25.) Korm. rendelet a hatósági élelmiszer-ellenőrzés rendjéről
- 303/2005. (XII. 25.) Korm. rendelet a Magyar Exporthitel Biztosító Részvénytársaság által a központi költségvetés terhére, a Kormány készfizető kezessége mellett vállalható nem piacképes kockázatú biztosítások feltételeiről szóló 312/2001. (XII. 28.) Korm. rendelet módosításáról
- 304/2005. (XII. 25.) Korm. rendelet a Magyar Export-Import Bank Részvénytársaság kamatkiegyenlítési rendszeréről szóló 85/1998. (V. 6.) Korm. rendelet módosításáról
- 305/2005. (XII. 25.) Korm. rendelet a közérdekű adatok elektronikus közzétételére, az egységes közadatkereső rendszerre, valamint a központi jegyzék adattartalmára, az adatintegrációra vonatkozó részletes szabályokról
- 306/2005. (XII. 25.) Korm. rendelet a Kárpátok védelméről és fenntartható fejlesztéséről szóló Keretegyezmény kihirdetéséről
- 307/2005. (XII. 25.) Korm. rendelet a magánszálláshelyek idegenforgalmi célú hasznosításáról szóló 110/1997. (VI. 25.) Korm. rendelet módosításáról
- 308/2005. (XII. 25.) Korm. rendelet az üvegházhatású gázok kibocsátási egységeinek kereskedelméről szóló 2005. évi XV. törvény végrehajtásának egyes szabályairól szóló 143/2005. (VII. 27.) Korm. rendelet módosításáról
- 309/2005. (XII. 25.) Korm. rendelet a mérésügyről szóló 1991. évi XLV. törvény végrehajtásáról szóló 127/1991. (X. 9.) Korm. rendelet módosításáról
- 310/2005. (XII. 25.) Korm. rendelet a közoktatásról szóló 1993. évi LXXIX. törvény végrehajtásáról rendelkező 20/1997. (II. 13.) Korm. rendelet módosításáról
- 311/2005. (XII. 25.) Korm. rendelet a nyilvánosság környezeti információkhoz való hozzáférésének rendjéről
- 312/2005. (XII. 25.) Korm. rendelet a felszíni vizek minősége védelmének szabályairól szóló 220/2004. (VII. 21.) Korm. rendelet módosításáról
- 313/2005. (XII. 25.) Korm. rendelet a hulladékkal kapcsolatos nyilvántartási és adatszolgáltatási kötelezettségekről szóló 164/2003. (X. 18.) Korm. rendelet, valamint ezzel összefüggésben egyes további kormányrendeletek módosításáról
- 314/2005. (XII. 25.) Korm. rendelet a környezeti hatásvizsgálati és az egységes környezethasználati engedélyezési eljárásról
- 315/2005. (XII. 25.) Korm. rendelet a gyámhatóságokról, valamint a gyermekvédelmi és gyámügyi eljárásról szóló 149/1997. (IX. 10.) Korm. rendelet módosításáról
- 316/2005. (XII. 25.) Korm. rendelet a kötelező legkisebb munkabér (minimálbér) és a garantált bérminimum megállapításáról
- 317/2005. (XII. 25.) Korm. rendelet a Program utakról
- 318/2005. (XII. 26.) Korm. rendelet az államháztartás működési rendjéről szóló 217/1998. (XII. 30.) Korm. rendelet módosításáról
- 319/2005. (XII. 26.) Korm. rendelet az államháztartás szervezetei beszámolási és könyvvezetési kötelezettségének sajátosságairól szóló 249/2000. (XII. 24.) Korm. rendelet, valamint a kincstári elszámolások beszámolási és könyvvezetési kötelezettségének sajátosságairól szóló 240/2003. (XII. 17.) Korm. rendelet módosításáról
- 320/2005. (XII. 27.) Korm. rendelet a környezetvédelmi termékdíjmentesség, a termékdíj visszaigénylésének és átvállalásának, valamint a használt gumiabroncs behozatalának feltételeiről szóló 53/2003. (IV. 11.) Korm. rendelet módosításáról
- 321/2005. (XII. 27.) Korm. rendelet az áruk ideiglenes behozataláról, Isztambulban, 1990. június 26-án kelt Egyezmény és mellékletei kihirdetéséről
- 322/2005. (XII. 27.) Korm. rendelet a szociális igazgatásról és szociális ellátásokról szóló 1993. évi III. törvény egyes végrehajtási rendeleteinek módosításáról
- 323/2005. (XII. 28.) Korm. rendelet a Magyar Köztársaság Kormánya, valamint Szerbia és Montenegró Minisztertanácsa között, az EBESZ 1999. évi Bécsi Dokumentumát kiegészítő bizalom- és biztonságerősítő intézkedésekről és a katonai kapcsolatok fejlesztéséről szóló, Budapesten, 2005. március 24-én aláírt Megállapodás kihirdetéséről
- 324/2005. (XII. 28.) Korm. rendelet a Magyar Népköztársaság Kormánya és a Mongol Népköztársaság Kormánya között 1984. szeptember 14-én, Ulan Batorban aláírt, a Mongol Népköztársaságban lévő Cagan Dava-i wolframérclelőhely leművelésében való együttműködésről szóló egyezmény megszüntetéséről szóló jegyzőkönyv kötelező hatályának elismerésére adott felhatalmazásról és kihirdetéséről
- 325/2005. (XII. 28.) Korm. rendelet a termőföld állam által életjáradék fizetése ellenében történő megszerzéséről szóló 210/2004. (VII. 9.) Korm. rendelet módosításáról
- 326/2005. (XII. 28.) Korm. rendelet a fiatalok életkezdési támogatásáról szóló 2005. évi CLXXIV. törvény végrehajtásáról
- 327/2005. (XII. 29.) Korm. rendelet a személyazonosításra és a lakcímigazolásra alkalmas okmányokkal összefüggő kormányrendeletek módosításáról
- 328/2005. (XII. 29.) Korm. rendelet a fegyveres szervek hivatásos állományú tagjainak szolgálati viszonyáról szóló 1996. évi XLIII. törvény végrehajtásáról szóló 140/1996. (VIII. 31.) Korm. rendelet módosításáról
- 329/2005. (XII. 29.) Korm. rendelet az egészségügyi szolgáltatások Egészségbiztosítási Alapból történő finanszírozásának részletes szabályairól szóló 43/1999. (III. 3.) Korm. rendelet módosításáról
- 330/2005. (XII. 29.) Korm. rendelet a kötelező egészségbiztosítás ellátásairól szóló 1997. évi LXXXIII. törvény végrehajtásáról szóló 217/1997. (XII. 1.) Korm. rendelet módosításáról
- 331/2005. (XII. 29.) Korm. rendelet az irányított betegellátási rendszerről
- 332/2005. (XII. 29.) Korm. rendelet a magánnyugdíjpénztárak befektetési és gazdálkodási tevékenységéről szóló 282/2001. (XII. 26.) Korm. rendelet módosításáról
- 333/2005. (XII. 29.) Korm. rendelet a Vasúti Pályakapacitás-elosztó Szervezet és az integrált vasúti társaság közötti jogviszonyról
- 334/2005. (XII. 29.) Korm. rendelet a hitelintézetek és a pénzügyi vállalkozások, a befektetési vállalkozások, a biztosítók, a befektetési alapok, a kockázati tőketársaságok és a kockázati tőkealapok éves beszámolókészítési és könyvvezetési kötelezettségének sajátosságairól szóló kormányrendeletek módosításáról
- 335/2005. (XII. 29.) Korm. rendelet a közfeladatot ellátó szervek iratkezelésének általános követelményeiről
- 336/2005. (XII. 30.) Korm. rendelet a szénipari szerkezetátalakítási támogatás meghatározásának és kezelésének részletes szabályairól

### Országgyűlési határozatok (97)
- 1/2005. (II. 18.) OGY határozat Újhelyi István országgyűlési képviselő mentelmi ügyében
- 2/2005. (II. 18.) OGY határozat az Állami Számvevőszék alelnökeit jelölő ideiglenes (eseti) bizottság felállításáról szóló 27/2002. (VI. 5.) OGY határozat módosításáról
- 3/2005. (II. 18.) OGY határozat a Magyar Rádió Közalapítvány Kuratóriuma Elnöksége és a Hungária Televízió Közalapítvány Kuratóriuma Elnöksége tisztségviselőinek és tagjainak választásáról szóló 2/2004. (III. 2.) OGY határozat módosításáról
- 4/2005. (II. 18.) OGY határozat a gyermekeknek a nemzetközi örökbefogadások terén való védelméről és az ilyen ügyekben történő együttműködésről szóló, Hágában, 1993. május 29. napján kelt Egyezmény megerősítéséről
- 5/2005. (II. 25.) OGY határozat az Országgyűlés tisztségviselőinek megválasztásáról szóló 19/2002. (V. 16.) OGY határozat módosításáról
- 6/2005. (II. 25.) OGY határozat az Országos Fogyatékosügyi Program 2001-2003. évi végrehajtásáról és az ezzel összefüggésben megtett kormányzati intézkedésekről szóló jelentés elfogadásáról
- 7/2005. (II. 25.) OGY határozat a 2004. december 5-i országos népszavazással kapcsolatos állami feladatok megszervezéséről és lebonyolításáról szóló beszámoló elfogadásáról
- 8/2005. (II. 25.) OGY határozat az Országos Választási Bizottságnak a 2004. december 5-i országos népszavazásról szóló beszámolója elfogadásáról
- 9/2005. (III. 4.) OGY határozat a Magyar Köztársaság Kormányának a NATO iraki Kiképző Missziójában történő magyar katonai részvétellel kapcsolatos döntéséről szóló beszámoló elfogadásáról
- 10/2005. (III. 4.) OGY határozat a NATO műveleti alárendeltségű légvédelmi készenléti elfogó légi járművek alkalmazásáról szóló beszámoló elfogadásáról
- 11/2005. (III. 10.) OGY határozat a nagy távolságra jutó, országhatárokon átterjedő levegőszennyezésről szóló 1979. évi Genfi Egyezményhez kapcsolódó, a nehézfémek (HM) légköri kibocsátásának csökkentéséről szóló, Aarhusban, 1998. június 24-én elfogadott Jegyzőkönyv megerősítéséről
- 12/2005. (III. 10.) OGY határozat az Európai Szociális Karta 1988. évi Kiegészítő jegyzőkönyvének megerősítéséről
- 13/2005. (III. 10.) OGY határozat a Magyar Köztársaságnak az Európai Unió tagállamai közötti kölcsönös bűnügyi jogsegélyről szóló egyezményhez és az egyezmény kiegészítő jegyzőkönyvéhez történő csatlakozásáról
- 14/2005. (III. 10.) OGY határozat a Hungária Televízió Közalapítvány működésének 2003. január 1-jétől 2003. december 31-ig terjedő időszakáról szóló beszámolóról
- 15/2005. (III. 10.) OGY határozat a Magyar Televízió Közalapítvány Kuratóriumának 2003. január 1. és 2003. december 31. közötti tevékenységéről szóló beszámolóról
- 16/2005. (III. 23.) OGY határozat dr. Mátrai Márta országgyűlési képviselő mentelmi ügyében
- 17/2005. (III. 23.) OGY határozat* az M5-ös autópálya 3. fázisának megépítéséhez szükséges koncessziós szerződés módosításáról
- 18/2005. (IV. 14.) OGY határozat* az Országgyűlés bizottságainak létrehozásáról, tisztségviselőinek és tagjainak megválasztásáról szóló 20/2002. (V. 16.) OGY határozat módosításáról
- 19/2005. (IV. 14.) OGY határozat* a „Nemzeti stratégia a kábítószer-probléma visszaszorítására” című dokumentumban foglaltaknak az Európai Unió készülő Drogstratégiájával való összehangolását előkészítő eseti bizottság létrehozásáról
- 20/2005. (IV. 14.) OGY határozat* az atomenergia 2001. évi hazai alkalmazásának biztonságáról szóló beszámoló elfogadásáról
- 21/2005. (IV. 14.) OGY határozat* az atomenergia 2002. évi hazai alkalmazásának biztonságáról szóló beszámoló elfogadásáról
- 22/2005. (IV. 14.) OGY határozat az atomenergia 2003. évi hazai alkalmazásának biztonságáról szóló beszámoló elfogadásáról
- 23/2005. (IV. 14.) OGY határozat a Magyar Energia Hivatal 2001. évi tevékenységéről szóló beszámoló elfogadásáról
- 24/2005. (IV. 14.) OGY határozat a Magyar Energia Hivatal 2002. évi tevékenységéről szóló beszámoló elfogadásáról
- 25/2005. (IV. 14.) OGY határozat a Magyar Energia Hivatal 2003. évi tevékenységéről szóló beszámoló elfogadásáról
- 26/2005. (IV. 14.) OGY határozat a Magyar Rádió Közalapítvány 2003. április 1.-2004. február 29. közötti tevékenységéről szóló beszámolóról
- 27/2005. (IV. 21.) OGY határozat a Belga Királyság, a Cseh Köztársaság, a Dán Királyság, a Németországi Szövetségi Köztársaság, az Észt Köztársaság, a Görög Köztársaság, a Spanyol Királyság, a Francia Köztársaság, Írország, az Olasz Köztársaság, a Ciprusi Köztársaság, a Lett Köztársaság, a Litván Köztársaság, a Luxemburgi Nagyhercegség, a Magyar Köztársaság, a Máltai Köztársaság, a Holland Királyság, az Osztrák Köztársaság, a Lengyel Köztársaság, a Portugál Köztársaság, a Szlovén Köztársaság, a Szlovák Köztársaság, a Finn Köztársaság, a Svéd Királyság, Nagy-Britannia és Észak-Írország Egyesült Királysága (az Európai Unió tagállamai) és a Bolgár Köztársaság és Románia között a Bolgár Köztársaságnak és Romániának az Európai Unióhoz történő csatlakozásáról szóló szerződésnek a Magyar Köztársaság részéről történő aláírásáról
- 28/2005. (IV. 21.) OGY határozat a II. világháború során és az azt követő időszakban a másik ország területére került kulturális értékek visszaszolgáltatásával kapcsolatos kérdések rendezéséről a Magyar Köztársaság és az Oroszországi Föderáció között
- 29/2005. (IV. 21.) OGY határozat a „Nemzeti stratégia a kábítószer-probléma visszaszorítására” című dokumentumban foglaltaknak az Európai Unió készülő Drogstratégiájával való összehangolását előkészítő eseti bizottság tisztségviselőinek és tagjainak megválasztásáról
- 30/2005. (IV. 21.) OGY határozat az Országos Rádió és Televízió Testület 2004. évi tevékenységéről szóló beszámolóról
- 31/2005. (IV. 27.) OGY határozat a Magyar Köztársaságnak az Európai Közösségek tisztviselőit és az Európai Unió tagállamainak tisztviselőit érintő korrupció elleni küzdelemről szóló egyezményhez történő csatlakozásáról
- 32/2005. (IV. 27.) OGY határozat népi kezdeményezésről
- 33/2005. (V. 5.) OGY határozat a „Nemzeti stratégia a kábítószer-probléma visszaszorítására” című dokumentumban foglaltaknak az Európai Unió készülő Drogstratégiájával való összehangolását előkészítő eseti bizottság tisztségviselőinek és tagjainak megválasztásáról szóló 29/2005. (IV. 21.) OGY határozat módosításáról
- 34/2005. (V. 5.) OGY határozat az Országgyűlés bizottságainak létrehozásáról, tisztségviselőinek és tagjainak megválasztásáról szóló 20/2002. (V. 16.) OGY határozat módosításáról
- 35/2005. (V. 12.) OGY határozat az Európa Tanács keretében 2001. november 8-án létrejött, az audiovizuális örökség védelméről szóló Európai Egyezmény megerősítéséről
- 36/2005. (V. 12.) OGY határozat az Országgyűlés bizottságainak létrehozásáról, tisztségviselőinek és tagjainak megválasztásáról szóló 20/2002. (V. 16.) OGY határozat módosításáról
- 37/2005. (V. 12.) OGY határozat a nemzeti és etnikai kisebbségi szervezetek költségvetési támogatásáról
- 38/2005. (V. 12.) OGY határozat „Az Orbán család állami forrásból történő gazdagodása, különös tekintettel a szőlőbirtokokra” elnevezéssel parlamenti vizsgálóbizottság felállításáról
- 39/2005. (V. 12.) OGY határozat a jövedéki törvény kormánypártok által történt, a költségvetésnek több tízmilliárd forint bevételkiesést okozó módosítása, és ezzel a Zwack Unicum Rt. milliárdos adóhátralék alóli mentesítése, Zwack Péter volt SZDSZ-es országgyűlési képviselő mandátumáról történt lemondása, továbbá a Vám- és Pénzügyőrség Vegyvizsgáló Intézetének a Zwack Unicum Rt.-t érintő vizsgálata és annak másfél éve elmaradó következménye, és Arnold Mihály a Vám- és Pénzügyőrség volt országos parancsnoka lemondása közti összefüggéseket, és mindezekkel kapcsolatban Medgyessy Péter volt miniszterelnök és Draskovics Tibor pénzügyminiszter felelősségét vizsgáló bizottság létrehozásáról
- 40/2005. (V. 26.) OGY határozat az Országgyűlés bizottságainak létrehozásáról, tisztségviselőinek és tagjainak megválasztásáról szóló 20/2002. (V. 16.) OGY határozat módosításáról
- 41/2005. (V. 26.) OGY határozat a jogi segítségnyújtásról szóló 2003. évi LXXX. törvény, valamint a közvetítői tevékenységről szóló 2002. évi LV. törvény végrehajtásához szükséges kormányzati intézkedésekről
- 42/2005. (V. 26.) OGY határozat az ingatlanokkal, bérlakásokkal kapcsolatban feltárt visszaélések megakadályozásáról, az úgynevezett lakásmaffia-tevékenység visszaszorításához szükséges kormányzati intézkedésekről szóló 71/2004. (VI. 22.) OGY határozatban megjelölt feladatok teljesítéséről szóló beszámoló elfogadásáról
- 43/2005. (V. 26.) OGY határozat az Állami Számvevőszék 2004. évi tevékenységéről szóló jelentés elfogadásáról
- 44/2005. (V. 26.) OGY határozat vizsgálóbizottság létrehozásáról „az Apró-Gyurcsány érdekkör privatizációból, állami megrendelésekből, illetve állami hitelekből történő meggazdagodásának titkairól” címmel
- 45/2005. (V. 26.) OGY határozat „az Apró-Gyurcsány érdekkör privatizációból, állami megrendelésekből, illetve állami hitelekből történő meggazdagodásának titkairól” elnevezésű vizsgálóbizottság tisztségviselőinek és tagjainak megválasztásáról
- 46/2005. (V. 26.) OGY határozat „az Orbán család állami forrásból történő gazdagodása, különös tekintettel a szőlőbirtokokra” elnevezésű vizsgálóbizottság tisztségviselőinek és tagjainak megválasztásáról
- 47/2005. (V. 26.) OGY határozat „a jövedéki törvény kormánypártok által történt, a költségvetésnek több tízmilliárd forint bevételkiesést okozó módosítása, és ezzel a Zwack Unicum Rt. milliárdos adóhátralék alóli mentesítése, Zwack Péter volt SZDSZ-es országgyűlési képviselő mandátumáról történt lemondása, továbbá a Vám-és Pénzügyőrség Vegyvizsgáló Intézetének a Zwack Unicum Rt.-t érintő vizsgálata és annak másfél éve elmaradó következménye, és Arnold Mihály a Vám-és Pénzügyőrség volt országos parancsnoka lemondása közti összefüggéseket, és mindezekkel kapcsolatban Medgyessy Péter volt miniszterelnök és Draskovics Tibor pénzügyminiszter felelősségét vizsgáló bizottság” tisztségviselőinek és tagjainak megválasztásáról
- 48/2005. (VI. 4.) OGY határozat a kulturális javak fegyveres összeütközés esetén való védelméről szóló 1954. évi Hágai Egyezmény Második Kiegészítő Jegyzőkönyvének megerősítéséről
- 49/2005. (VI. 4.) OGY határozat a Magyar Köztársaság és az Indiai Köztársaság között a beruházások ösztönzéséről és védelméről, Újdelhiben, 2003. november 3-án aláírt Megállapodás megerősítéséről
- 50/2005. (VI. 4.) OGY határozat az állampolgári jogok országgyűlési biztosának és általános helyettesének 2004. évi tevékenységéről szóló beszámoló elfogadásáról
- 51/2005. (VI. 4.) OGY határozat a nemzeti és etnikai kisebbségi jogok országgyűlési biztosának 2004. évi tevékenységéről szóló beszámoló elfogadásáról
- 52/2005. (VI. 4.) OGY határozat az adatvédelmi biztos 2004. évi tevékenységéről szóló beszámoló elfogadásáról
- 53/2005. (VI. 4.) OGY határozat az ingatlanokkal, bérlakásokkal kapcsolatban feltárt visszaélések megakadályozásához, az úgynevezett lakásmaffia-tevékenység visszaszorításához szükséges további kormányzati intézkedésekről
- 54/2005. (VI. 4.) OGY határozat Font Sándor országgyűlési képviselő mentelmi ügyében
- 55/2005. (VI. 7.) OGY határozat köztársasági elnök választásáról
- 56/2005. (VI. 10.) OGY határozat az Európai Unió tagállamai között, az Európai Unióról szóló szerződés 17. cikkének (2) bekezdésében említett feladatok, köztük gyakorlatok, előkészítésével és végrehajtásával összefüggésben az Európai Unió rendelkezésére bocsátható parancsnokság és haderő európai uniós intézményekhez kirendelt katonai törzsének és polgári állományának, valamint az Európai Unió ezzel összefüggésben történő fellépése céljából a tagállamok rendelkezésre bocsátott katonai törzsének és polgári állományának jogállásáról (EU-SOFA) szóló Megállapodás megerősítéséről
- 57/2005. (VI. 10.) OGY határozat a „Nemzeti stratégia a kábítószer-probléma visszaszorítására” című dokumentumban foglaltaknak az Európai Unió készülő Drogstratégiájával való összehangolását előkészítő eseti bizottság létrehozásáról szóló 19/2005. (IV. 14.) OGY határozat módosításáról
- 58/2005. (VI. 10.) OGY határozat az élelmiszer-biztonsági ellenőrzés hatékonyságának növeléséről
- 59/2005. (VI. 23.) OGY határozat az Országgyűlés bizottságainak létrehozásáról, tisztségviselőinek és tagjainak megválasztásáról szóló 20/2002. (V. 16.) OGY határozat módosításáról
- 60/2005. (VI. 28.) OGY határozat az Országgyűlés bizottságainak létrehozásáról, tisztségviselőinek és tagjainak megválasztásáról szóló 20/2002. (V. 16.) OGY határozat módosításáról
- 61/2005. (VI. 28.) OGY határozat a Magyar Távirati Iroda Rt. Tulajdonosi Tanácsadó Testülete tisztségviselőinek és tagjainak, valamint felügyelő bizottsága elnökének és egy tagjának megválasztásáról
- 62/2005. (VI. 28.) OGY határozat a meddőséggel kapcsolatos problémák átfogó kezelésére vonatkozó intézkedési terv kialakítására
- 63/2005. (VI. 28.) OGY határozat az alternatív és megújuló energiahordozók elterjesztésének hatékonyabbá tételéről
- 64/2005. (VII. 6.) OGY határozat az Országgyűlés bizottságainak létrehozásáról, tisztségviselőinek és tagjainak megválasztásáról szóló 20/2002. (V. 16.) OGY határozat módosításáról
- 65/2005. (VII. 6.) OGY határozat az Országgyűlés felhatalmazásának megadásáról az államháztartásról szóló 1992. évi XXXVIII. törvény 22. § (2) bekezdése alapján az M6-os autópályává fejleszthető autóút Szekszárd-Bóly közötti szakaszának és az M60-as autópályává fejleszthető autóút Bóly-Szentlőrinc közötti szakaszának koncesszióba adására vonatkozó közbeszerzési eljárás megkezdéséhez
- 66/2005. (VII. 6.) OGY határozat az UEFA EURO 2012 Labdarúgó Európa-bajnokság döntő fordulójának Magyarország és Horvátország által közösen történő megrendezésének érdekében benyújtandó pályázat támogatásáról
- 67/2005. (IX. 16.) OGY határozat a Nemzetközi Munkaügyi Szervezet Általános Konferenciája 92. ülésszakán elfogadott, az emberi erőforrások fejlesztéséről szóló 195. számú Ajánlásról szóló beszámoló elfogadásáról
- 68/2005. (IX. 16.) OGY határozat a Magyar Köztársaság Kormányának a NATO iraki Kiképző Missziójában történő magyar katonai részvétellel kapcsolatos döntésének módosításáról szóló jelentés elfogadásáról
- 69/2005. (IX. 16.) OGY határozat a Magyar Köztársaság és a Horvát Köztársaság között a szociális biztonságról szóló, Budapesten, 2005. február 8-án aláírt Egyezmény megerősítéséről
- 70/2005. (IX. 16.) OGY határozat a Magyar Rádió Közalapítvány Kuratóriuma Elnöksége és a Hungária Televízió Közalapítvány Kuratóriuma Elnöksége tisztségviselőinek és tagjainak választásáról szóló 2/2004. (III. 2.) OGY határozat módosításáról
- 71/2005. (IX. 16.) OGY határozat dr. Répássy Róbert országgyűlési képviselő mentelmi ügyében
- 72/2005. (IX. 22.) OGY határozat a Gazdasági Versenyhivatal 2004. évi tevékenységéről és a versenytörvény alkalmazása során szerzett, a verseny tisztaságának és szabadságának érvényesülésével kapcsolatos tapasztalatokról szóló jelentés elfogadásáról
- 73/2005. (IX. 22.) OGY határozat a Magyar Távirati Iroda Részvénytársaság 2004. évi tevékenységéről szóló beszámolójáról
- 74/2005. (IX. 22.) OGY határozat a Közbeszerzések Tanácsának a közbeszerzések tisztaságával és átláthatóságával kapcsolatos tapasztalatairól, valamint a 2004. január 1.-december 31. közötti időszakban végzett tevékenységéről szóló beszámoló elfogadásáról
- 75/2005. (IX. 22.) OGY határozat az Országgyűlés bizottságainak létrehozásáról, tisztségviselőinek és tagjainak megválasztásáról szóló 20/2002. (V. 16.) OGY határozat módosításáról
- 76/2005. (IX. 22.) OGY határozat az Orbán család állami forrásból történő gazdagodása, különös tekintettel a szőlőbirtokokra elnevezésű vizsgálóbizottság tisztségviselőinek és tagjainak megválasztásáról szóló 46/2005. (V. 26.) OGY határozat módosításáról
- 77/2005. (IX. 28.) OGY határozat az Alkotmánybíróság két tagjának megválasztásáról
- 78/2005. (X. 5.) OGY határozat dr. Kövér László országgyűlési képviselő mentelmi ügyében
- 79/2005. (X. 13.) OGY határozat „az Apró-Gyurcsány érdekkör privatizációból, állami megrendelésekből, illetve állami hitelekből történő meggazdagodásának titkairól” elnevezésű vizsgálóbizottság tisztségviselőinek és tagjainak megválasztásáról szóló 45/2005. (V. 26.) OGY határozat módosításáról
- 80/2005. (X. 13.) OGY határozat* a „Nemzeti stratégia a kábítószer-probléma visszaszorítására” című dokumentumban foglaltaknak az Európai Unió készülő Drogstratégiájával való összehangolását előkészítő eseti bizottság eddigi tevékenységéről szóló jelentés elfogadásáról
- 81/2005. (X. 19.) OGY határozat a nemzeti és etnikai kisebbségek kedvezményes mandátumhoz jutásáról
- 82/2005. (XI. 10.) OGY határozat Érd város megyei jogú várossá nyilvánításáról
- 83/2005. (XI. 18.) OGY határozat az Alkotmánybíróság két tagjának megválasztásáról
- 84/2005. (XI. 18.) OGY határozat a foglalkoztatás helyzetéről és a foglalkoztatás bővítését szolgáló lépésekről szóló jelentés elfogadásáról
- 85/2005. (XI. 23.) OGY határozat a kis és közepes aktivitású radioaktív hulladékok tárolójának létesítését előkészítő tevékenység megkezdéséhez szükséges előzetes, elvi hozzájárulásról és a paksi atomerőmű üzemidejének meghosszabbításáról
- 86/2005. (XI. 30.) OGY határozat az agrárgazdaság 2004. évi helyzetéről szóló jelentés elfogadásáról
- 87/2005. (XII. 7.) OGY határozat az Országgyűlés bizottságainak létrehozásáról, tisztségviselőinek és tagjainak megválasztásáról szóló 20/2002. (V. 16.) OGY határozat módosításáról
- 88/2005. (XII. 7.) OGY határozat a 100 lépés program megvalósításáról szóló beszámoló elfogadásáról
- 89/2005. (XII. 17.) OGY határozat a 2006. évi országgyűlési választások pénzügyi támogatásáról
- 90/2005. (XII. 15.) OGY határozat a Magyar Köztársaság Országgyűlésének Házszabályáról szóló 46/1994. (IX. 30.) OGY határozat módosításáról
- 91/2005. (XII. 15.) OGY határozat dr. Lázár János országgyűlési képviselő mentelmi ügyében
- 92/2005. (XII. 15.) OGY határozat népi kezdeményezésről
- 93/2005. (XII. 15.) OGY határozat az ápolási díj, valamint a hozzátartozóikat otthon ápoló személyeket segítő intézményrendszer továbbfejlesztéséről
- 94/2005. (XII. 15.) OGY határozat az elkövetkezendő tíz évben követendő gazdaságpolitikai alapelvekről
- 95/2005. (XII. 21.) OGY határozat az Országgyűlés bizottságainak létrehozásáról, tisztségviselőinek és tagjainak megválasztásáról szóló 20/2002. (V. 16.) OGY határozat módosításáról
- 96/2005. (XII. 25.) OGY határozat az Országos Fejlesztéspolitikai Koncepcióról
- 97/2005. (XII. 25.) OGY határozat az Országos Területfejlesztési Koncepcióról

### Egyéb fontosabb jogszabályok

#### Fontosabb miniszteri rendeletek

##### Január
- 1/2005. (I. 7.) EüM rendelet A foglalkozási eredetű rákkeltő anyagok elleni védekezésről és az általuk okozott egészségkárosodások megelőzéséről szóló 26/2000. (IX. 30.) EüM rendelet, valamint a veszélyes anyagokkal és a veszélyes készítményekkel kapcsolatos egyes eljárások, illetve tevékenységek részletes szabályairól szóló 44/2000. (XII.27.) EüM rendelet módosításáról
- 1/2005. (I. 7.) FVM rendelet A növényvédő szerek forgalomba hozatalának és felhasználásának engedélyezéséről, valamint a növényvédő szerek csomagolásáról, jelöléséről, tárolásáról és szállításáról szóló 89/2004. (V. 15.) FVM rendelet módosításáról
- 1/2005. (I. 7.) NKÖM rendelet A Nemzeti Kulturális Alapprogramról szóló 1993. évi XXIII. törvény végrehajtásáról szóló 13/1999. (VIII. 27.) NKÖM rendelet módosításáról
- 1/2005. (I. 7.) PM rendelet Az adószakértői működés engedélyezésének szabályairól szóló 20/1994. (VI. 17.) PM rendelet módosításáról
- 2/2005. (I. 7.) PM rendelet A pénzügyminiszter ágazatába tartozó szakképesítések szakmai követelményeiről szóló 2/1995. (II. 22.) PM rendelet módosításáról
- 1/2005. (I. 7.) TNM rendelet Balatonberény vízpart-rehabilitációs szabályozási követelményekkel érintett területének lehatárolásáról és vízpart-rehabilitációs tanulmánytervének elfogadásáról
- 2/2005. (I. 11.) FVM rendelet A Magyar Élelmiszerkönyv közösségi előírások átvételét megvalósító kötelező előírásairól szóló 56/2004. (IV. 24.) FVM rendelet módosításáról
- 3/2005. (I. 11.) FVM rendelet A Nemzeti Vidékfejlesztési Terv alapján az Európai Unió által társfinanszírozott mezőgazdasági területek erdősítéséhez nyújtott támogatás igénybevételének részletes szabályairól szóló 132/2004. (IX. 11.) FVM rendelet módosításáról
- 3/2005. (I. 11.) PM rendelet A pénzügyminiszter hatáskörébe tartozó szakképesítések szakmai vizsgáinak szervezésére feljogosított intézményekről
- 1/2005. (I. 12.) BM rendelet Az utasbiztonsági ellenőrzést végző személyek e feladatra történő felkészítésének és vizsgáztatásának rendjéről
- 1/2005. (I. 12.) GKM rendelet Az M9 autóút 51. sz. és 53. sz. főutak közötti szakasza nyomvonalának kijelöléséről
- 1/2005. (I. 12.) KüM rendelet Az alapellátmányról, a valuta költségtérítésről és az egyes állomáshelyekhez kapcsolódó további ellátmánypótlékról szóló 5/1997. (XII. 29.) KüM rendelet módosításáról
- 2/2005. (I. 13.) GKM rendelet Az átvételi kötelezettség alá eső villamos energia átvételének szabályairól és árainak megállapításáról szóló 56/2002. (XII. 29.) GKM rendelet módosításáról
- 3/2005. (I. 13.) GKM rendelet A villamosenergia-termelői engedélyes által közvetlenül vagy közvetve távhőszolgáltatási célra értékesített melegített víz és gőz hatósági árának megállapításáról szóló 64/2002. (XII. 30.) GKMrendelet módosításáról
- 1/2005. (I. 13.) KvVM rendelet A légszennyezettségi agglomerációk és zónák kijelöléséről szóló 4/2002. (X. 7.) KvVM rendelet módosításáról
- 2/2005. (I. 13.) KüM rendelet A konzuli díjakról szóló 1/1991. (IV. 9.) KüM rendelet módosításáról
- 4/2005. (I. 18.) FVM rendelet A szőlőfeldolgozás és a borkészítés során keletkező melléktermékek lepárlásáról és kivonásáról szóló 75/2004. (V. 4.) FVM rendelet módosításáról
- 5/2005. (I. 18.) FVM rendelet A Hajdú-Bét Rt. és a Parmalat Hungária Rt. mezőgazdasági alapanyag-beszállítói részére biztosított kedvezményes hitel igénybevételének feltételeiről szóló 107/2004. (VI. 8.) FVM rendelet módosításáról
- 1/2005. (I. 19.) FMM rendelet A felnőttképzést folytató intézmények ellenőrzése során kiszabható bírságról

1/2005. (I. 19.) IHM rendelet A belföldi fenntartott postai szolgáltatások legmagasabb hatósági díjairól szóló 2/2004. (III. 3.) IHM rendelet módosításáról
- 2/2005. (I. 21.) BM–IM–MeHVM együttes rendelet A fegyveres szervek hivatásos, közalkalmazotti és köztisztviselői állományának munkaköri egészségi, pszichikai és fizikai alkalmasságáról, a szolgálat-, illetve keresőképtelenség megállapításáról, valamint a belügyi egészségügyi szolgálat igénybevételéről szóló 21/2000. (VIII. 23. ) BM–IM–TNM együttes rendelet módosításáról
- 3/2005. (I. 21.) BM rendelet Az egészséget nem veszélyeztető és biztonságos munkavégzés szabályairól a belügyminiszter által irányított rendvédelmi szerveknél 15/2000. (V. 26.) BM rendelet módosításáról
- 4/2005. (I. 21.) GKM rendelet A közüzemi célra és elosztó hálózati veszteség pótlására értékesített villamos energia árszabályozásáról, valamint a közüzemi villamos energia nagykereskedő által hatósági áron értékesített villamos energia árainak megállapításáról
- 5/2005. (I. 21.) GKM rendelet A villamosenergia-elosztás és -átvitel, a rendszerirányítás és a rendszerszintű szolgáltatások hatósági díjainak középtávú szabályozásáról
- 6/2005. (I. 21.) GKM rendelet A villamosenergia-ellátásban alkalmazott általános rendszerhasználati díjak megállapításáról szóló 57/2002. (XII. 29.) GKM rendelet módosításáról
- 7/2005. (I. 21.) GKM rendelet A lakossági fogyasztók részére a közüzemi szolgáltató által szolgáltatott villamos energia árának megállapításáról szóló 58/2002. (XII. 29.) GKM rendelet módosításáról
- 8/2005. (I. 21.) GKM rendelet A nem lakossági közüzemi fogyasztók részére a közüzemi szolgáltató által szolgáltatott villamos energia árának megállapításáról szóló 59/2002. (XII. 29.) GKM rendelet módosításáról
- 9/2005. (I. 21.) GKM rendelet Az átvételi kötelezettség alá eső villamos energia átvételének szabályairól és árainak megállapításáról szóló 56/2002. (XII. 29.) GKM rendelet módosításáról
- 1/2005. (I. 21.) OM rendelet Az érettségi vizsga részletes követelményeiről szóló 40/2002. (V.24.) OM rendelet módosításáról
- 1/2005. (I. 24.) MNB rendelet A jegybanki alapkamat mértékéről
- 6/2005. (I. 24.) FVM rendelet A termelői csoportokról szóló 81/2004. (V. 4.) FVM rendelet módosításáról
- 2/2005. (I. 24.) NKÖM rendelet Egyes régészeti lelőhelyek védetté nyilvánításáról
- 1/2005. (I. 26.) ICSSZEM rendelet Egyes miniszteri rendeletek szociális szakvizsgáztatással összefüggő módosításáról
- 2/2005. (I. 28.) FMM rendelet A kollektív szerződések bejelentésének és nyilvántartásának részletes szabályairól szóló 2/2004. (I. 15.) FMM rendelet módosításáról
- 3/2005. (I. 28.) NKÖM rendelet A helyi önkormányzatok színházi támogatásáról
- 4/2005. (I. 28.) PM–BM együttes rendelet A helyi önkormányzatokat 2005. évben megillető normatív állami hozzájárulásokról, normatív, kötött felhasználású támogatásokról, személyi jövedelemadóról, a bérkiadások kiegészítő támogatásáról, a települési önkormányzatok jövedelemdifferenciálódását mérsékelő kiegészítésről, illetve beszámításról, valamint az államháztartási tartalékról

##### Február
- 1/2005. (II. 1.) HM rendelet A katonák illetményéről és illetményjellegű juttatásairól, valamint a közalkalmazottak jutalmazásáról szóló 3/2002. (I. 25.) HM rendelet módosításáról
- 2/2005. (II. 1.) HM rendelet A nem polgári célú frekvenciát használó rádióberendezések megfelelőség igazolásáról
- 3/2005. (II. 1.) HM rendelet Az élelmiszer-utalvánnyal való ellátásról szóló 15/2000. (VI. 20.) HM rendelet módosításáról
- 1/2005. (II. 1.) IM rendelet A fogyasztói érdekek védelme érdekében a jogsértés megszüntetésére irányuló eljárásokról szóló 98/27/EK irányelv mellékletében meghatározott irányelvekkel összeegyeztethetőséget teremtő jogszabályok felsorolásáról szóló 13/2004. (IV. 16.) IM rendelet módosításáról
- 2/2005. (II. 4.) EüM rendelet A Szabványos Vényminták Gyűjteménye VII. kiadása alkalmazásáról szóló 64/2004. (VII. 27.) ESZCSM rendelet módosításáról
- 7/2005. (II. 4.) FVM rendelet A vadon élő állat és a tenyésztett vad elejtéséről, húsvizsgálatáról és forgalmáról, valamint a házinyúl húsvizsgálatáról szóló 9/2002. (I. 23.) FVM rendelet módosításáról
- 2/2005. (II. 4.) KvVM rendelet A 2005. évi lakossági víz- és csatornaszolgáltatás támogatás igénylésének és elbírálásának részletes feltételeiről, valamint az egészséges ivóvízzel való ellátás ideiglenes módozatainak ellentételezéséről
- 5/2005. (II. 4.) PM rendelet A hitelintézetek és a pénzügyi vállalkozások által a Pénzügyi Szervezetek Állami Felügyelete részére szolgáltatandó adatok köréről és az adatszolgáltatás módjáról szóló 55/2002. (XII. 30.) PM rendelet módosításáról
- 6/2005. (II. 4.) PM rendelet A befektetési szolgáltató és a külföldi székhelyű befektetési szolgáltató magyarországi fióktelepe üzleti, szolgáltatási tevékenységéhez, a befektetési vállalkozás és hitelintézet kereskedési könyv vezetéséhez, az árutőzsdei szolgáltató és az elszámolóház szolgáltatási tevékenységéhez kapcsolódó, a Pénzügyi Szervezetek Állami Felügyelete részére történő adatszolgáltatási kötelezettségéről szóló 5/2004. (II. 12.) PM rendelet módosításáról
- 4/2005. (II. 8.) NKÖM–OM együttes rendelet A lakások és helyiségek bérletére, valamint az elidegenítésükre vonatkozó egyes szabályokról szóló 1993. évi LXXVIII. törvény végrehajtásáról szóló 17/1999. (XI. 18.) NKÖM rendelet módosításáról
- 7/2005. (II. 8.) PM–FMM együttes rendelet A foglalkoztatáspolitikai célú járulékkedvezmény elszámolásának részletes szabályairól
- 8/2005. (II. 8.) PM rendelet A prémiumévek programmal, valamint a különleges foglalkoztatási állománnyal kapcsolatos egyes munkáltatói költségek költségvetési megtérítésének eljárási szabályairól
- 9/2005. (II. 8.) PM rendelet A kötelező gépjármű-felelősségbiztosítás 1991. július 1. előtti rendszere alapján fizetett baleseti kártérítési járadékok emeléséről szóló 2/1997. (I. 31.) PM rendelet módosításáról
- 3/2005. (II. 10.) EüM rendelet Az emberi vér és vérkomponensek gyűjtésére, vizsgálatára, feldolgozására, tárolására és elosztására vonatkozó minőségi és biztonsági előírásokról, valamint ezek egyes technikai követelményeiről
- 3/2005. (II. 10.) FMM rendelet A szakmai követelmények kiadásáról szóló 6/1994. (VIII. 31.) MüM rendelet módosításáról
- 10/2005. (II. 10.) PM rendelet A gépjármű-szavatossági károk 1971. január 1. előtti rendszere alapján fizetett baleseti kártérítési járadékokról szóló 12/1998. (III. 27.) PM rendelet módosításáról
- 8/2005. (II. 11.) FVM rendelet A mezőőrök és hegyőrök szolgálati viszonyáról szóló 29/1998. (IV.30.) FM rendelet módosításáról
- 10/2005. (II. 14.) GKM rendelet Az EUROCONTROL útvonal-használati díjak tárgyában hozott határozatának alkalmazásáról szóló 13/2002. (IX. 5.) GKM rendelet módosításáról
- 4/2005. (II. 15.) HM rendelet A Honvédelmi Minisztérium és a Magyar Honvédség tartós vagy ideiglenes külföldi szolgálatot teljesítő, valamint külföldi tanulmányokat folytató tagjai ellátásáról szóló 28/2004. (XI. 8.) HM rendelet módosításáról
- 5/2005. (II. 15.) NKÖM rendelet A helyi önkormányzatok részére a hivatásos önkormányzati zenekarok és énekkarok fenntartására adható támogatások igénybevételének rendjéről
- 11/2005. (II. 15.) PM rendelet Az országkockázat tőkekövetelményéről szóló 16/2001. (III. 9.) PM rendelet, valamint a befektetési vállalkozások országkockázatának tőkekövetelményéről szóló 8/2002. (II. 20.) PM rendelet módosításáról

##### Március
- 2/2005. (III. 1.) OM rendelet a Sajátos nevelési igényű gyermekek óvodai nevelésének irányelve és a Sajátos nevelési igényű tanulók iskolai oktatásának irányelve kiadásáról
- 2/2005.(III. 4.) ICsSzEM rendelet az ifjúsági, családügyi, szociális és esélyegyenlőségi miniszter felügyelete alá tartozó fejezeti kezelésű előirányzatok felhasználásáról
- 6/2005. (III. 17.) OM rendelet a tankönyvvé nyilvánítás, a tankönyvtámogatás, valamint az iskolai tankönyvellátás rendjéről szóló 23/2004. (VIII. 27.) OM rendelet módosításáról
- 10/2005. (III. 18.) BM rendelet A helyi önkormányzatok létszámcsökkentési döntéseivel kapcsolatos költségvetési hozzájárulás igénylésének feltételeiről
- 5/2005. (III. 18.) FMM rendelet A foglalkoztatást elősegítő támogatásokról, valamint a Munkaerőpiaci Alapból foglalkoztatási válsághelyzetek kezelésére nyújtható támogatásról szóló 6/1996. (VII. 16.) MüM rendelet módosításáról
- 18/2005. (III. 18.) FVM rendelet Az Európai Mezőgazdasági Orientációs és Garancia Alap Garancia Részlegéből finanszírozott egységes területalapú támogatás 2005. évi igénybevételével kapcsolatos egyes kérdésekről
- 3/2005. (III. 18.) IHM rendelet Az elektronikus aláírással kapcsolatos szolgáltatásokra és ezek szolgáltatóira vonatkozó részletes követelményekről
- 19/2005. (III. 22.) FVM rendelet Az emberi fogyasztásra szánt állati eredetű termékek előállítására, feldolgozására, forgalmazására és behozatalára vonatkozó állategészségügyi követelmények megállapításáról
- 20/2005. (III. 22.) FVM rendelet A Magyar Élelmiszerkönyv közösségi előírások átvételét megvalósító kötelező előírásairól szóló 56/2004. (IV. 24.) FVM rendelet módosításáról
- 21/2005. (III. 22.) FVM rendelet A szántóföldi növényfajok vetőmagvainak előállításáról és forgalomba hozataláról szóló 48/2004. (IV. 21.) FVM rendelet módosításáról
- 22/2005. (III. 22.) FVM rendelet A növényfajták állami elismeréséről szóló 40/2004. (IV. 7.) FVM rendelet módosításáról
- 12/2005. (III. 22.) NKÖM rendelet A nemzeti kulturális örökség minisztere által adományozható művészeti és egyéb szakmai díjakról szóló 3/1999. (II. 24.) NKÖM rendelet módosításáról
- 7/2005. (III. 22.) OM rendelet Az egyes szakmai és vizsgakövetelmények kiadásáról szóló 28/2003. (X. 18.) OM rendelet módosításáról
- 6/2005. (III. 23.) EüM rendelet A prostituáltak részére kiadandó orvosi igazolásról szóló 41/1999. (IX. 8.) EüM rendelet módosításáról
- 23/2005. (III. 23.) FVM rendelet A ragadós száj- és körömfájás elleni védekezésről
- 24/2005. (III. 23.) FVM rendelet A vágóállatok levágásának és feldolgozásának Biztonsági Szabályzatáról
- 7/2005. (III. 23.) HM rendelet Az önkéntes haderő kialakításával összefüggésben egyes honvédelmi miniszteri rendeletek módosításáról, valamint hatályon kívül helyezéséről
- 8/2005. (III. 23.) KvVM rendelet Az Edelényi Magyar Nőszirmos Természetvédelmi Terület létesítéséről
- 6/2005. (III. 23.) TNM–FMM–FVM– GKM–KvVM–PM–TNM együttes rendelet Az Európai Unió strukturális alapjaiból, valamint Kohéziós Alapjából származó támogatásokhoz kapcsolódó költségvetési előirányzatok felhasználásának részletes szabályairól
- 11/2005. (III. 24.) BM–IM együttes rendelet A belügyminiszter irányítása alá tartozó nyomozó hatóságok nyomozásának részletes szabályairól és a nyomozási cselekmények jegyzőkönyv helyett más módon való rögzítésének szabályairól szóló 23/2003. (VI. 24.) BM–IM együttes rendelet módosításáról
- 7/2005. (III. 24.) EüM rendelet Az Állami Népegészségügyi és Tisztiorvosi Szolgálat városi, fővárosi kerületi intézeteinek illetékességi területéről
- 7/2005. (III. 24.) IM rendelet Az egyes büntetés-végrehajtási tárgyú igazságügy-miniszteri rendeletek módosításáról
- 8/2005. (III. 24.) IM–BM együttes rendelet Az elzárás, illetőleg a pénzbírságot helyettesítő elzárás végrehajtásának részletes szabályairól szóló 7/2000.(III. 29.) IM–BM együttes rendelet módosításáról
- 12/2005. (III. 25.) BM rendelet A lakáscélú munkáltatói támogatásról szóló 39/2000. (XII. 12.) BM rendelet módosításáról
- 13/2005. (III. 25.) BM rendelet A Belügyminisztérium fejezethez tartozó költségvetési szervek gazdálkodási jogkör szerinti besorolásáról, egyes költségvetési szervek középirányító szervként történő elismeréséről, a gazdálkodási jogosítványok megosztási rendjéről szóló 23/2002. (IX. 10.) BM rendelet módosításáról
- 8/2005. (III. 25.) HM rendelet A Magyar Honvédségnek a hivatásos és szerződéses állományú katonáival szemben fennálló kártérítési felelőssége egyes szabályairól szóló 18/2002. (IV. 5.) HM rendelet módosításáról
- 7/2005. (III. 25.) TNM rendelet Balatonalmádi vízpart-rehabilitációs szabályozási követelményekkel érintett területének lehatárolásáról és vízpart-rehabilitációs tanulmánytervének elfogadásáról
- 8/2005. (III. 25.) TNM rendelet Révfülöp vízpart-rehabilitációs szabályozási követelményekkel érintett területének lehatárolásáról és vízpart-rehabilitációs tanulmánytervének elfogadásáról
- 25/2005. (III. 26.) FVM rendelet A gabona és rizs intervenciójáról szóló 66/2004. (IV. 29.) FVM rendelet módosításáról
- 26/2005. (III. 26.) FVM rendelet Az intervenciós gabonaraktárakkal és rizsraktárakkal szembeni követelményekről szóló 67/2004. (IV. 29.) FVM rendelet módosításáról
- 16/2005. (III. 26.) GKM rendelet A közforgalmú, közútpótló folyami révek, kompok és az azokhoz szükséges parti létesítmények, kiszolgáló utak fenntartási, felújítási támogatása igénybevételének részletes szabályairól
- 17/2005. (III. 26.) GKM rendelet A Magyar Formatervezési Díjról
- 9/2005. (III. 26.) KvVM rendelet Az éti csiga 2005. évi hasznosításáról
- 8/2005. (III. 26.) OM rendelet A szakmai követelmények kiadásáról szóló 6/1994. (VIII. 31.) MüM rendelet módosításáról
- 3/2005. (III. 29.) MNB rendelet A jegybanki alapkamat mértékéről
- 14/2005. (III. 30.) BM rendelet A helyi önkormányzatok európai uniós fejlesztési pályázataihoz szükséges önkormányzati saját forrás kiegészítése 2005. évi támogatásának rendjéről
- 15/2005. (III. 30.) BM rendelet Az okmányirodák és a személyi adat- és lakcímnyilvántartás központi szervének közreműködésével történő regisztrációs eljárás részletes szabályairól
- 8/2005. (III. 30.) EüM rendelet Az Országos Tisztifőorvosi Hivatal részére történő egyes költségvetési belső ellenőrzési jogosítványok átruházásáról
- 9/2005. (III. 30.) EüM–FVM együttes rendelet A növényekben, a növényi termékekben és a felületükön megengedhető növényvédőszer-maradék mértékéről szóló 5/2002. (II. 22.) EüM–FVM együttes rendelet módosításáról
- 9/2005. (III. 30.) HM rendelet A Magyar Honvédség Öltözködési Szabályzatának kiadásáról
- 13/2005. (III. 30.) PM–IHM–MeHVM együttes rendelet Az elektronikus ügyintézést választó adózó bevallási és adatszolgáltatási kötelezettségének az Adó- és Pénzügyi Ellenőrzési Hivatalhoz történő teljesítésének szabályairól
- 14/2005. (III. 30.) PM rendelet a technikai kamatlábak legnagyobb mértékéről

##### Április
- 10/2005. (IV. 8.) OM rendelet a szakmai követelmények kiadásáról szóló 16/1994. (VII. 8.) MKM rendelet módosításáról
- 12/2005. (IV. 14.) HM-OM együttes rendelet a katonai középiskolák működésének sajátos szabályairól szóló 19/1997. (VIII. 29.) HM-MKM együttes rendelet módosításáról

##### Május
- 8/2005. (V. 23.) MNB rendelet A jegybanki alapkamat mértékéről
- 46/2005. (V. 23.) FVM rendelet A mezőgazdasági termékek harmadik országokban és belső piacon történő megismertetésével és promóciójával kapcsolatos intézkedésekről
- 47/2005. (V. 23.) FVM rendelet A juh és kecske fajok egyedeinek Egységes Nyilvántartási és Azonosítási Rendszeréről
- 19/2005. (V. 26.) HM rendelet A honvédelmi miniszter által alapítható és adományozható elismerésekről szóló 27/2002. (IV. 17.) HM rendelet módosításáról
- 14/2005. (V. 26.) OM rendelet Az Országos Képzési Jegyzékről szóló 37/2003. (XII. 27.) OM rendelet módosításáról
- 15/2005. (V. 26.) OM rendelet Egyes szakirányú továbbképzési szakok képesítési követelményeiről szóló OM rendeletek kiegészítéséről
- 9/2005. (V. 28.) MNB rendelet Emlékérme kibocsátásáról
- 26/2005. (V. 28.) BM rendelet Az Országos Tűzvédelmi Szabályzat kiadásáról szóló 35/1996. (XII. 29.) BM rendelet módosításáról
- 48/2005. (V. 28.) FVM rendelet A növényegészségügyi feladatok végrehajtásának részletes szabályairól szóló 7/2001. (I. 17.) FVM rendelet módosításáról
- 18/2005. (V. 28.) NKÖM rendelet A Balassi Bálint Magyar Kulturális Intézetben foglalkoztatott közalkalmazottak jogállását érintő kérdésekről
- 21/2005. (V. 28.) TNM–GKM–FMM– FVM–PM–TNM együttes rendelet A strukturális alapok és a Kohéziós Alap felhasználásának általános eljárási szabályairól szóló 14/2004. (VIII. 13.) TNM–GKM– FMM–FVM–PM együttes rendelet módosításáról
- 22/2005. (V. 28.) TNM rendelet A közalkalmazottak jogállásáról szóló 1992. évi XXXIII. törvénynek az európai ügyekért felelős tárca nélküli miniszter felügyelete alá tartozó költségvetési szerveknél történő végrehajtásáról
- 27/2005. (V. 31.) BM rendelet A közúti közlekedési igazgatással összefüggő egyes belügyminiszteri rendeletek módosításáról
- 49/2005. (V. 31.) FVM rendelet A Nemzeti Vidékfejlesztési Terv alapján a központi költségvetés, valamint az Európai Mezőgazdasági Orientációs és Garancia Alap Garancia Részlege társfinanszírozásában megvalósuló kedvezőtlen adottságú területek kompenzációs támogatása igénybevételének részletes szabályairól szóló 151/2004. (X. 13.) FVM rendelet módosításáról
- 3/2005. (V. 31.) MeHVM rendelet A polgári nemzetbiztonsági szolgálatoknak az Európai Unió intézményeiben nemzeti szakértőként foglalkoztatott, továbbá a nemzetközi szervezetekben pályázat útján elnyert jogviszonyban alkalmazott hivatásos állományú tagjainak jogviszonyáról, a velük kapcsolatos személyzeti eljárás rendjéről

##### Június
- 7/2005. (VI. 1.) FMM rendelet A Munkaerőpiaci Alap foglalkoztatási alaprész iskola-rendszeren kívüli felnőttképzési célú keretének felhasználásáról szóló 8/2003. (VII. 4.) FMM rendelet módosításáról
- 50/2005. (VI. 1.) FVM rendelet A szárított takarmány kvótával szabályozott támogatása 2004/2005. gazdasági évtől történő igénylésének általános feltételeiről szóló 61/2004. (IV. 27.) FVM rendelet módosításáról
- 32/2005. (VI. 2.) GKM rendelet A veszélyes áruk nemzetközi belvízi szállításáról szóló szabályzatról szóló 2/1982. (II. 22.) KPM rendelet módosításáról
- 33/2005. (VI. 2.) GKM rendelet Az autópályák használatának díjáról szóló 26/2004. (III. 11.) GKM rendelet módosításáról
- 51/2005. (VI. 4.) FVM rendelet A gabona és rizs intervenciójáról szóló 66/2004. (IV. 29.) FVM rendelet módosításáról
- 52/2005. (VI. 4.) FVM–PM együttes rendelet A takarmányok harmadik országokból való behozataláról
- 19/2005. (VI. 4.) NKÖM rendelet A régészeti lelőhelyek feltárásának, illetve a régészeti lelőhely, lelet megtalálója anyagi elismerésének részletes szabályairól szóló 18/2001. (X. 18.) NKÖM rendelet módosításáról
- 16/2005. (VI. 10.) OM rendelet a Nemzeti, etnikai kisebbség óvodai nevelésének irányelve és a Nemzeti, etnikai kisebbség iskolai oktatásának irányelve kiadásáról szóló 32/1997. (XI. 5.) MKM rendelet módosításáról
- 54/2005. (VI. 17.) FVM rendelet A Nemzeti Vidékfejlesztési Terv alapján a központi költségvetés, valamint az Európai Mezőgazdasági Orientációs és Garancia Alap Garancia Részlege társfinanszírozásában megvalósuló, a félig önellátó mezőgazdasági üzemek szerkezetének átalakításához nyújtott támogatás igénybevételének részletes szabályairól szóló 145/2004. (IX. 30.) FVM rendelet módosításáról
- 44/2005. (VI. 17.) GKM rendelet Az Országos Vasúti Szabályzat II. kötetének kiadásáról szóló 18/1998. (VII. 3.) KHVM rendelet módosításáról
- 11/2005. (VI. 17.) IM–BM–PM együttes rendelet Az igazságügyi szakértők díjazásáról szóló 3/1986. (II. 21.) IM rendelet módosításáról
- 12/2005. (VI. 17.) KvVM rendelet A fokozottan védett növény-, illetve állatfajok élőhelyén és élőhelye körüli korlátozás elrendelésének részletes szabályairól
- 12/2005. (VI. 20.) MNB rendelet A jegybanki alapkamat mértékérő
- 6/2005. (VI. 20.) ICSSZEM–BM–PM együttes rendelet A települési önkormányzat részére szociális gyermekétkeztetés céljából nyújtott támogatás igénylésének, folyósításának és elszámolásának részletes szabályairól
- 20/2005. (VI. 20.) PM rendelet A pénzügyminiszter ágazatába tartozó szakképesítések szakmai követelményeiről szóló 2/1995. (II. 22.) PM rendelet módosításáról
- 22/2005. (VI. 24.) EüM rendelet A rezgésexpozíciónak kitett munkavállalókra vonatkozó minimális egészségi és munkabiztonsági követelményekről
- 8/2005. (VI. 24.) FMM–EüM együttes rendelet A munkahelyek munkavédelmi követelményeinek minimális szintjéről szóló 3/2002. (II. 8.) SZCSM–EüM együttes rendelet módosításáról
- 29/2005. (VI. 25.) BM–PM együttes rendelet A többcélú kistérségi társulások által ellátott egyes közszolgáltatások 2005. évi normatív működési támogatásáról szóló 17/2005.(IV.5.) BM–PM együttes rendelet módosításáról
- 56/2005. (VI. 25.) FVM rendelet A vad védelméről, a vadgazdálkodásról, valamint a vadászatról szóló 1996. évi LV. törvény végrehajtásának szabályairól szóló 79/2004.(V.4.)FVM rendelet módosításáról
- 4/2005. (VI. 25.) MeHVM rendelet Az egyes miniszteri rendeletek módosításáról
- 23/2005. (VI. 25.) TNM rendelet Balatonfűzfő vízpart-rehabilitációs szabályozási követelményekkel érintett területének lehatárolásáról és vízpart-rehabilitációs tanulmánytervének elfogadásáról
- 13/2005. (VI. 27.) MNB rendelet A magyar és a külföldi törvényes fizetőeszközök hamisítás elleni védelmével kapcsolatos technikai és egyéb feladatokról
- 14/2005. (VI. 27.) MNB rendelet A pénzfeldolgozási tevékenységről és a készpénzforgalmazás feltételeiről
- 30/2005. (VI. 27.) BM rendelet A lakáscélú munkáltatói támogatásokról szóló 39/2000. (XII. 12.) BM rendelet és a lakások és helyiségek bérletére, valamint az elidegenítésükre vonatkozó egyes szabályokról szóló 1993. évi LXXVIII. törvény végrehajtásáról szóló 41/2000. (XII. 12.) BM rendelet módosításáról
- 23/2005. (VI. 27.) EüM rendelet A törzskönyvezett gyógyszerek és a különleges táplálkozási igényt kielégítő tápszerek társadalombiztosítási támogatásba való befogadásának szempontjairól és a befogadás vagy a támogatás megváltoztatásáról szóló 32/2004. (IV. 26.) ESZCSM rendelet módosításáról
- 57/2005. (VI. 27. ) FVM rendelet Az Európai Mezőgazdasági Orientációs és Garancia Alap Garancia Részlegéből finanszírozott egyes támogatások tekintetében a Mezőgazdasági és Vidékfejlesztési Hivatal által delegált és egyéb, szakértő szervezetek közreműködésével ellátott feladatokról
- 31/2005. (VI. 28.) BM rendelet A temetkezési szolgáltatások ellátásához szükséges telephely engedélyezési eljárásért fizetendő igazgatási szolgáltatási díjról
- 58/2005. (VI. 28.) FVM rendelet Az Országos Borszakértő Bizottságról
- 46/2005. (VI. 28.) GKM rendelet A Veszélyes Áruk Nemzetközi Közúti Szállításáról szóló Európai Megállapodás „A” és „B” Mellékletének kihirdetéséről és belföldi alkalmazásáról szóló 20/1979. (IX. 18.) KPM rendelet módosításáról
- 14/2005. (VI. 28.) KvVM rendelet A kármentesítési tényfeltárás szűrővizsgálatával kapcsolatos szabályokról
- 47/2005. (VI. 29.) GKM rendelet a Veszélyes Áruk Nemzetközi Vasúti Szállításáról szóló Európai Megállapodás „A” és „B” mellékletének kihirdetéséről és belföldi alkalmazásáról szóló 4/1987. (V. 13.) KM rendelet módosításáról
- 32/2005. (VI. 30.) BM-OM együttes rendelet a belügyminiszter irányítása alá tartozó rendészeti szakközépiskolákra vonatkozó szabályokról
- 32/2005. (VI. 30.) BM–OM együttes rendelet A belügyminiszter irányítása alá tartozó rendészeti szakközépiskolákra vonatkozó szabályokról
- 59/2005. (VI. 30.) FVM rendelet Az intervenciós gabonaraktárakkal és rizsraktárakkal szembeni követelményekről
- 53/2005. (VI. 30.) GKM rendelet A kontingentált vállalkozási export engedélyezésének rendjéről szóló 53/1999. (IX. 24.) GM rendelet módosításáról
- 54/2005. (VI. 30.) GKM rendelet A Nemzetközi Vasúti Árufuvarozásról szóló Megállapodás mellékletei 2004. évi módosításainak kihirdetéséről
- 55/2005. (VI. 30.) GKM–BM– KvVM együttes rendelet A gépkocsik környezetvédelmi felülvizsgálatáról és ellenőrzéséről szóló 7/2002. (VI. 29.) GKM–BM–KvVM együttes rendelet módosításáról
- 24/2005. (VI. 30.) HM rendelet A Magyar Honvédség Szolgálati Szabályzatának kiadásáról
- 25/2005. (VI. 30.) HM–BM–IM együttes rendelet A katonák szabadságvesztésének, előzetes letartóztatásának és pártfogó felügyeletének egyes kérdéseiről, valamint az ezekkel kapcsolatos parancsnoki feladatokról szóló 1/1980. (HK 4.) HM–BM–IM–MOP együttes utasítás és az azt módosító 5/1990. (V. 14.) HM–BM–IM együttes rendelet hatályon kívül helyezéséről
- 5/2005. (VI. 30.) MeHVM rendelet Az állami vezetők üdültetését biztosító üdültetési intézmények igénybevételi rendjéről szóló 7/2001. (III. 5.) MeHVM rendelet módosításáról

##### Július
- 33/2005. (VII. 1.) BM rendelet A belügyi szervek szociális és kegyeleti gondoskodással kapcsolatos egyes feladatairól szóló 39/1997. (VII. 18.) BM rendelet módosításáról
- 60/2005. (VII. 1.) FVM rendelet A zöldség-gyümölcs termelői értékesítő szervezetek nemzeti szabályozásáról
- 18/2005. (VII. 1.) OM rendelet Az egyes szakmai és vizsgakövetelmények kiadásáról szóló 28/2003. (X. 18.) OM rendelet módosításáról
- 61/2005. (VII. 7.) FVM rendelet A növényvédelmi tevékenységről szóló 5/2001. (I. 16.) FVM rendelet módosításáról
- 56/2005. (VII. 7.) GKM rendelet A Közlekedési Miniszterek Európai Konferenciája által létrehozott közlekedési engedélyek használatának szabályairól
- 57/2005. (VII. 7.) GKM rendelet A bányafelügyelet részére fizetendő igazgatási szolgáltatási díjakról, valamint a felügyeleti díj fizetésének részletes szabályairól
- 58/2005. (VII. 7.) GKM rendelet A közcélú villamos hálózatra csatlakozás pénzügyi és műszaki feltételeiről
- 62/2005. (VII. 8.) FVM rendelet A növényegészségügyi feladatok végrehajtásának részletes szabályairól szóló 7/2001. (I. 17.) FVM rendelet módosításáról
- 19/2005. (VII. 8.) OM rendelet Az ipari mesterképzés szakmai és vizsgakövetelményeiről szóló 31/1996. (VI. 19.) IKM rendelet módosításáról
- 26/2005. (VII. 11.) HM–BM–IM– MeHVM együttes rendelet A szoros felügyelet alá helyezés végrehajtásának, valamint a katonával szemben elrendelt lakhelyelhagyási tilalom ellenőrzésének szabályairól szóló 46/2002. (X. 10.) HM–BM–IM–MeHVM együttes rendelet módosításáról
- 22/2005. (VII. 11.) PM rendelet A Vámtarifa Magyarázatról szóló 23/1990. (XII. 3.) PM rendelet módosításáról
- 63/2005. (VII. 12.) FVM rendelet A gyümölcs és zöldség ellenőrzéséről szóló 82/2004. (V. 11.) FVM rendelet módosításáról
- 64/2005. (VII. 12.) FVM rendelet Az Európai Mezőgazdasági Orientációs és Garancia Alap Garancia Részlegéből finanszírozott egységes területalapú támogatás 2005. évi igénybevételével kapcsolatos egyes kérdésekről szóló 18/2005. (III. 18.), valamint az Európai Mezőgazdasági Orientációs és Garancia Alap Garancia Részlegéből finanszírozott egységes területalapú támogatásokhoz kapcsolódó 2005. évi kiegészítő nemzeti támogatás igénybevételével kapcsolatos egyes kérdésekről szóló 28/2005. (IV. 1.) FVM rendeletek módosításáról
- 27/2005. (VII. 12.) HM rendelet A Magyar Honvédség belföldi futárszolgálati tevékenységéről szóló 6/2003. (II. 7.) HM rendelet módosításáról
- 23/2005. (VII. 12.) PM rendelet A vám- és pénzügyőrség hivatásos állományú tagjainak szolgálati viszonyával kapcsolatos kártérítési felelősségéről, valamint a vám- és pénzügyőrség kártérítési felelősségéről szóló 14/1997. (V. 8.) PM rendelet módosításáról
- 26/2005. (VII. 13.) EüM rendelet Az egészségügyi szakellátás társadalombiztosítási finanszírozásának egyes kérdéseiről szóló 9/1993. (IV. 2.) NM rendelet és a szerzett immunhiányos tünetcsoport kialakulását okozó fertőzés terjedésének megelőzése érdekében szükséges intézkedésekről és a szűrővizsgálatok elvégzésének rendjéről szóló 18/2002. (XII. 28.) ESZCSM rendelet módosításáról
- 24/2005. (VII. 13.) TNM rendelet A Turisztikai Célelőirányzat felhasználásának és kezelésének részletes szabályairól szóló 14/2002. (XI. 16.) MeHVM rendelet módosításáról
- 65/2005. (VII. 14.) FVM rendelet A Nemzeti Vidékfejlesztési Tervhez kapcsolódó Tanácsadói Névjegyzékről
- 28/2005. (VII. 14.) HM rendelet A honvédelmi vonatkozású szolgálati titokkörről szóló 11/1995. (XI. 14.) HM rendelet módosításáról
- 15/2005. (VII. 14.) KvVM rendelet A Hevesi Füves Puszták Tájvédelmi Körzet létesítéséről szóló 9/1993. (III. 9.) KTM rendelet módosításáról
- 16/2005. (VII. 14.) KvVM rendelet A Jászszentlászlói Kalmár-erdő Természetvédelmi Terület létesítéséről
- 17/2005. (VII. 14.) KvVM rendelet A Nyirádi Sár-álló Természetvédelmi Terület létesítéséről
- 24/2005. (VII. 14.) PM rendelet A számla, egyszerűsített számla és nyugta adóigazgatási azonosításáról, valamint a nyugta adását biztosító pénztárgép és taxaméter alkalmazásáról szóló 24/1995. (XI. 22.) PM rendelet módosításáról
- 9/2005. (VII. 15.) FMM rendelet A foglalkoztatáspolitikai és munkaügyi miniszter hatáskörébe tartozó szakképesítések megszerzésére irányuló szakmai vizsga szervezésére feljogosított intézményekről szóló 29/2004. (XII.20.) FMM rendelet módosításáról
- 59/2005. (VII. 18.) GKM rendelet a gazdasági és közlekedési felügyeleti rendszer létrehozásáról, működéséről, valamint egyes bejelentési kötelezettségekről
- 28/2005. (VII. 21.) EüM rendelet A gyógyászati segédeszközök forgalmazásának, javításának, kölcsönzésének szakmai követelményeiről szóló 7/2004. (XI. 23.) EüM rendelet módosításáról
- 61/2005. (VII. 21.) GKM rendelet Egyes közlekedési szakképesítések szakmai vizsgáinak szervezésére feljogosított intézményekről
- 9/2005. (VII. 21.) IHM rendelet Az elektronikus aláírási termékek tanúsítását végző szervezetekről, illetve a kijelölésükre vonatkozó szabályokról
- 20/2005. (VII. 21.) OM rendelet A Közép-európai Egyetem által kezdeményezett, idegen nyelven folyó szakirányú továbbképzési szakok képesítési követelményeiről
- 21/2005. (VII. 25.) OM rendelet egyes közoktatási tárgyú jogszabályok módosításáról
- 12/2005. (VII. 29.) FMM rendelet A külföldiek magyarországi foglalkoztatásának engedélyezéséről szóló 8/1999.(XI. 10.) SZCSM rendelet módosításáról
- 63/2005. (VII. 29.) GKM rendelet A műszaki-biztonsági felügyeletet ellátó szervezet egyes munkaköreinek betöltéséhez szükséges szakképesítési és szakmai gyakorlati követelményekről

##### Augusztus
- 29/2005. (VIII. 2.) EüM rendelet A kozmetikai termékek biztonságosságáról, gyártási, forgalmazási feltételeiről és közegészségügyi ellenőrzéséről szóló 40/2001. (XI. 23.) EüM rendelet módosításáról
- 30/2005. (VIII. 2.) EüM rendelet Az emberi alkalmazásra kerülő gyógyszerek címkéjéről és betegtájékoztatójáról
- 31/2005. (VIII. 2.) EüM rendelet Az egészségügyi szakellátás társadalombiztosítási finanszírozásának egyes kérdéseiről szóló 9/1993. (IV. 2.) NM rendelet módosításáról
- 36/2005. (VIII. 5.) BM rendelet A belügyminiszter irányítása alá tartozó szervek, valamint az önkormányzati tűzoltóság szolgálati viszonyban álló tagjai szolgálati viszonyának egyes kérdéseiről és a személyügyi igazgatás rendjéről szóló 9/1997.(II. 12.) BM rendelet és a belügyminiszter irányítása alatt álló fegyveres szervek hivatásos állományú tagjai illetményének és egyéb juttatásainak megállapításáról, valamint a folyósítás szabályairól szóló 20/1997.(III. 19.) BM rendelet módosításáról
- 69/2005. (VIII. 5.) FVM rendelet Nemzeti Vidékfejlesztési Terv alapján az Európai Unió által társfinanszírozott mezőgazdasági területek erdősítéséhez nyújtott támogatás igénybevételének részletes szabályairól szóló 132/2004.(IX. 11.) FVM rendelet módosításáról
- 30/2005. (VIII. 5.) HM rendelet A Magyar Honvédség, valamint a miniszter közvetlen irányítása (felügyelete) alá tartozó szervezetek hivatásos és szerződéses állományának beosztási kategóriába történő részletes besorolásáról, illetve az ezen beosztásokban elérhető rendfokozatokról szóló 30/2001. (XII. 27.) HM rendelet, valamint a katonák illetményéről és illetményjellegű juttatásairól, valamint a közalkalmazottak jutalmazásáról szóló 3/2002.(I.25.) HM rendelet kiegészítéséről
- 31/2005. (VIII. 5.) HM rendelet A honvédelmi miniszter által alapítható és adományozható elismerésekről szóló 27/2002.(IV.17.) HM rendelet módosításáról
- 15/2005. (VIII. 5.) IM rendelet Az illeték és a közzétételi költségtérítés elektronikus úton történő megfizetéséről a cégeljárásban
- 26/2005. (VIII. 5.) TNM rendelet Az egyes szakképesítések szakmai és vizsga-követelményeiről és a szakmai vizsga szervezésére jogosult intézmények jegyzékéről
- 37/2005. (VIII. 11.) BM–IM–PM együttes rendelet Az ujj- és tenyérnyomatvétel, a fényképkészítés, valamint a DNS-mintavétel szabályairól szóló 8/2000. (II. 16.) BM–IM–PM együttes rendelet módosításáról
- 32/2005. (VIII. 11.) EüM rendelet Az emberi felhasználásra kerülő gyógyszerekkel kapcsolatos egyes engedélyezési eljárások során fizetendő igazgatási szolgáltatási díjakról
- 71/2005. (VIII. 11.) FVM rendelet A Nemzeti Vidékfejlesztési Terv alapján a központi költségvetés, valamint az Európai Mezőgazdasági Orientációs és Garancia Alap Garancia Részlege társfinanszírozásában megvalósuló agrár-környezetgazdálkodási támogatások igénybevételének részletes szabályairól szóló 150/2004. (X. 12.) FVM rendelet módosításáról
- 26/2005. (VIII. 11.) PM rendelet A termőföldnek nem minősülő ingatlanok hitelbiztosítéki értékének meghatározására vonatkozó módszertani elvekről szóló 25/1997. (VIII. 1.) PM rendelet módosításáról
- 72/2005. (VIII. 15.) FVM rendelet A Magyar Élelmiszerkönyv közösségi előírások átvételét megvalósító kötelező előírásairól szóló 56/2004. (IV. 24.) FVM rendelet módosításáról
- 27/2005. (VIII. 15.) PM rendelet A pénzügyminiszter ágazatába tartozó akkreditált iskolai rendszerű felsőfokú szakképesítések szakmai követelményeiről szóló 20/1998. (VII. 22.) PM rendelet módosításáról
- 27/2005. (VIII. 16.) TNM rendelet Ábrahámhegy vízpart-rehabilitációs szabályozási követelményekkel érintett területének lehatárolásáról és vízpart-rehabilitációs tanulmánytervének elfogadásáról
- 28/2005. (VIII. 16.) TNM rendelet Örvényes vízpart-rehabilitációs szabályozási követelményekkel érintett területének lehatárolásáról és vízpart-rehabilitációs tanulmánytervének elfogadásáról
- 73/2005. (VIII. 19.) FVM rendelet A szárított takarmány kvótával szabályozott támogatása 2004/2005. gazdasági évtől történő igénylésének általános feltételeiről szóló 61/2004. (IV. 27.) FVM rendelet módosításáról
- 65/2005. (VIII. 19.) GKM rendelet A belföldi helyközi (távolsági) menetrend szerinti autóbusz-közlekedés, valamint a nevelési-oktatási intézmények által rendelt belföldi autóbusz különjáratok legmagasabb díjairól szóló 39/1999. (XII. 20.) KHVM rendelet módosításáról
- 66/2005. (VIII. 19.) GKM rendelet A belföldi közforgalmú menetrend szerinti vasúti személyszállítás legmagasabb díjairól szóló 28/1996.(XII.20.) KHVM rendelet módosításáról
- 24/2005. (VIII. 19.) NKÖM rendelet Egyes régészeti lelőhelyek védetté nyilvánításáról
- 17/2005. (VIII. 22.) MNB rendelet A jegybanki alapkamat mértékéről
- 74/2005. (VIII. 22.) FVM rendelet Az Európai Mezőgazdasági Orientációs és Garancia Alap Garancia Részlegéből finanszírozott egységes területalapú támogatásoknak az energetikai célból termesztett energianövényekhez kapcsolódó 2005. évi kiegészítő nemzeti támogatás igénybevételével kapcsolatos egyes kérdéseiről
- 75/2005. (VIII. 22.) FVM rendelet A 2004. évi nemzeti hatáskörben nyújtott agrár- és vidékfejlesztési támogatások igénybevételének feltételeiről szóló 25/2004. (III. 3.) FVM rendelet módosításáról
- 7/2005. (VIII. 22.) ICSSZEM rendelet A helyi önkormányzatok részére gyermek és ifjúsági feladatok ellátása céljából nyújtandó támogatás igénylésének, döntési rendszerének, folyósításának és elszámolásának 2005. évi szabályairól
- 24/2005. (VIII. 22.) OM rendelet Egyes szakirányú továbbképzési szakok képesítési követelményeiről szóló OM rendeletek módosításáról, kiegészítéséről
- 25/2005. (VIII. 22.) OM rendelet Az egyes természettudományos szakirányú továbbképzési szakok képesítési követelményeiről
- 26/2005. (VIII. 22.) OM rendelet A katonai felsőoktatás szakirányú továbbképzési szakjainak képesítési követelményeiről
- 29/2005. (VIII. 22.) TNM rendeletA 2007 utáni EU támogatásokhoz kapcsolódó tervezés és EU nagyberuházások előkészítése fejezeti kezelésű előirányzat felhasználásának szabályairól
- 33/2005. (VIII. 24.) EüM rendelet A fertőző betegségek és a járványok megelőzése érdekében szükséges járványügyi intézkedésekről szóló 18/1998. (VI. 3.) NM rendelet módosításáról
- 34/2005. (VIII. 24.) HM rendelet A katonai szakképesítések szakmai és vizsgakövetelményeinek kiadásáról szóló 15/2004. (VI. 18.) HM rendelet módosításáról
- 10/2005. (VIII. 24.) IHM rendelet A frekvenciasávok felhasználási szabályainak megállapításáról szóló 35/2004. (XII. 28.) IHM rendelet módosításáról
- 20/2005. (VIII. 24.) KvVM–FVM együttes rendelet A Vásárhelyi-terv I. ütemében megvalósuló Cigánd–Tiszakarádi és Tiszaroffi árvízi tározók területével érintett földrészletek jegyzékéről, valamint az egyszeri térítés, az igénybevétel és a kártalanítás részletes szabályairól szóló 4/2005. (II. 22.) KvVM–FVM együttes rendelet módosításáról
- 34/2005. (VIII. 26.) EüM rendelet Az egészségügyi szolgáltatások nyújtásához szükséges szakmai minimumfeltételekről szóló 60/2003.(X.20.) ESZCSM rendelet módosításáról
- 35/2005. (VIII. 26.) EüM rendeletAz emberi felhasználásra kerülő vizsgálati készítmények klinikai vizsgálatáról és a helyes klinikai gyakorlat alkalmazásáról
- 13/2005. (VIII. 26.) FMM rendelet A munka világából történő fokozatos kivonuláshoz kapcsolódó járulék-kiegészítésről
- 21/2005. (VIII. 26.) KvVM rendelet Az egyes tevékenységek és berendezések illékony szerves vegyület kibocsátásának korlátozásáról szóló 10/2001. (IV. 19.) KöM rendelet módosításáról
- 28/2005. (VIII. 26.) PM rendelet a piacbefolyásolásra utaló magatartások vizsgálatakor figyelembe veendő körülményekről, az elfogadott piaci gyakorlat megállapításának folyamatáról, valamint a bennfentes információ nyilvánosságra hozatalának jogos érdekből történő késleltetésével kapcsolatos szabályokról
- 76/2005. (VIII. 31.) FVM rendelet A szakmai követelmények kiadásáról szóló 64/1994. (XII. 15.) FM rendelet módosításáról
- 22/2005. (VIII. 31.) KvVM rendelet A barlangok nyilvántartásáról, a barlangok látogatásának és kutatásának egyes feltételeiről, valamint a barlangok kiépítéséről szóló 13/1998. (V. 6.) KTM rendelet módosításáról
- 23/2005. (VIII. 31.) KvVM rendelet A védett és a fokozottan védett növény- és állatfajokról, a fokozottan védett barlangok köréről, valamint az Európai Közösségben természetvédelmi szempontból jelentős növény- és állatfajok közzétételéről szóló 13/2001. (V. 9.) KöM rendelet módosításáról

##### Szeptember
- 36/2005. (IX. 1.) EüM rendelet Az egészségügyi szolgáltatók szakmai felügyeletéről szóló 15/2005. (V. 2.) EüM rendelet módosításáról
- 37/2005. (IX. 1.) EüM rendelet A gyógyszerek minőségbiztosítása érdekében meghatalmazott személy képesítési feltételeiről szóló 39/2004. (IV. 26.) ESZCSM rendelet módosításáról
- 77/2005. (IX. 1.) FVM rendelet A mezőgazdasági és erdészeti gépkezelői jogosítvány bevezetéséről és kiadásának szabályairól szóló 83/2003. (VII. 16.) FVM rendelet módosításáról
- 16/2005. (IX. 1.) IM rendelet A Szabadalmi Együttműködési Szerződéshez csatolt Végrehajtási Szabályzat szövegének kihirdetéséről szóló 34/2002. (XII. 25.) IM rendelet módosításáról
- 15/2005. (IX. 2.) FMM rendelet A megváltozott munkaképességű személyek foglalkoztatásához nyújtható költségvetési támogatás megállapításának részletes szabályairól
- 18/2005. (IX. 6.) MNB rendelet A „100 éves az első magyar postaautó” emlékérme kibocsátásáról
- 78/2005. (IX. 6.) FVM rendelet A Nemzeti Vidékfejlesztési Terv alapján a központi költségvetés, valamint az Európai Mezőgazdasági Orientációs és Garancia Alap Garancia Részlege társfinanszírozásában megvalósuló, az Európai Unió környezetvédelmi, állatjóléti és -higiéniai előírásainak való megfeleléshez nyújtott támogatás igénybevételének részletes szabályairól szóló 139/2004. (IX. 24.) FVM rendelet módosításáról
- 38/2005. (IX. 13.) EüM rendelet Az egészségügyi szakellátás társadalombiztosítási finanszírozásának egyes kérdéseiről szóló 9/1993. (IV. 2.) NM rendelet módosításáról
- 79/2005. (IX. 13.) FVM rendelet A tenyésztési hatóság által díjfizetés ellenében végzett feladatok körének és a fizetendő díj mértékének megállapításáról szóló 33/1994. (VI. 28.) FM rendelet módosításáról
- 80/2005. (IX. 13.) FVM rendelet Az erdészeti hatósági eljárásban fizetendő igazgatási szolgáltatási díjakról szóló 56/1999. (VI. 16.) FVM rendelet módosításáról
- 81/2005. (IX. 13.) FVM rendelet A növényegészségügyi feladatok végrehajtásának részletes szabályairól szóló 7/2001. (I. 17.) FVM rendelet módosításáról
- 67/2005. (IX. 13.) GKM rendelet Az Európai Gazdasági Térség kikötőibe érkező, ott tartózkodó, illetve onnan induló magyar lajstromba bejegyzett tengeri hajókon keletkező hulladékok és rakománymaradványok kiürítéséről
- 68/2005. (IX. 13.) GKM–PM együttes rendelet A Magyar Energia Hivatal igazgatási szolgáltatási díjairól és a felügyeleti díj fizetésének szabályairól szóló 19/2002. (XI. 5.) GKM–PM együttes rendelet módosításáról
- 24/2005. (IX. 13.) KvVM rendelet Az üvegházhatású gázok kibocsátásával kapcsolatos hitelesítési tevékenység szabályairól
- 39/2005. (IX. 15.) EüM rendelet A gyógyszerészi oklevéllel végezhető tevékenységekről
- 82/2005. (IX. 15.) FVM rendelet Az állatlétszámhoz kötött támogatási jogosultságról
- 69/2005. (IX. 15.) GKM rendelet A mérésügyi igazgatási szolgáltatások igénybevételéért fizetendő díjak megállapításáról szóló 78/1997. (XII. 30.) IKIM rendelet módosításáról
- 35/2005. (IX. 15.) HM rendelet A Magyar Honvédség, valamint a miniszter közvetlen irányítása (felügyelete) alá tartozó szervezetek hivatásos és szerződéses állományának beosztási kategóriába történő részletes besorolásáról, illetve az ezen beosztásokban elérhető rendfokozatokról szóló 30/2001. (XII. 27.) HM rendelet, valamint a katonák illetményéről és illetményjellegű juttatásairól, valamint a közalkalmazottak jutalmazásáról szóló 3/2002. (I. 25.) HM rendelet módosításáról
- 17/2005. (IX. 15.) IM rendelet A büntetés-végrehajtási szervezet hivatásos állományú tagjainak szolgálati viszonyáról szóló 14/1997. (IV. 22.) IM rendelet módosításáról
- 18/2005. (IX. 15.) IM rendelet A büntetés-végrehajtási szervezet hivatásos állományú tagjai illetményének és illetményjellegű juttatásainak megállapításáról és folyósításáról szóló 15/1997. (IV. 22.) IM rendelet módosításáról
- 19/2005. (IX. 15.) IM rendelet A büntetés-végrehajtási szervezet hivatásos állományú tagjai nyugellátásának eljárási rendjéről szóló 16/1997. (IV. 22.) IM rendelet módosításáról
- 20/2005. (IX. 15.) IM rendelet A büntetés-végrehajtási szervezet hivatásos állományú tagjaira vonatkozó egyes munkáltatói jogkörök gyakorlásáról szóló 9/2004. (III. 30.) IM rendelet módosításáról
- 17/2005. (IX. 16.) FMM rendelet Az Országos Munkabiztonsági és Munkaügyi Főfelügyelőség területi munkabiztonsági és munkaügyi felügyelőségei székhelyéről és illetékességi területéről
- 25/2005. (IX. 16.) NKÖM rendelet Egyes ingatlanok műemlékké, valamint műemléki jelentőségű területté nyilvánításáról, illetőleg műemléki védettségének megszüntetéséről
- 26/2005. (IX. 16.) NKÖM rendelet A szakmai és vizsgakövetelmények kiadásáról, valamint a szakmai vizsga szervezésére feljogosított intézményekről szóló 9/2002. (IV. 5.) NKÖM rendelet módosításáról
- 83/2005. (IX. 17.) FVM–EüM–GKM együttes rendelet A helyi piacon értékesített tojások jelöléséről
- 70/2005. (IX. 17.) GKM–ICSSZEM együttes rendelet A fogyasztói forgalomba kerülő áruk és szolgáltatások árának feltüntetéséről szóló 7/2001. (III. 29.) GM rendelet módosításáról
- 19/2005. (IX. 19.) MNB rendelet A jegybanki alapkamat mértékéről
- 38/2005. (IX. 22.) BM rendelet A külföldiek beutazásáról és tartózkodásáról szóló 2001.évi XXXIX. törvény végrehajtásáról szóló 25/2001.(XI. 21.) BM rendelet, valamint a Határőrség Szolgálati Szabályzatáról szóló 40/2001.(XII. 23.)BM rendelet módosításáról
- 40/2005. (IX. 22.) EüM rendelet Az egészségügyi intézmények katasztrófaterveinek tartalmi követelményeiről szóló 29/2000.(X.30.)EüM rendelet módosításáról
- 41/2005. (IX.22.) EüM rendelet A klinikai biokémikus, klinikai mikrobiológus, valamint a molekuláris biológiai diagnosztikus egészségügyi felsőfokú szakirányú szakképesítés megszerzéséről
- 39/2005. (IX. 27.) BM–EüM–IM együttes rendelet Az egészségügyről szóló 1997. évi CLIV. törvénynek a halottakkal kapcsolatos rendelkezései végrehajtásáról, valamint a rendkívüli halál esetén követendő eljárásról szóló 34/1999. (IX. 24.) BM–EüM–IM együttes rendelet módosításáról
- 42/2005. (IX. 27.) EüM rendelet A gyógyszerekkel folytatott nagykereskedelmi és párhuzamos import tevékenységről szóló 53/2004. (VI. 2.) ESZCSM rendelet módosításáról
- 84/2005. (IX. 27.) FVM rendelet A tenyészállatok teljesítményvizsgálatáról és tenyész-értékbecsléséről szóló 32/1994. (VI. 28.) FM rendelet módosításáról
- 85/2005. (IX. 27.) FVM rendelet Az egyszerűsített területalapú támogatások és a vidékfejlesztési támogatások igényléséhez teljesítendő „Helyes Mezőgazdasági és Környezeti Állapot”, illetve a „Helyes Gazdálkodási Gyakorlat” feltételrendszerének meghatározásáról szóló 4/2004. (I. 13.) FVM rendelet módosításáról
- 86/2005. (IX. 27.) FVM rendelet A Nemzeti Vidékfejlesztési Terv alapján a központi költségvetés, valamint az Európai Mezőgazdasági Orientációs és Garancia Alap Garancia Részlege társfinanszírozásában megvalósuló, az Európai Unió környezetvédelmi, állatjóléti és -higiéniai előírásainak való megfeleléshez nyújtott támogatás igénybevételének részletes szabályairól szóló 139/2004. (IX. 24.) FVM rendelet módosításáról
- 71/2005. (IX. 27.) GKM rendelet A felszolgálási díj mértékének megállapításáról, valamint a felszolgálási díj alkalmazásának és felhasználásának szabályairól
- 72/2005. (IX. 27.) GKM rendelet A vendéglátó üzletek kategóriába sorolásáról, valamint ártájékoztatásáról szóló 43/1998. (VI. 24.) IKIM rendelet módosításáról
- 36/2005. (IX. 27.) HM rendelet A honvédségnél foglalkoztatottak közalkalmazotti jogviszonyával összefüggő egyes kérdések rendezéséről szóló 25/1992. (XI. 25.) HM rendelet módosításáról
- 27/2005. (IX. 28.) OM rendelet a 2005/2006. tanév rendjéről szóló 11/2005. (IV. 8.) OM rendelet és a nevelési-oktatási intézmények működéséről szóló 11/1994. (VI. 8.) MKM rendelet módosításáról
- 28/2005. (IX. 28.) OM rendelet az Oktatási Minisztérium szolgálati titokkörének megállapításáról
- 40/2005. (IX. 29.) BM rendelet A szabad vízen való tartózkodás alapvető szabályairól szóló 46/2001. (XII. 27.) BM rendelet módosításáról
- 75/2005. (IX. 29.) GKM–KvVM együttes rendelet A nem közúti mozgó gépekbe építendő belső égésű motorok gáznemű és részecskékből álló szennyezőanyag-kibocsátásának korlátozásáról
- 37/2005. (IX. 29.) HM rendelet A Magyar Honvédség, valamint a miniszter közvetlen irányítása (felügyelete) alá tartozó szervezetek hivatásos és szerződéses állományának beosztási kategóriába történő részletes besorolásáról, illetve az ezen beosztásokban elérhető rendfokozatokról szóló 30/2001. (XII. 27.) HM rendelet, továbbá a katonák illetményéről és illetményjellegű juttatásairól, valamint a közalkalmazottak jutalmazásáról szóló 3/2002. (I. 25.) HM rendelet módosításáról
- 31/2005. (IX. 29.) PM rendelet A START-kártya felhasználásának, a járulékkedvezmény érvényesítésének, továbbá elszámolásának részletes szabályairól

##### Október
- 87/2005. (X. 1.) FVM–PM együttes rendelet A személyes fogyasztásra szánt állati eredetű termékek behozatalának szabályozásáról
- 76/2005. (X. 1.) GKM rendelet A hajózási képesítésekről szóló 15/2001. (IV. 27.) KöViM rendelet módosításáról
- 77/2005. (X. 1.) GKM rendelet A földgáz hatósági díjairól rendelkező miniszteri rendeletek módosításáról
- 38/2005. (X. 5.) HM rendelet A fokozottan veszélyes, valamint az egészségkárosító beosztások köréről, az azokhoz kapcsolódó részletes, valamint a csökkentett napi szolgálati időre vonatkozó szabályokról szóló 30/2004. (XII. 6.) HM rendelet módosításáról
- 41/2005. (X.7.) BM rendelet A közúti közlekedési igazgatási feladatokról, a közúti közlekedési okmányok kiadásáról és visszavonásáról szóló 35/2000. (XI. 30.) BM rendelet módosításáról
- 78/2005. (X.7.) GKM rendelet Az átvételi kötelezettség alá eső villamosenergiaátvételének szabályairól és árainak megállapításáról szóló 56/2002. (XII.29.) GKM rendelet módosításáról
- 27/2005. (X.7.) NKÖM rendelet Egyes ingatlanok műemlékké nyilvánításáról, illetve műemléki védettségének megszüntetéséről
- 21/2005. (X. 18.) MNB rendelet A Nemzetközi Gyermekmentő Szolgálat fennállásának 15. évfordulója alkalmából 50 forintos címletű érme kibocsátásáról
- 42/2005. (X. 18.) BM rendelet A belügyminiszter irányítása alá tartozó szervek és az önkormányzati tűzoltóság hivatásos szolgálati viszonyban álló tagjaival kapcsolatos munkáltatói jogkörök szabályozásáról, valamint e szerveknél rendszeresített hivatásos beosztások meghatározásáról szóló 11/1997. (II. 18.) BM rendelet, valamint a belügyi szervek szociális és kegyeleti gondoskodással kapcsolatos egyes feladatairól szóló 39/1997. (VII. 18.) BM rendelet módosításáról
- 43/2005. (X. 18.) BM rendelet A belügyminiszter irányítása alatt álló fegyveres szervek hivatásos állományú tagjai illetményének és egyéb juttatásainak megállapításáról, valamint a folyósítás szabályairól szóló 20/1997. (III. 19.) BM rendelet módosításáról
- 44/2005. (X. 18.) BM rendelet A fontos és bizalmas munkakörökről, valamint a biztonsági ellenőrzés szintjéről szóló 34/1997. (V. 30.) BM rendelet módosításáról
- 45/2005. (X. 18.) BM rendelet Az atomenergia alkalmazásával összefüggő rendőrségi feladatokról szóló 47/1997. (VIII. 26.) BM rendelet módosításáról
- 46/2005. (X. 18.) BM rendelet A helyi önkormányzatok létszámcsökkentési döntéseivel kapcsolatos költségvetési hozzájárulás igénylésének feltételeiről szóló 10/2005. (III. 18.) BM rendelet módosításáról
- 18/2005. (X. 18.) FMM rendelet Az álláskeresőként való nyilvántartásba vételről, a nyilvántartásból való törlésről, valamint az álláskeresési megállapodásról
- 91/2005. (X. 18.) FVM rendelet A Villányi borvidék védett eredetű borairól
- 25/2005. (X. 18.) KvVM rendelet Az egyes munkaköri megnevezésekről
- 44/2005. (X. 19.) EüM rendelet az emberi alkalmazásra kerülő gyógyszerek gyártásának személyi és tárgyi feltételeiről
- 32/2005. (X. 21.) PM rendelet az egyes szerencsejátékok engedélyezésével, lebonyolításával és ellenőrzésével kapcsolatos feladatok végrehajtásáról
- 45/2005. (X. 21.) EÜM-FVM-GKM-IHM-KVVM-NKÖM-TNM együttes rendelet egyes miniszteri rendeletek módosításáról
- 95/2005. (X. 25.) FVM rendelet A 2004. évi nemzeti hatáskörben nyújtott agrár- és vidékfejlesztési támogatások igénybevételének feltételeiről szóló 25/2004. (III. 3.) FVM rendelet módosításáról
- 33/2005. (X. 25.) PM rendeletA Rendkívüli beruházási tartalék előirányzat felhasználásának rendjéről
- 46/2005. (X. 28.) EüM–FVM együttes rendelet A növényekben, a növényi termékekben és a felületükön megengedhető növényvédőszer-maradék mértékéről szóló 5/2002. (II. 22.) EüM–FVM együttes rendelet módosításáról
- 97/2005. (X. 28.) FVM rendelet A közigazgatási hatósági eljárás és szolgáltatás általános szabályaival összefüggő egyes földművelésügyi ágazati miniszteri rendeletek módosításáról
- 98/2005. (X. 28.) FVM rendelet Az Európai Mezőgazdasági Orientációs és Garancia Alap Garancia Részlegéből finanszírozott egységes területalapú támogatás 2005. évi igénybevételével kapcsolatos egyes kérdésekről szóló 18/2005. (III. 26.) FVM rendelet módosításáról
- 99/2005. (X. 28.) FVM rendelet A természetes édesítőszerek termékpályáinak szabályozásához kapcsolódó egyes kérdésekről szóló 28/2004. (III. 10.) FVM rendelet módosításáról
- 100/2005. (X. 28.) FVM rendelet A mezőgazdasági termékek harmadik országokban és belső piacon történő megismertetésével és promóciójával kapcsolatos intézkedésekről szóló 46/2005. (V. 23.) FVM rendelet módosításáról
- 101/2005. (X. 28.) FVM rendelet A gabona intervenciójáról
- 87/2005. (X. 28.) GKM rendelet A nemesfémtárgyak és termékek vizsgálatának, hitelesítésének és nemesfémtartalmuk tanúsításának részletes szabályairól szóló 74/2004. (IV. 29.) GKM rendelet módosításáról
- 88/2005. (X. 28.) GKM rendelet A Magyar Szabadalmi Hivatal előtti iparjogvédelmi eljárások igazgatási szolgáltatási díjairól szóló 19/2005. (IV. 12.) GKM rendelet módosításáról
- 89/2005. (X. 28.) GKM rendelet A közigazgatási hatósági eljárás és szolgáltatás általános szabályairól szóló 2004. évi CXL. törvény hatálybalépésével összefüggő egyes közlekedési tárgyú miniszteri rendeletek módosításáról
- 90/2005. (X. 28.) GKM rendelet Az átvételi kötelezettség alá eső villamos energia átvételének szabályairól és árainak megállapításáról szóló 56/2002. (XII. 29.) GKM rendelet módosításáról
- 91/2005. (X. 28.) GKM–KvVM–PM együttes rendelet Az egyes használt vagy sérült gépjárművek vámkezelését megelőző vizsgálatról szóló 3/1999. (I. 18.) KHVM–KöM–PM együttes rendelet módosításáról
- 92/2005. (X. 28.) GKM–IHM–KvVM együttes rendelet A közlekedési, hírközlési és vízügyi szakértők működésének engedélyezéséről szóló 33/1999. (X. 15.) KHVM rendelet módosításáról
- 93/2005. (X. 28.) GKM rendelet A közlekedési hatósági eljárásokban a hatósági közvetítő díjazásáról
- 94/2005. (X. 28.) GKM rendelet A Gazdasági és Közlekedési Minisztérium egyes előirányzatai felhasználásában, kezelésében részfeladatokat ellátó közreműködő szervezetekről szóló 80/2004. (V. 18.) GKM rendelet módosításáról
- 21/2005. (X. 28.) IM rendelet A bírósági ügyvitel szabályairól szóló 14/2002. (VIII. 1.) IM rendelet kiegészítéséről
- 29/2005. (X. 28.) OM rendelet Az Országos Képzési Jegyzékről szóló 37/2003. (XII. 27.) OM rendelet módosításáról
- 34/2005. (X. 28.) PM rendelet A jövedéki adóról és a jövedéki termékek forgalmazásának különös szabályairól szóló 2003. évi CXXVII. törvény egyes rendelkezéseinek végrehajtásáról szóló 8/2004. (III. 10.) PM rendelet módosításáról
- 35/2005. (X. 28.) PM rendelet A közösségi vámjog végrehajtásának részletes szabályairól szóló 15/2004. (IV. 5.) PM rendelet és a Vám- és Pénzügyőrségről szóló törvény végrehajtásáról szóló 24/2004. (IV. 23.) PM rendelet módosításáról
- 102/2005. (X. 31.) FVM rendelet a dohánytermékek gyártásáról, forgalmazásáról és ellenőrzéséről
- 48/2005. (X. 31.) BM rendelet A hivatásos önkormányzati tűzoltóságok technikai eszközeinek belvízi, árvízi védekezés miatti pótlására, javítására vonatkozó támogatás juttatásának részletes szabályairól
- 49/2005. (X. 31.) BM rendelet Az eltűnt személyek felkutatásának és a rendkívüli halálesetek kivizsgálásának rendjéről szóló 23/1994. (X. 26.) BM rendelet módosításáról
- 50/2005. (X. 31.) BM rendelet A közigazgatási hatósági eljárás és szolgáltatás általános szabályairól szóló 2004. évi CXL. törvény hatálybalépésével összefüggő egyes miniszteri rendeletek módosításáról
- 51/2005. (X. 31.) BM rendelet A hatósági közvetítői nyilvántartásba vételért fizetendő igazgatási szolgáltatási díjakról
- 102/2005. (X. 31.) FVM rendelet A dohánytermékek gyártásáról, forgalmazásáról és ellenőrzéséről
- 95/2005. (X. 31.) GKM rendelet Az útügyi hatósági eljárások díjairól szóló 26/1997. (XII. 12.) KHVM rendelet módosításáról
- 14/2005. (X. 31.) IHM rendelet Az egyes hírközlési és informatikai termékek megfelelőségét vizsgáló vagy ellenőrző, illetőleg tanúsító szervezetek kijelölésének részletes szabályairól szóló 13/2003. (X. 3.) IHM rendelet és a rádióberendezésekről és az elektronikus hírközlő végberendezésekről, valamint megfelelőségük kölcsönös elismeréséről szóló 5/2004. (IV. 13.) IHM rendelet módosításáról
- 36/2005. (X. 31.) PM rendelet a pénzügyi konglomerátum szintű tőkemegfelelés számításáról

##### November
- 52/2005. (XI. 4.) BM rendelet A XI. Belügyminisztérium költségvetési fejezet, 20. Nemzeti Sporthivatal cím 2005. évi költségvetési fejezeti kezelésű előirányzatainak felhasználásáról szóló szabályzatának kiadásáról
- 47/2005. (XI. 4.) EüM rendelet Az emberi felhasználásra kerülő gyógyszerek rendeléséről és kiadásáról szóló 44/2004. (IV. 28.) ESZCSM rendelet módosításáról
- 103/2005. (XI. 4.) FVM rendelet a Magyar Agrárgazdasági Minőség Díjról
- 96/2005. (XI. 4.) GKM rendelet A bányafelügyelet hatáskörébe tartozó sajátos építményekre vonatkozó egyes építésügyi hatósági eljárások szabályairól
- 26/2005. (XI. 4.) KvVM rendelet A közigazgatási hatósági eljárás és szolgáltatás általános szabályairól szóló 2004. évi CXL. törvény hatálybalépésével összefüggő, egyes környezetvédelmi és vízügyi ágazati feladatokat érintő miniszteri rendeletek módosításáról
- 28/2005. (XI. 4.) NKÖM rendelet Egyes régészeti lelőhelyek védetté nyilvánításáról, illetve régészeti védettség megszüntetéséről
- 48/2005. (XI. 8.) EüM rendelet Az egészségügyi szakellátás társadalombiztosítási finanszírozásának egyes kérdéseiről szóló 9/1993. (IV. 2.) NM rendelet módosításáról
- 49/2005. (XI. 8.) EüM rendelet A háziorvosi, házi gyermekorvosi és fogorvosi tevékenységről szóló 4/2000. (II. 25.) EüM rendelet módosításáról
- 50/2005. (XI. 8.) EüM rendelet A szakorvos, szakfogorvos, szakgyógyszerész és klinikai szakpszichológus szakképesítés megszerzéséről szóló 66/1999. (XII. 25.) EüM rendelet módosításáról
- 51/2005. (XI. 8.) EüM rendelet Az egészségügyi ágazat radiológiai mérő és adatszolgáltató hálózata felépítéséről és működéséről szóló 8/2002. (III. 12.) EüM rendelet módosításáról
- 22/2005. (XI. 8.) IM rendelet A jogi segítségnyújtással kapcsolatos egyes igazságügy-miniszteri rendeletek módosításáról
- 22/2005. (XI. 10.) MNB rendelet A „Bocskai István fejedelemmé választásának 400. évfordulója” emlékérme kibocsátásáról
- 53/2005. (XI. 10.) BM rendelet A tűzvédelmi szakvizsgára kötelezett foglalkozási ágakról, munkakörökről és a szakvizsga részletes szabályairól
- 97/2005. (XI. 10.) GKM–PM együttes rendelet A nemzetközi kereskedelmi repülőtér légijármű által történő igénybevételéért fizetendő díjak megállapításának elveiről és módszereiről
- 8/2005. (XI. 10.) ICSSZEM–TNM együttes rendelet A Turisztikai Célelőirányzat ifjúsági turizmus céljára fordítandó keretének felhasználási szabályairól
- 23/2005. (XI. 10.) IM rendelet Egyes igazságügy-miniszteri rendeletek módosításáról
- 30/2005. (XI. 10.) OM rendelet a közoktatási intézmények informatikai fejlesztését szolgáló, kötött felhasználású támogatás felhasználásával történő beszerzések igénylési rendjéről szóló 3/2005. (III. 1.) OM rendelet módosításáról
- 101/2005. (XI. 24.) GKM rendelet a Magyar Kereskedelmi Engedélyezési Hivatal által lefolytatott egyes eljárások igazgatási szolgáltatási díjáról

##### December
- 30/2005. (XII. 15.) KvVM rendelet az egyes természeti területek védetté, valamint helyi jelentőségű természetvédelmi területek országos jelentőségűvé nyilvánításáról, továbbá természetvédelmi területek határának módosításáról szóló 7/1990. (IV. 23.) KVM rendelet módosításáról
- 31/2005. (XII. 22.) OM rendelet a nevelési-oktatási intézmények névhasználatáról
- 32/2005. (XII. 22.) OM rendelet a nevelési-oktatási intézmények működéséről szóló 11/1994. (VI. 8.) MKM rendelet módosításáról
- 67/2005. (XII. 27.) EüM rendelet A kötelező egészségbiztosítás keretében igénybe vehető, betegségek megelőzését és korai felismerését szolgáló egészségügyi szolgáltatásokról és a szűrővizsgálatok igazolásáról szóló 51/1997. (XII. 18.) NM rendelet módosításáról
- 24/2005. (XII. 27.) FMM rendelet Az álláskeresőként való nyilvántartásba vételről, a nyilvántartásból való törlésről, valamint az álláskeresési megállapodásról szóló 18/2005. (X. 18.) FMM rendelet, továbbá a foglalkoztatást elősegítő támogatásokról, valamint a Munkaerőpiaci Alapból foglalkoztatási válsághelyzetek kezelésére nyújtható támogatásokról szóló 6/1996. (VII. 16.) MüM rendelet módosításáról
- 25/2005. (XII. 27.) FMM–EüM–ICSSZEM–PM együttes rendelet A megváltozott munkaképességű dolgozók foglalkoztatásáról és szociális ellátásáról szóló 8/1983. (VI. 29.) EüM–PM együttes rendelet módosításáról
- 26/2005. (XII. 27.) FMM rendelet A rehabilitációs akkreditációs díjról
- 27/2005. (XII. 27.) FMM rendelet Az Országos Munkabiztonsági és Munkaügyi Főfelügyelőség területi munkabiztonsági, munkaügyi felügyelőségei székhelyéről és illetékességi területéről
- 123/2005. (XII. 27.) FVM rendelet A tenyésztő szervezeti- és fajtaelismerés rendjéről
- 115/2005. (XII. 27.) GKM rendelet A magyar légtér használatával kapcsolatos egyes miniszteri rendeletek módosításáról
- 116/2005. (XII. 27.) GKM rendelet A magyar légtér igénybevételéért fizetendő díjról
- 117/2005. (XII. 27.) GKM rendelet A Gazdasági Minisztérium vállalkozási célelőirányzatainak szabályozásáról szóló 1/2001. (I. 5.) GM rendelet módosításáról
- 118/2005. (XII. 27.) GKM rendelet A földgázellátásban műszaki biztonsági szempontból jelentős munkakörök betöltéséhez szükséges szakmai képesítésről és gyakorlatról szóló 12/2004. (II. 13.) GKM rendelet módosításáról
- 119/2005. (XII. 27.) GKM rendelet A közúti járművek forgalomba helyezésével és forgalomban tartásával, környezetvédelmi felülvizsgálatával és ellenőrzésével, továbbá a gépjárműfenntartó tevékenységgel kapcsolatos egyes közlekedési hatósági eljárások díjáról szóló 91/2004. (VI. 29.) GKM rendelet módosításáról
- 18/2005. (XII. 27.) IHM rendelet Az informatikai és elektronikus hírközlési, továbbá a postai ágazat ügyeleti rendszerének létrehozásáról, működtetéséről, hatásköréről, valamint a kijelölt szolgáltatók bejelentési és kapcsolattartási kötelezettségeiről szóló 27/2004. (X. 6.) IHM rendelet módosításáról
- 31/2005. (XII. 27.) KvVM rendelet A környezetvédelmi termékdíjról, továbbá egyes termékek környezetvédelmi termékdíjáról szóló 1995. évi LVI. törvény végrehajtásáról szóló 10/1995. (IX. 28.) KTM rendelet módosításáról
- 32/2005. (XII. 27.) KvVM rendelet Az üvegházhatású gázok kibocsátásával kapcsolatos egyes tevékenységek igazgatási szolgáltatási díjairól
- 33/2005. (XII. 27.) KvVM rendelet A környezetvédelmi, természetvédelmi, valamint a vízügyi hatósági eljárások igazgatási szolgáltatási díjairól
- 48/2005. (XII. 27.) PM rendelet A Vám- és Pénzügyőrségről szóló törvény végrehajtásáról szóló 24/2004. (IV. 23.) PM rendelet módosításáról
- 49/2005. (XII. 27.) PM rendelet A vám- és pénzügyőrség rendelkezése alatt álló lakásokkal, helyiségekkel való gazdálkodásról szóló 10/2001. (III. 1.) PM rendelet módosításáról
- 50/2005. (XII. 27.) PM rendelet Az áruk ideiglenes behozataláról, Isztambulban, 1990. június 26-án kelt Egyezmény és mellékletei végrehajtásáról
- 33/2005. (XII. 27.) TNM rendelet „Az NFT házhoz jön” programról, a Nemzeti Fejlesztési Terv regionális és helyi szintű pályázati támogató rendszeréről
- 1135/2005. (XII. 27.) Korm. határozat A köztisztviselők jogállásáról szóló 1992. évi XXIII. törvény hatálya alá tartozó szervek jegyzékéről szóló 1085/2004. (VIII. 27.) Korm. határozat módosításáról
- 1136/2005. (XII. 29.) Korm. határozat A köztisztviselők jogállásáról szóló 1992. évi XXIII. törvény hatálya alá tartozó szervek jegyzékéről szóló 1085/2004. (VIII. 27.) Korm. határozat módosításáról
- 68/2005. (XII. 28.) EüM rendelet Az egészségügyi szakellátás társadalombiztosítási finanszírozásának egyes kérdéseiről szóló 9/1993. (IV. 2.) NM rendelet módosításáról
- 69/2005. (XII. 28.) EüM rendelet A törzskönyvezett gyógyszerek és a különleges táplálkozási igényt kielégítő tápszerek társadalombiztosítási támogatásba való befogadásának szempontjairól és a befogadás vagy a támogatás megváltoztatásáról szóló 32/2004. (IV. 26.) ESZCSM rendelet módosításáról
- 28/2005. (XII. 28.) FMM–EüM együttes rendelet A munkahelyek munkavédelmi követelményeinek minimális szintjéről szóló 3/2002. (II. 8.) SZCSM–EüM együttes rendelet módosításáról
- 120/2005. (XII. 28.) GKM rendelet A belvízi légpárnás kishajók megfelelőségének feltételeiről
- 121/2005. (XII. 28.) GKM rendelet A tengerészek munkaidejére vonatkozó rendelkezések végrehajtásáról
- 122/2005. (XII. 28.) GKM rendelet Az Útpénztár fejezeti kezelésű előirányzat felhasználásának szabályozásáról, valamint az országos közúthálózattal összefüggő feladatok ellátásáról
- 34/2005. (XII. 28.) KvVM rendelet Az állami tulajdonú közüzemi vízműből szolgáltatott ivóvízért, illetőleg az állami tulajdonú közüzemi csatornamű használatáért fizetendő díjakról szóló 47/1999. (XII. 28.) KHVM rendelet módosításáról
- 7/2005. (XII. 28.) MeHVM rendelet A polgári nemzetbiztonsági szolgálatok által közzéteendő adatok köréről
- 34/2005. (XII. 28.) NKÖM rendelet A kulturális javak kiviteli engedélyezésének részletes szabályairól szóló 17/2001. (X. 18.) NKÖM rendelet módosításáról
- 51/2005. (XII. 28.) PM rendelet A közösségi vámjog végrehajtásának részletes szabályairól szóló 15/2004. (IV. 5.) PM rendelet módosításáról
- 52/2005. (XII. 28.) PM rendelet A pénzügyi vállalkozások által a Pénzügyi Szervezetek Állami Felügyelete részére szolgáltatandó adatok köréről és az adatszolgáltatás módjáról
- 53/2005. (XII. 28.) PM rendelet A hitelintézetek által a Pénzügyi Szervezetek Állami Felügyelete részére szolgáltatandó adatok köréről és az adatszolgáltatás módjáról
- 54/2005. (XII. 28.) PM rendelet A befektetési szolgáltató és a külföldi székhelyű befektetési szolgáltató magyarországi fióktelepe üzleti, szolgáltatási tevékenységéhez, a befektetési vállalkozás és hitelintézet kereskedési könyv vezetéséhez, az árutőzsdei szolgáltató és az elszámolóház szolgáltatási tevékenységéhez kapcsolódó, a Pénzügyi Szervezetek Állami Felügyelete részére történő adatszolgáltatási kötelezettségéről szóló 5/2004. (II. 12.) PM rendelet módosítása
- 70/2005. (XII. 29.) EüM rendelet A népjóléti ágazatba tartozó egyes államigazgatási eljárásokért és igazgatási jellegű szolgáltatásokért fizetendő díjakról szóló 50/1996. (XII. 27.) NM rendelet módosításáról
- 123/2005. (XII. 29.) GKM rendelet A légiközlekedési balesetek, a repülőesemények és a légiközlekedési rendellenességek szakmai vizsgálatának szabályairól
- 124/2005. (XII. 29.) GKM rendelet A közúti közlekedésben használt menetíró készülékekről szóló, 1985. december 20-i 3821/85/EGK tanácsi rendelet végrehajtásáról
- 125/2005. (XII. 29.) GKM rendelet A közúti járművek műszaki megvizsgálásáról szóló 5/1990. (IV. 12.) KöHÉM rendelet módosításáról
- 126/2005. (XII. 29.) GKM rendelet A közúti járművek forgalomba helyezésének és forgalomban tartásának műszaki feltételeiről szóló 6/1990. (IV. 12.) KöHÉM rendelet módosításáról
- 127/2005. (XII. 29.) GKM rendelet A Magyar Kereskedelmi Engedélyezési Hivatal hatósági jogköreivel összefüggő egyes miniszteri rendeletek módosításáról
- 128/2005. (XII. 29.) GKM rendeletA Magyar Kereskedelmi Engedélyezési Hivatal veszélyes ipari üzemekre vonatkozó szakhatósági hozzájárulásának kiadásával kapcsolatos eljárásairól, valamint a veszélyes tevékenységekkel összefüggő adatközlési és bejelentési kötelezettségekről
- 129/2005. (XII. 29.) GKM rendelet A Magyar Kereskedelmi Engedélyezési Hivatal egyes műszaki biztonsági közigazgatási eljárásainak és igazgatási jellegű szolgáltatásainak díjairól
- 55/2005. (XII. 29.) PM–FMM együttes rendeletA foglalkoztatás bővítése és rugalmasabbá tétele érdekében szükséges intézkedésekről szóló 2005. évi CLXXX. törvény végrehajtásáról
- 56/2005. (XII. 29.) PM rendelet Az adóteljesítmény számítási...

#### Kormányhatározatok

##### Január (100−1006)
- 1001/2005. (I. 7.) Korm. határozat az államtitkári juttatások biztosításáról
- 1002/2005. (I. 12.) Korm. határozatÉletmentő Emlékérem adományozásáról
- 1003/2005. (I. 12.) Korm. határozat Dr. Avarkeszi Dezső kormánymegbízottá történő kinevezéséről
- 1004/2005. (I. 26.) Korm. határozat A vidékpolitikai kormány-meghatalmazott kinevezéséről és feladatairól szóló 1063/2003. (VII. 15.) Korm. határozat hatályon kívül helyezéséről
- 1005/2005. (I. 26.) Korm. határozat A közszolgálati ellenőrzések 2005. évi vizsgálati tárgyköreiről és a vizsgálat alá vont közigazgatási szervekről
- 1006/2005. (I. 26.) Korm. határozat Államtitkári juttatások biztosításáról

##### Február (1007−1016)
- 1007/2005. (II. 8.) Korm. határozat A polgári jogi kodifikációról szóló 1050/1998. (IV. 24.) Korm. határozat időarányos végrehajtásáról és módosításáról
- 1008/2005. (II. 8.) Korm. határozat A Fogyatékosok Esélye Közalapítvány, a Nemzetközi Pikler Emmi Közalapítvány és a Betegjogi, Ellátottjogi és Gyermekjogi Közalapítvány Alapító Okiratainak módosításáról
- 1009/2005. (II. 8.) Korm. határozat Az Avicenna, Közel-kelet Kutatások Közalapítvány Alapító Okiratának módosításáról
- 1010/2005. (II. 11.) Korm. határozat Foglalkoztatási tilalom, illetve korlátozás alóli felmentésről
- 1011/2005. (II. 11.) Korm. határozat Az M5-ös autópálya továbbépítésével kapcsolatos feladatokról szóló 1124/2004. (XI. 17.) Korm. határozat hatályon kívül helyezéséről
- 1012/2005. (II. 19.) Korm. határozat Az állami autópálya építés és üzemeltetés finanszírozásáról
- 1013/2005. (II. 22.) Korm. határozat Az Országos Egészségbiztosítási Pénztár főigazgatójának kinevezéséről
- 1014/2005. (II. 25.) Korm. határozat Az egységes digitális rádió-távközlő rendszer (EDR) létrehozásáért és működtetéséért felelős kormánybiztos kinevezéséről
- 1015/2005. (II. 25.) Korm. határozat A mindenki számára akadálymentesen hozzáférhető környezet és közszolgáltatások megteremtéséhez szükséges kormányzati intézkedésekről
- 1016/2005. (II. 25.) Korm. határozat Az „Útravaló” Ösztöndíjprogramról

##### Március (1017−1029)
- 1017/2005. (III. 1.) Korm. határozat A Magyarországi Nemzeti és Etnikai Kisebbségekért Közalapítvány Alapító Okiratának módosításáról
- 1018/2005. (III. 8.) Korm. határozat A Budapest Ferihegy Nemzetközi Repülőtér Üzemeltető Részvénytársaság részéről történő hitelfelvételről és az ehhez kapcsolódó állami kezességvállalásról szóló 1004/2002. (I. 26.) Korm. határozat módosításáról
- 1019/2005. (III. ?.) Korm. határozat A Csepeli Szabadkikötő országos közforgalmú kikötővé nyilvánításáról és ezzel összefüggésben a lehetséges privatizációs megoldásokról
- 1020/2005. (III. 10.) Korm. határozat a romák társadalmi integrációját elősegítő kormányzati programról és az azzal összefüggő intézkedésekről szóló 1021/2004. (III. 18.) Korm. határozat módosításáról
- 1021/2005. (III. 10.) Korm. határozat A földfelszíni digitális televízió műsorszórásra valóátállás elsődleges kormányzati feladatairól
- 1022/2005. (III. 10.) Korm. határozat A Kormány kabinetjeiről szóló 1107/2002. (VI. 18.) Korm. határozat módosításáról
- 1023/2005. (III. 10.) Korm. határozat Az európai uniós tagságból fakadó kormányzati koordinációval kapcsolatos egyes kormányhatározatok módosításáról
- 1024/2005. (III. 11.) Korm. határozat A köztisztviselők jogállásáról szóló 1992. évi XXIII. törvény hatálya alá tartozó szervek jegyzékét megállapító 1085/2004. (VIII. 27.) Korm. határozat módosításáról
- 1025/2005. (III. 11.) Korm. határozat Az Állami Privatizációs és Vagyonkezelő Részvénytársaság Szervezeti és Működési Szabályzatának jóváhagyásáról szóló 1125/1999. (XII. 13.) Korm. határozat módosításáról
- 1026/2005. (III. 11.) Korm. határozat A Művészetek Palotája megvalósulásával és működésével kapcsolatos intézkedésekről
- 1027/2005. (III. 17.) Korm. határozat A Magyar Köztársaság Kiváló Művésze, a Magyar Köztársaság Érdemes Művésze és a Magyar Köztársaság Babérkoszorúja díjak 2005. évi adományozásáról
- 1028/2005. (III. 23.) Korm. határozat Egyes kormányhatározatok hatályon kívül helyezéséről
- 1029/2005. (III. 30.) Korm. határozat A Magyar Köztársaság Kormánya és az Észt Köztársaság Kormánya között kulturális intézetek létesítéséről és működéséről szóló Megállapodás megkötéséről és kihirdetéséről

- 2045/2005. (III. 23.) Korm. határozat a 2005. évi fejezeti kezelésű költségvetési előirányzatok I. félévi felhasználásáról

##### Április (1030−1040)
- 1030/2005. (IV. 4.) Korm. határozat Az új társasági törvény és cégtörvény koncepciójáról
- 1031/2005. (IV. 4.) Korm. határozat A szociális célú gyermekétkeztetéssel összefüggő kormányzati feladatokról
- 1032/2005. (IV. 4.) Korm. határozat A Bay Zoltán Alkalmazott Kutatási Alapítvány közalapítvánnyá történő átalakításáról és a Magyar Termelékenységi Központ Közalapítvány megszüntetésével és tevékenységének más szervezeti keretek között történő folytatásáról szóló 2203/2004.(VIII. 23.) Korm. határozat módosításáról
- 1033/2005. (IV. 4.) Korm határozat A kincstári vagyon értékesítésére vonatkozó versenyeztetési szabályzat jóváhagyásáról szóló 1048/1997.(V.13.) Korm. határozat hatályon kívül helyezéséről
- 1034/2005. (IV. 6.) Korm. határozat II. János Pál pápáról való méltó megemlékezésről
- 1035/2005. (IV. 13.) Korm. határozat Dr. Avarkeszi Dezső kormánymegbízotti megbízatásának módosításáról
- 1036/2005. (IV. 21.) Korm. határozat A társadalmi bűnmegelőzés nemzeti stratégiája céljainak végrehajtásából származó 2005-ben és 2006-ban megvalósítandó feladatokról
- 1037/2005. (IV. 28.) Korm. határozat A Demokrácia Központ Közalapítvány létrehozásáról, valamint a Kormány által alapított közalapítványok és alapítványok kormányzati felelőseiről és egyes feladatokról szóló 1034/2003. (IV.24.) Korm. határozat módosításáról
- 1038/2005. (IV. 28.) Korm. határozat Az EU Kommunikációs Közalapítvány megszüntetésével kapcsolatos feladatokról
- 1039/2005. (IV. 28.) Korm. határozat A Magyar Történelmi Film Közalapítvány létrehozásáról
- 1040/2005. (IV. 29.) Korm. határozat Az Európai Összehasonlító Kisebbségkutatások Közalapítvány Alapító Okiratának, valamint a Kormány által alapított közalapítványok és alapítványok kormányzati felelőseiről és egyes feladatokról szóló 1034/2003. (IV. 24.) Korm. határozat módosításáról

##### Május (1041−1057)
- 1041/2005. (V. 5.) Korm. határozat A „Sikeres Magyarországért” Hitelprogramok meghirdetéséről és a fejlesztési tőkefinanszírozási eszközök kiszélesítéséről
- 1042/2005. (V. 5.) Korm. határozat A Mátra északi térségében 2005. év április 18-a és 20-a között lehullott nagy mennyiségű csapadék miatt keletkezett károk enyhítéséről
- 1043/2005. (V. 10.) Korm. határozat A közcélú magánbefektetéseket mozgósító egészségügyi és egyéb fejlesztések megalapozásáért felelős kormánymeghatalmazott felmentéséről
- 1044/2005. (V. 11.) Korm. határozat A közigazgatás korszerűsítését szolgáló aktuális e-kormányzati feladatokról
- 1045/2005. (V. 13.) Korm. határozat Végelszámolás zökkenőmentes lebonyolítása érdekében szükséges egyedi intézkedésről
- 1046/2005. (V. 19.) Korm. határozat Az Európai Gazdasági Térség és a norvég finanszírozási mechanizmusok prioritásairól és tárgyalási irányelveiről
- 1047/2005. (V. 19.) Korm. határozat A közszolgálati műsorszolgáltatók létszámcsökkentésének költségvetési támogatásáról
- 1048/2005. (V. 19.) Korm. határozat A 2005. évi katasztrófavédelmi feladatokról
- 1049/2005. (V. 19.) Korm. határozat Dr. Karsai József kormánymegbízottá történő kinevezéséről
- 1050/2005. (V. 21.) Korm. határozat A Tokaj-hegyalján 2005. év május 4-én, valamint a Mátra északi térségében 2005. év április 18-a és 20-a között lehullott nagy mennyiségű csapadék miatt keletkezett károk enyhítéséről
- 1051/2005. (V. 21.) Korm. határozat A Budapesti Közlekedési Szövetség (BKSZ) ütemezett létrehozásának első lépését megvalósító egyesített bérletek bevezetéséről
- 1052/2005. (V. 23.) Korm. határozat A közigazgatás teljesítményének növelését szolgáló rövid távú intézkedésekről és átalakításának középtávú feladatairól
- 1053/2005. (V. 26.) Korm. határozat Az egységes digitális rádiótávközlő rendszer (EDR) kialakításával, valamint az EDR szolgáltatás vásárlásával kapcsolatos feladatokról
- 1054/2005. (V. 28.) Korm. határozat Az Északkelet-Magyarországon a 2005. év május 18-i viharos időjárás, valamint árvíz miatt keletkezett károk enyhítéséről
- 1055/2005. (V. 31.) Korm. határozat Az Állami Privatizációs és Vagyonkezelő Részvénytársaság új Igazgatóságának és elnökének kinevezéséről
- 1056/2005. (V. 31.) Korm. határozat A rendezett munkaügyi kapcsolatok kritériumainak az állami támogatások odaítélése során történő figyelembevételéből adódó feladatokról
- 1057/2005. (V. 31.) Korm. határozat A szakképzés-fejlesztési stratégia végrehajtásához szükséges intézkedésekről

##### Június (1058−1068)
- 1058/2005. (VI. 1.) Korm. határozat Az Állami Privatizációs és Vagyonkezelő Részvénytársaság új Igazgatóságának és elnökének kinevezéséről
- 1059/2005. (VI. 4.) Korm. határozat A budapesti 4-es – Budapest Kelenföldi pályaudvar–Bosnyák tér közötti – metróvonal megépítésének állami támogatásáról
- 1060/2005. (VI. 4.) Korm. határozat A „Sikeres Magyarországért Panel Plusz” hitelprogram elindításáról és a kapcsolódó állami támogatásokról
- 1061/2005. (VI. 4.) Korm. határozat A NATO iraki Kiképző Missziójában történő magyar katonai részvételről szóló 1137/2004. (XII. 9.) Korm. határozat módosításáról
- 1062/2005. (VI. 17) Korm. határozat A Közép- és Kelet-európai Történelem és Társadalom Kutatásáért Közalapítvány, az 1956-os Magyar Forradalom Történetének Dokumentációs és Kutatóintézete Közalapítvány és a Magyar Alkotóművészeti Közalapítvány Alapító Okiratának módosításáról
- 1063/2005. (VI. 23) Korm. határozat A Népegészségügyi Tárcaközi Bizottságról
- 1064/2005. (VI. 23) Korm. határozat Az autópálya-építés és -üzemeltetés finanszírozásával összefüggő további feladatokról
- 1065/2005. (VI. 27.) Korm. határozat Az Európai Szociális Kartában vállalt kötelezettségek teljesüléséről szóló Nemzeti jelentés jóváhagyásáról
- 1066/2005. (VI. 27.) Korm. határozat A Közoktatási Modernizációs Közalapítvány, a Nemzeti Kollégiumi Közalapítvány, az Esélyt a Tanulásra Közalapítvány, a Bursa Hungarica Közalapítvány alapító okiratának módosításáról
- 1067/2005. (VI. 30.) Korm. határozat Az EU-támogatásra számot tartó, 2007. évi kezdésre ütemezett nagyprojektek előkészítésének költségvetési támogatásáról
- 1068/2005. (VI. 30.) Korm. határozat Az ingatlanokkal, bérlakásokkal kapcsolatban feltárt visszaélések megakadályozásához, az úgynevezett lakásmaffia-tevékenység visszaszorításához szükséges további kormányzati intézkedésekről

##### Július (1069−1083)
- 1069/2005. (VII. 8.) Korm. határozat Az Állami Közúti Műszaki és Információs Közhasznú Társaság átalakulásáról
- 1070/2005. (VII. 8.) Korm. határozat' A villamosenergia-ipari átviteli hálózati rendszerirányító magyarországi kialakításáról
- 1071/2005. (VII. 8.) Korm. határozat A MÁV Rt. üzletvitelével kapcsolatos fizetési kötelezettségeinek teljesítéséhez szükséges legfeljebb 30 Mrd Ft összegű állami kezességvállalásról
- 1072/2005. (VII. 8.) Korm. határozat Magyarországi Zsidó Örökség Közalapítvány Alapító Okiratának módosításáról
- 1073/2005. (VII. 14.) Korm. határozat A magyar–kínai gazdasági kapcsolatok fejlesztéséért, valamint a 2010. évi Shanghai Világkiállításon történő részvétel koordinálásáért felelős kormánybiztos feladat- és hatásköréről
- 1074/2005. (VII. 14.) Korm. határozat A „HÚSMÍVESSÉGÉRT” Hústermelési, Húsfeldolgozási és Húskereskedelmi Alapítvány megszüntetéséről
- 1075/2005. (VII. 15.) Korm. határozat Az egységes családtámogatási rendszer létrehozásáról, a fogyatékos személyek támogatásáról és a szociális ellátások fejlesztéséről
- 1076/2005. (VII. 15.) Korm. határozat A fogyatékos gyermeket nevelő és a szociálisan rászorult családok támogatásáról
- 1077/2005. (VII. 15.) Korm. határozat Az Európai Beruházási Bank által Budapest Főváros Önkormányzatának a budapesti 4-es – Budapest Kelenföldi pályaudvar–Bosnyák tér közötti – metróvonal finanszírozása céljából nyújtandó hitel felvételére vonatkozó állami garancia vállalásáról
- 1078/2005. (VII. 15.) Korm. határozat Az Európai Beruházási Bank által Budapest Főváros Önkormányzatának a „Budapesti központi szennyvíztisztító telep és kapcsolódó létesítményei” projekt finanszírozása céljából nyújtandó hitel felvételére vonatkozó állami garancia vállalásáról
- 1079/2005. (VII. 15.) Korm. határozat A köztisztviselők jogállásáról szóló 1992.évi XXIII. törvény hatálya alá tartozó szervek jegyzékéről szóló 1085/2004. (VIII.27.) Korm. határozat módosításáról
- 1080/2005. (VII. 25.) Korm. határozat Az Emberi Jogok Magyar Központja Közalapítvány Alapító Okiratának módosításáról
- 1081/2005. (VII. 27.) Korm. határozat A terület- és vidékpolitika kormányzati koordinációjával összefüggő egyes kormányhatározatok módosításáról
- 1082/2005. (VII. 27.) Korm. határozat A szabályozás hatásvizsgálatával összefüggő egyes kormányzati feladatokról, a 2005. évi deregulációs programról, valamint egyes kormányhatározatok, illetve kormányhatározati pontok hatályon kívül helyezéséről
- 1083/2005. (VII. 27.) Korm. határozat A 2006. évi Úszó, Műugró, Szinkronúszó és Nyíltvízi Úszó Európa-bajnokság létesítményfejlesztési programja időszerű kérdéseiről, a folyamatban lévő sportcélú állami fejlesztések megvalósításához kapcsolódó egyes szervezeti feladatok Belügyminis ztérium szervezetrendszerébe történő integrálásáról, továbbá az államháztartás egyensúlyi helyzetének javításához szükséges rövid és hosszabb távú intézkedésekről szóló 2050/2004. (III. 11.) Korm. határozat módosításáról

##### Augusztus (1084−1086)
- 1084/2005. (VIII. 16.) Korm. határozat A Biztonságos Magyarországért Közalapítvány Alapító Okiratának módosításáról
- 1085/2005. (VIII. 22.) Korm. határozat A Népművészet Mestere díj 2005. évi adományozásáról
- 1086/2005. (VIII. 24.) Korm. határozat Egyes kormányhatározatok módosításáról

##### Szeptember (1087−1099)
- 1087/2005. (IX. 1.) Korm. határozat Dr. Avarkeszi Dezső kormánymegbízotti megbízatásának módosításáról
- 1088/2005. (IX. 9.) Korm. határozat A 2005. év augusztus 15–23. között lehullott nagy mennyiségű csapadék okozta károk enyhítéséről, valamint a hivatásos önkormányzati tűzoltóságok belvízi, árvízi védekezés miatti eszközpótlásáról
- 1089/2005. (IX. 9.) Korm. határozat A MÁV Rt. üzletviteléhez (a személyszállítás és a pályavasút működtetéséhez) szükséges 58,5 Mrd Ft hosszú lejáratú forgóeszközpótló hitelhez kapcsolódó állami kezességvállalásról és a MÁV Rt. tőkemegfelelésének biztosításáról
- 1090/2005. (IX. 13.) Korm. határozat A helyi önkormányzatok 2006. évi új címzett támogatásainak döntés-előkészítéséről
- 1091/2005. (IX. 15.) Korm. határozat A Habsburg-kori Kutatások Közalapítvány Alapító Okiratának módosításáról
- 1092/2005. (IX. 15.) Korm. határozat Az oktatási miniszter kormányzati felelősségi körébe tartozó egyes közalapítványok alapító okiratának módosításáról
- 1093/2005. (IX. 17.) Korm. határozat Új, modell értékű közmunkaprogram indításáról
- 1094/2005. (IX. 19.) Korm. határozat A csődről szóló törvény koncepciójáról és a gazdasági forgalom kiszámíthatóbb, átláthatóbb működését elősegítő intézkedésekről
- 1095/2005. (IX. 22.) Korm. határozat A „Sikeres Magyarországért” Önkormányzati Infrastruktúrafejlesztési Hitelprogram hitelkeretének bővítéséről, valamint a Magyar Fejlesztési Bank Rt. működésével összefüggő további intézkedésekről
- 1096/2005. (IX. 22.) Korm. határozat A volt egyházi ingatlanok tulajdoni rendezése és a kapcsolódó pénzügyi kártalanítás felgyorsításáról
- 1097/2005. (IX. 22.) Korm. határozat Bartók Béla születése 125. évfordulójának megünnepléséről
- 1098/2005. (IX. 22.) Korm. határozat A Tudomány- és Technológiapolitikai Kollégiumról, valamint a tudomány- és technológiapolitika kormányzati irányítási és végrehajtási rendszerének megújításával kapcsolatos feladatokról szóló 1033/2003. (IV. 18.) Korm. határozat módosításáról
- 1099/2005. (IX. 28.) Korm. határozat A BKV Rt. működéséhez szükséges 15 Mrd Ft hosszú lejáratú hitelhez és járulékaihoz kapcsolódó állami kezességvállalásról

##### Október (1100−1105)
- 1100/2005. (X.7.) Korm. határozat A Nemzeti turizmusfejlesztési stratégiáról és az azzal kapcsolatos intézkedésekről
- 1101/2005. (X. 25.) Korm. határozat A közigazgatási hatósági eljárás és szolgáltatás általános szabályairól szóló 2004. évi CXL. törvény hatálybalépésével kapcsolatos, a közigazgatási tevékenység színvonalának javításához, a közigazgatási szervek szolgáltatásainak egységesítéséhez, együttműködésének javításához szükséges feladatokról
- 1102/2005. (X. 25.) Korm. határozat A havi adatszolgáltatáson alapuló egyéni adó-és járulék-nyilvántartás, valamint a kötelezettségcsoportonkénti számlákra történő adófizetés megvalósításáról
- 1103/2005. (X. 27.) Korm. határozat Az 1956-os forradalom és szabadságharc 50. évfordulóján, 2006-ban megrendezendő Emlékév programjáról
- 1104/2005. (X. 27.) Korm. határozat A szellemi tulajdonjogok érvényesítésével összefüggő egyes feladatokról
- 1105/2005. (X. 27.) Korm. határozat Egyes kormányhatározatok hatályon kívül helyezéséről

##### November (1106−1115)
- 1106/2005. (XI. 8.) Korm. határozat A Wesselényi Miklós Sportközalapítvány Alapító Okiratának módosításáról
- 1107/2005. (XI. 8.) Korm. határozat A Holocaust Dokumentációs Központ és Emlékgyűjtemény Közalapítvány Alapító Okiratának módosításáról
- 1108/2005. (XI. 10.) Korm. határozat Az Európa Kulturális Fővárosa címmel kapcsolatos jelölésről és az annak kapcsán végrehajtandó feladatokról
- 1109/2005. (XI. 14.) Korm. határozat A ,,Sikeres Magyarországért” Hitelprogramok meghirdetéséről és a fejlesztési tőkefinanszírozási eszközök kiszélesítéséről szóló 1041/2005. (V. 5.) Korm. határozat módosításáról
- 1110/2005. (XI. 23.) Korm. határozat Az egységes közszolgálati szabályozás kidolgozásáért és végrehajtásának koordinálásáért felelős kormánymegbízott felmentéséről
- 1111/2005. (XI. 23.) Korm. határozat Életmentő Emlékérem kitüntető jelvény adományozásáról
- 1112/2005. (XI. 29.) Korm. határozat A ,,Földért életjáradékot” program IV. szakaszának meghirdetéséről
- 1113/2005. (XI. 29.) Korm. határozat A MÁV ZRt. személyszállítási közszolgáltatói tevékenységének és pályavasúti eszközeinek fejlesztését szolgáló hitelekhez kapcsolódó állami kezességvállalásról
- 1114/2005. (XI. 29.) Korm. határozat Új, modell értékű közmunkaprogram indításáról szóló 1093/2005. (IX. 17.) Korm. határozat módosításáról
- 1115/2005. (XI. 30.) Korm. határozat A Horvátországgal és Törökországgal megkezdődött európai uniós csatlakozási tárgyalások hazai intézményrendszeréről és az Európai Unió döntéshozatali tevékenységében való részvételről és az ehhez kapcsolódó kormányzati koordinációról szóló 1007/2004. (II. 12.) Korm. határozat módosításáról

##### December (1116−1136)
- 1116/2005. (XII. 9.) Korm. határozat Az Országos Foglalkoztatási Közalapítvány AlapítóOkiratának módosításáról
- 1117/2005. (XII. 14.) Korm. határozat A Velencei-tó–Vértes Kiemelt Üdülőkörzet Területfejlesztési Programjáról
- 1118/2005. (XII. 14.) Korm. határozat A Fogyatékosok Esélye Közalapítvány, a Hajléktalanokért Közalapítvány, a Nemzetközi Pikler Emmi Közalapítvány, valamint az Összefogás a Budapesti Lakástalanokért és Hajléktalan Emberekért Közalapítvány Alapító Okiratainak módosításáról
- 1119/2005. (XII. 14.) Korm. határozat A Sportfólió Sportlétesítményeket Kezelő, Hasznosító és Fejlesztésszervező Közhasznú Társaság megszüntetéséről és állami feladatainak ellátására központi költségvetési szerv létrehozásáról szóló 1100/2004. (X. 12.) Korm. határozat módosításáról
- 1120/2005. (XII. 15.) Korm. határozat A Magyar–Horvát Kisebbségi Vegyesbizottság magyar társelnökének felmentéséről és kinevezéséről
- 1121/2005. (XII. 15.) Korm. határozat A Magyar–Szlovén Kisebbségi Vegyesbizottság magyar társelnökének felmentéséről és kinevezéséről
- 1122/2005. (XII. 20.) Korm. határozat Dr. Avarkeszi Dezső kormánymegbízotti megbízatásának módosításáról
- 1123/2005. (XII. 20.) Korm. határozat A Tanácsadó Testület a Korrupciómentes Közéletért létrehozásáról szóló 1011/2004. (II. 26.) Korm. határozatának módosításáról
- 1124/2005. (XII. 20.) Korm. határozat A Bérlakás Program elindításáról és a ,,Sikeres Magyarországért” Bérlakás Hitelprogram meghirdetéséről
- 1125/2005. (XII. 20.) Korm. határozat A köztisztviselők jogállásáról szóló 1992. évi XXIII. törvény hatálya alá tartozó szervek jegyzékéről szóló 1085/2004. (VIII. 27.) Korm. határozat módosításáról
- 1126/2005. (XII. 20.) Korm. határozat A Magyar Nemzeti Múzeum Mélygarázs PPP-konstrukció keretében történő megvalósításáról
- 1127/2005. (XII. 22.) Korm. határozat Az Atlanti Kutató és Kiadó Közalapítvány Alapító Okiratának módosításáról
- 1128/2005. (XII. 22.) Korm. határozat A Magyar Katolikus Egyház Jézus Társasága Magyarországi Rendtartományának ingatlanáról
- 1129/2005. (XII. 22.) Korm. határozat A Magyarországi Református Egyház számára 2005. évben rendezésre javasolt ingatlanokról, és az e célra elkülönített költségvetési keret felosztásáról
- 1130/2005. (XII. 23.) Korm. határozat A Széchenyi Kártya program folytatásának feltételeiről
- 1131/2005. (XII. 23.) Korm. határozat Az Állami Privatizációs és Vagyonkezelő Részvénytársaság Igazgatósága elnöke és tagjai megbízatásának meghosszabbításáról
- 1132/2005. (XII. 23.) Korm. határozat A közúti közlekedésbiztonság javításával összefüggő feladatokról
- 1133/2005. (XII. 23.) Korm. határozat A Nemzetközi Pető András Közalapítvány Alapító Okiratának módosításáról
- 1134/2005. (XII. 26.) Korm. határozat A köztisztviselők jogállásáról szóló 1992. évi XXIII. törvény hatálya alá tartozó szervek jegyzékéről szóló 1085/2004. (VIII. 27.) Korm. határozat módosításáról
- 1135/2005. (XII. 27.) Korm. határozat A köztisztviselők jogállásáról szóló 1992. évi XXIII. törvény hatálya alá tartozó szervek jegyzékéről szóló 1085/2004. (VIII. 27.) Korm. határozat módosításáról
- 1136/2005. (XII. 29.) határozat 	A köztisztviselők jogállásáról szóló 1992. évi XXIII. törvény hatálya alá tartozó szervek jegyzékéről szóló 1085/2004. (VIII. 27.) Korm. határozat módosításáról